# Матч за звание чемпиона мира по шахматам 2024
Матч за звание чемпиона мира по шахматам 2024 прошёл с 25 ноября по 12 декабря в Сингапуре на острове Сентоса. Соперником действующего 32-летнего чемпиона мира Дин Лижэня из Китая стал 18-летний победитель турнира претендентов 2024 Доммараджу Гукеш из Индии — самый молодой претендент в истории. Впервые за звание чемпиона мира боролись два шахматиста из стран Азии. Титульным спонсором матча выступила компания Google. Со счётом 7+1⁄2:6+1⁄2 победу одержал Гукеш, став 18-м чемпионом мира, самым молодым в истории.
Дин Лижэнь выиграл матч за звание чемпиона мира 2023 у Яна Непомнящего после того, как чемпион мира Магнус Карлсен отказался защищать свой титул. После этого у китайца начался сложный период жизни, когда он редко играл в турнирах, ввиду психологических проблем. В тех супертурнирах, где Дин Лижэнь сыграл, он занимал места в нижней половине таблицы.
В апреле 2024 года Гукеш выиграл турнир претендентов с участием восьми гроссмейстеров и перед началом матча занимал 5-е место в рейтинге ФИДЕ (Эло 2783), в то время, как Дин Лижэнь был на 23-м (Эло 2728). Чемпион мира вышел на матч, имея серию из 28 партий без побед. Многие были уверены, что Гукеш станет новым чемпионом, даже не сыграв все 14 партий. Букмекеры оценивали шансы Дин Лижэня как 1 к 3.
Несмотря на пессимистичные прогнозы, чемпион мира неожиданно выиграл 1-ю партию чёрными. Претендент одержал победу в 3-й партии. Вторая партия и партии с 4-й по 10-ю завершились вничью. В 11-й победу одержал Гукеш, но чемпион мира сравнял счёт в 12-й партии. 13-ю партию Дин Лижэнь с трудом свёл вничью, но в 14-й проиграл, допустив грубейшую одноходовую ошибку. Гукеш выиграл матч и стал самым молодым общепризнанным чемпионом мира в истории.
Дин Лижэнь имел опыт в стратегической борьбе и эндшпиле, также был известен своим подходом к расчётам вариантов, но из-за психологического напряжения во время защиты титула иногда принимал не лучшие решения и попадал в цейтнот. Гукешу было 18 лет, но к этому времени он показал стремительный взлёт, а во время матча продемонстрировал бесстрашие и творческий подход к игре. Дин Лижэнь периодически испытывал трудности и тратил много времени. В матче было много критических моментов, ошибок и зевков.

## Предыстория

### Матч 2023 года и последующие события

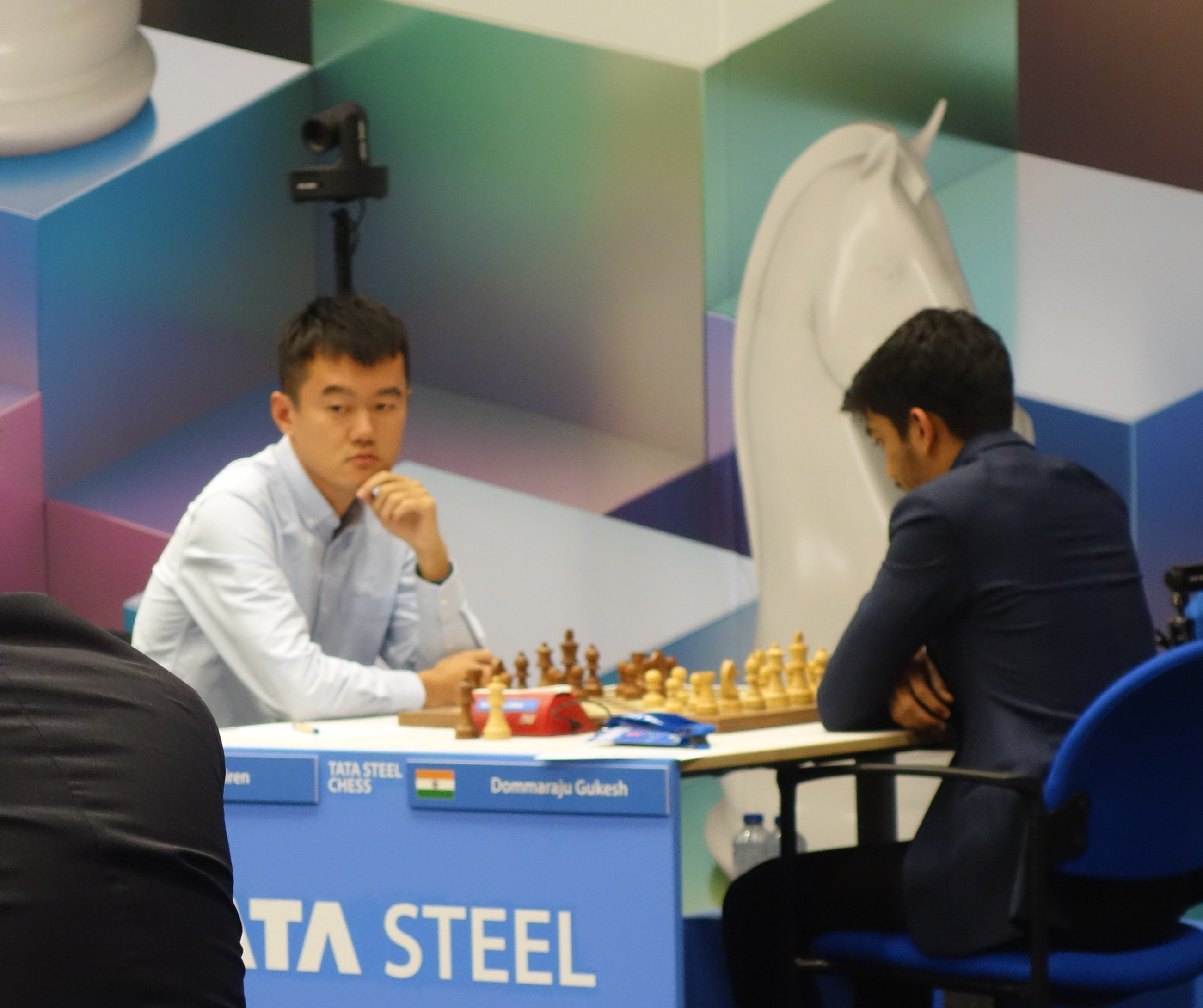
Дин Лижэнь играет с Гукешем на Tata Steel 2023

Дин Лижэнь занял 2-е место на турнире претендентов 2022 года, отстав на 1+1⁄2 очка от победителя турнира гроссмейстера Яна Непомнящего. Карлсен отказался защищать свой титул, поэтому первые два призёра сыграли между собой матч в апреле 2023 года. Победу на тай-брейке одержал Дин Лижэнь, став 17-м чемпионом мира.
Из-за пандемии ковида Дин Лижэнь долгое время был на карантине в родном Вэньчжоу: это повлияло на его результаты, когда он вернулся в шахматы. В 2023 году он не играл несколько месяцев из-за психологических проблем, что также оказало воздействие на его игру. В течение 19 месяцев после завоевания титула Дин Лижэнь сыграл 49 классических партий, из которых лишь в трёх смог одержать победу.

В 2024 году Дин Лижэнь в целом неуспешно выступал в турнирах. В январе он сыграл в супертурнире в Вейк-ан-Зее, заняв 9-е место с двумя победами и тремя поражениями (+2−3=8). Гукеш на этом турнире поделил 1-е место в классических партиях, но уступил на тай-брейке Вэй И.
|   | a | b | c | d | e | f | g | h |   |
| - | --- | --- | --- | --- | --- | --- | --- | --- | - |
| 8 | d8 чёрная ладья · f8 чёрный ферзь · h8 чёрный король · a7 чёрная пешка · d7 чёрный конь · g7 чёрная пешка · h7 чёрная пешка · b6 чёрная ладья · f6 чёрная пешка · d5 белый слон · e5 чёрный слон · f5 белая пешка · h5 белый ферзь · c4 белая пешка · d4 чёрная пешка · e4 белая ладья · d3 белая пешка · a2 белая пешка · f2 белый слон · h2 белая пешка · f1 белая ладья · h1 белый король | d8 чёрная ладья · f8 чёрный ферзь · h8 чёрный король · a7 чёрная пешка · d7 чёрный конь · g7 чёрная пешка · h7 чёрная пешка · b6 чёрная ладья · f6 чёрная пешка · d5 белый слон · e5 чёрный слон · f5 белая пешка · h5 белый ферзь · c4 белая пешка · d4 чёрная пешка · e4 белая ладья · d3 белая пешка · a2 белая пешка · f2 белый слон · h2 белая пешка · f1 белая ладья · h1 белый король | d8 чёрная ладья · f8 чёрный ферзь · h8 чёрный король · a7 чёрная пешка · d7 чёрный конь · g7 чёрная пешка · h7 чёрная пешка · b6 чёрная ладья · f6 чёрная пешка · d5 белый слон · e5 чёрный слон · f5 белая пешка · h5 белый ферзь · c4 белая пешка · d4 чёрная пешка · e4 белая ладья · d3 белая пешка · a2 белая пешка · f2 белый слон · h2 белая пешка · f1 белая ладья · h1 белый король | d8 чёрная ладья · f8 чёрный ферзь · h8 чёрный король · a7 чёрная пешка · d7 чёрный конь · g7 чёрная пешка · h7 чёрная пешка · b6 чёрная ладья · f6 чёрная пешка · d5 белый слон · e5 чёрный слон · f5 белая пешка · h5 белый ферзь · c4 белая пешка · d4 чёрная пешка · e4 белая ладья · d3 белая пешка · a2 белая пешка · f2 белый слон · h2 белая пешка · f1 белая ладья · h1 белый король | d8 чёрная ладья · f8 чёрный ферзь · h8 чёрный король · a7 чёрная пешка · d7 чёрный конь · g7 чёрная пешка · h7 чёрная пешка · b6 чёрная ладья · f6 чёрная пешка · d5 белый слон · e5 чёрный слон · f5 белая пешка · h5 белый ферзь · c4 белая пешка · d4 чёрная пешка · e4 белая ладья · d3 белая пешка · a2 белая пешка · f2 белый слон · h2 белая пешка · f1 белая ладья · h1 белый король | d8 чёрная ладья · f8 чёрный ферзь · h8 чёрный король · a7 чёрная пешка · d7 чёрный конь · g7 чёрная пешка · h7 чёрная пешка · b6 чёрная ладья · f6 чёрная пешка · d5 белый слон · e5 чёрный слон · f5 белая пешка · h5 белый ферзь · c4 белая пешка · d4 чёрная пешка · e4 белая ладья · d3 белая пешка · a2 белая пешка · f2 белый слон · h2 белая пешка · f1 белая ладья · h1 белый король | d8 чёрная ладья · f8 чёрный ферзь · h8 чёрный король · a7 чёрная пешка · d7 чёрный конь · g7 чёрная пешка · h7 чёрная пешка · b6 чёрная ладья · f6 чёрная пешка · d5 белый слон · e5 чёрный слон · f5 белая пешка · h5 белый ферзь · c4 белая пешка · d4 чёрная пешка · e4 белая ладья · d3 белая пешка · a2 белая пешка · f2 белый слон · h2 белая пешка · f1 белая ладья · h1 белый король | d8 чёрная ладья · f8 чёрный ферзь · h8 чёрный король · a7 чёрная пешка · d7 чёрный конь · g7 чёрная пешка · h7 чёрная пешка · b6 чёрная ладья · f6 чёрная пешка · d5 белый слон · e5 чёрный слон · f5 белая пешка · h5 белый ферзь · c4 белая пешка · d4 чёрная пешка · e4 белая ладья · d3 белая пешка · a2 белая пешка · f2 белый слон · h2 белая пешка · f1 белая ладья · h1 белый король | 8 |
| 7 | d8 чёрная ладья · f8 чёрный ферзь · h8 чёрный король · a7 чёрная пешка · d7 чёрный конь · g7 чёрная пешка · h7 чёрная пешка · b6 чёрная ладья · f6 чёрная пешка · d5 белый слон · e5 чёрный слон · f5 белая пешка · h5 белый ферзь · c4 белая пешка · d4 чёрная пешка · e4 белая ладья · d3 белая пешка · a2 белая пешка · f2 белый слон · h2 белая пешка · f1 белая ладья · h1 белый король | d8 чёрная ладья · f8 чёрный ферзь · h8 чёрный король · a7 чёрная пешка · d7 чёрный конь · g7 чёрная пешка · h7 чёрная пешка · b6 чёрная ладья · f6 чёрная пешка · d5 белый слон · e5 чёрный слон · f5 белая пешка · h5 белый ферзь · c4 белая пешка · d4 чёрная пешка · e4 белая ладья · d3 белая пешка · a2 белая пешка · f2 белый слон · h2 белая пешка · f1 белая ладья · h1 белый король | d8 чёрная ладья · f8 чёрный ферзь · h8 чёрный король · a7 чёрная пешка · d7 чёрный конь · g7 чёрная пешка · h7 чёрная пешка · b6 чёрная ладья · f6 чёрная пешка · d5 белый слон · e5 чёрный слон · f5 белая пешка · h5 белый ферзь · c4 белая пешка · d4 чёрная пешка · e4 белая ладья · d3 белая пешка · a2 белая пешка · f2 белый слон · h2 белая пешка · f1 белая ладья · h1 белый король | d8 чёрная ладья · f8 чёрный ферзь · h8 чёрный король · a7 чёрная пешка · d7 чёрный конь · g7 чёрная пешка · h7 чёрная пешка · b6 чёрная ладья · f6 чёрная пешка · d5 белый слон · e5 чёрный слон · f5 белая пешка · h5 белый ферзь · c4 белая пешка · d4 чёрная пешка · e4 белая ладья · d3 белая пешка · a2 белая пешка · f2 белый слон · h2 белая пешка · f1 белая ладья · h1 белый король | d8 чёрная ладья · f8 чёрный ферзь · h8 чёрный король · a7 чёрная пешка · d7 чёрный конь · g7 чёрная пешка · h7 чёрная пешка · b6 чёрная ладья · f6 чёрная пешка · d5 белый слон · e5 чёрный слон · f5 белая пешка · h5 белый ферзь · c4 белая пешка · d4 чёрная пешка · e4 белая ладья · d3 белая пешка · a2 белая пешка · f2 белый слон · h2 белая пешка · f1 белая ладья · h1 белый король | d8 чёрная ладья · f8 чёрный ферзь · h8 чёрный король · a7 чёрная пешка · d7 чёрный конь · g7 чёрная пешка · h7 чёрная пешка · b6 чёрная ладья · f6 чёрная пешка · d5 белый слон · e5 чёрный слон · f5 белая пешка · h5 белый ферзь · c4 белая пешка · d4 чёрная пешка · e4 белая ладья · d3 белая пешка · a2 белая пешка · f2 белый слон · h2 белая пешка · f1 белая ладья · h1 белый король | d8 чёрная ладья · f8 чёрный ферзь · h8 чёрный король · a7 чёрная пешка · d7 чёрный конь · g7 чёрная пешка · h7 чёрная пешка · b6 чёрная ладья · f6 чёрная пешка · d5 белый слон · e5 чёрный слон · f5 белая пешка · h5 белый ферзь · c4 белая пешка · d4 чёрная пешка · e4 белая ладья · d3 белая пешка · a2 белая пешка · f2 белый слон · h2 белая пешка · f1 белая ладья · h1 белый король | d8 чёрная ладья · f8 чёрный ферзь · h8 чёрный король · a7 чёрная пешка · d7 чёрный конь · g7 чёрная пешка · h7 чёрная пешка · b6 чёрная ладья · f6 чёрная пешка · d5 белый слон · e5 чёрный слон · f5 белая пешка · h5 белый ферзь · c4 белая пешка · d4 чёрная пешка · e4 белая ладья · d3 белая пешка · a2 белая пешка · f2 белый слон · h2 белая пешка · f1 белая ладья · h1 белый король | 7 |
| 6 | d8 чёрная ладья · f8 чёрный ферзь · h8 чёрный король · a7 чёрная пешка · d7 чёрный конь · g7 чёрная пешка · h7 чёрная пешка · b6 чёрная ладья · f6 чёрная пешка · d5 белый слон · e5 чёрный слон · f5 белая пешка · h5 белый ферзь · c4 белая пешка · d4 чёрная пешка · e4 белая ладья · d3 белая пешка · a2 белая пешка · f2 белый слон · h2 белая пешка · f1 белая ладья · h1 белый король | d8 чёрная ладья · f8 чёрный ферзь · h8 чёрный король · a7 чёрная пешка · d7 чёрный конь · g7 чёрная пешка · h7 чёрная пешка · b6 чёрная ладья · f6 чёрная пешка · d5 белый слон · e5 чёрный слон · f5 белая пешка · h5 белый ферзь · c4 белая пешка · d4 чёрная пешка · e4 белая ладья · d3 белая пешка · a2 белая пешка · f2 белый слон · h2 белая пешка · f1 белая ладья · h1 белый король | d8 чёрная ладья · f8 чёрный ферзь · h8 чёрный король · a7 чёрная пешка · d7 чёрный конь · g7 чёрная пешка · h7 чёрная пешка · b6 чёрная ладья · f6 чёрная пешка · d5 белый слон · e5 чёрный слон · f5 белая пешка · h5 белый ферзь · c4 белая пешка · d4 чёрная пешка · e4 белая ладья · d3 белая пешка · a2 белая пешка · f2 белый слон · h2 белая пешка · f1 белая ладья · h1 белый король | d8 чёрная ладья · f8 чёрный ферзь · h8 чёрный король · a7 чёрная пешка · d7 чёрный конь · g7 чёрная пешка · h7 чёрная пешка · b6 чёрная ладья · f6 чёрная пешка · d5 белый слон · e5 чёрный слон · f5 белая пешка · h5 белый ферзь · c4 белая пешка · d4 чёрная пешка · e4 белая ладья · d3 белая пешка · a2 белая пешка · f2 белый слон · h2 белая пешка · f1 белая ладья · h1 белый король | d8 чёрная ладья · f8 чёрный ферзь · h8 чёрный король · a7 чёрная пешка · d7 чёрный конь · g7 чёрная пешка · h7 чёрная пешка · b6 чёрная ладья · f6 чёрная пешка · d5 белый слон · e5 чёрный слон · f5 белая пешка · h5 белый ферзь · c4 белая пешка · d4 чёрная пешка · e4 белая ладья · d3 белая пешка · a2 белая пешка · f2 белый слон · h2 белая пешка · f1 белая ладья · h1 белый король | d8 чёрная ладья · f8 чёрный ферзь · h8 чёрный король · a7 чёрная пешка · d7 чёрный конь · g7 чёрная пешка · h7 чёрная пешка · b6 чёрная ладья · f6 чёрная пешка · d5 белый слон · e5 чёрный слон · f5 белая пешка · h5 белый ферзь · c4 белая пешка · d4 чёрная пешка · e4 белая ладья · d3 белая пешка · a2 белая пешка · f2 белый слон · h2 белая пешка · f1 белая ладья · h1 белый король | d8 чёрная ладья · f8 чёрный ферзь · h8 чёрный король · a7 чёрная пешка · d7 чёрный конь · g7 чёрная пешка · h7 чёрная пешка · b6 чёрная ладья · f6 чёрная пешка · d5 белый слон · e5 чёрный слон · f5 белая пешка · h5 белый ферзь · c4 белая пешка · d4 чёрная пешка · e4 белая ладья · d3 белая пешка · a2 белая пешка · f2 белый слон · h2 белая пешка · f1 белая ладья · h1 белый король | d8 чёрная ладья · f8 чёрный ферзь · h8 чёрный король · a7 чёрная пешка · d7 чёрный конь · g7 чёрная пешка · h7 чёрная пешка · b6 чёрная ладья · f6 чёрная пешка · d5 белый слон · e5 чёрный слон · f5 белая пешка · h5 белый ферзь · c4 белая пешка · d4 чёрная пешка · e4 белая ладья · d3 белая пешка · a2 белая пешка · f2 белый слон · h2 белая пешка · f1 белая ладья · h1 белый король | 6 |
| 5 | d8 чёрная ладья · f8 чёрный ферзь · h8 чёрный король · a7 чёрная пешка · d7 чёрный конь · g7 чёрная пешка · h7 чёрная пешка · b6 чёрная ладья · f6 чёрная пешка · d5 белый слон · e5 чёрный слон · f5 белая пешка · h5 белый ферзь · c4 белая пешка · d4 чёрная пешка · e4 белая ладья · d3 белая пешка · a2 белая пешка · f2 белый слон · h2 белая пешка · f1 белая ладья · h1 белый король | d8 чёрная ладья · f8 чёрный ферзь · h8 чёрный король · a7 чёрная пешка · d7 чёрный конь · g7 чёрная пешка · h7 чёрная пешка · b6 чёрная ладья · f6 чёрная пешка · d5 белый слон · e5 чёрный слон · f5 белая пешка · h5 белый ферзь · c4 белая пешка · d4 чёрная пешка · e4 белая ладья · d3 белая пешка · a2 белая пешка · f2 белый слон · h2 белая пешка · f1 белая ладья · h1 белый король | d8 чёрная ладья · f8 чёрный ферзь · h8 чёрный король · a7 чёрная пешка · d7 чёрный конь · g7 чёрная пешка · h7 чёрная пешка · b6 чёрная ладья · f6 чёрная пешка · d5 белый слон · e5 чёрный слон · f5 белая пешка · h5 белый ферзь · c4 белая пешка · d4 чёрная пешка · e4 белая ладья · d3 белая пешка · a2 белая пешка · f2 белый слон · h2 белая пешка · f1 белая ладья · h1 белый король | d8 чёрная ладья · f8 чёрный ферзь · h8 чёрный король · a7 чёрная пешка · d7 чёрный конь · g7 чёрная пешка · h7 чёрная пешка · b6 чёрная ладья · f6 чёрная пешка · d5 белый слон · e5 чёрный слон · f5 белая пешка · h5 белый ферзь · c4 белая пешка · d4 чёрная пешка · e4 белая ладья · d3 белая пешка · a2 белая пешка · f2 белый слон · h2 белая пешка · f1 белая ладья · h1 белый король | d8 чёрная ладья · f8 чёрный ферзь · h8 чёрный король · a7 чёрная пешка · d7 чёрный конь · g7 чёрная пешка · h7 чёрная пешка · b6 чёрная ладья · f6 чёрная пешка · d5 белый слон · e5 чёрный слон · f5 белая пешка · h5 белый ферзь · c4 белая пешка · d4 чёрная пешка · e4 белая ладья · d3 белая пешка · a2 белая пешка · f2 белый слон · h2 белая пешка · f1 белая ладья · h1 белый король | d8 чёрная ладья · f8 чёрный ферзь · h8 чёрный король · a7 чёрная пешка · d7 чёрный конь · g7 чёрная пешка · h7 чёрная пешка · b6 чёрная ладья · f6 чёрная пешка · d5 белый слон · e5 чёрный слон · f5 белая пешка · h5 белый ферзь · c4 белая пешка · d4 чёрная пешка · e4 белая ладья · d3 белая пешка · a2 белая пешка · f2 белый слон · h2 белая пешка · f1 белая ладья · h1 белый король | d8 чёрная ладья · f8 чёрный ферзь · h8 чёрный король · a7 чёрная пешка · d7 чёрный конь · g7 чёрная пешка · h7 чёрная пешка · b6 чёрная ладья · f6 чёрная пешка · d5 белый слон · e5 чёрный слон · f5 белая пешка · h5 белый ферзь · c4 белая пешка · d4 чёрная пешка · e4 белая ладья · d3 белая пешка · a2 белая пешка · f2 белый слон · h2 белая пешка · f1 белая ладья · h1 белый король | d8 чёрная ладья · f8 чёрный ферзь · h8 чёрный король · a7 чёрная пешка · d7 чёрный конь · g7 чёрная пешка · h7 чёрная пешка · b6 чёрная ладья · f6 чёрная пешка · d5 белый слон · e5 чёрный слон · f5 белая пешка · h5 белый ферзь · c4 белая пешка · d4 чёрная пешка · e4 белая ладья · d3 белая пешка · a2 белая пешка · f2 белый слон · h2 белая пешка · f1 белая ладья · h1 белый король | 5 |
| 4 | d8 чёрная ладья · f8 чёрный ферзь · h8 чёрный король · a7 чёрная пешка · d7 чёрный конь · g7 чёрная пешка · h7 чёрная пешка · b6 чёрная ладья · f6 чёрная пешка · d5 белый слон · e5 чёрный слон · f5 белая пешка · h5 белый ферзь · c4 белая пешка · d4 чёрная пешка · e4 белая ладья · d3 белая пешка · a2 белая пешка · f2 белый слон · h2 белая пешка · f1 белая ладья · h1 белый король | d8 чёрная ладья · f8 чёрный ферзь · h8 чёрный король · a7 чёрная пешка · d7 чёрный конь · g7 чёрная пешка · h7 чёрная пешка · b6 чёрная ладья · f6 чёрная пешка · d5 белый слон · e5 чёрный слон · f5 белая пешка · h5 белый ферзь · c4 белая пешка · d4 чёрная пешка · e4 белая ладья · d3 белая пешка · a2 белая пешка · f2 белый слон · h2 белая пешка · f1 белая ладья · h1 белый король | d8 чёрная ладья · f8 чёрный ферзь · h8 чёрный король · a7 чёрная пешка · d7 чёрный конь · g7 чёрная пешка · h7 чёрная пешка · b6 чёрная ладья · f6 чёрная пешка · d5 белый слон · e5 чёрный слон · f5 белая пешка · h5 белый ферзь · c4 белая пешка · d4 чёрная пешка · e4 белая ладья · d3 белая пешка · a2 белая пешка · f2 белый слон · h2 белая пешка · f1 белая ладья · h1 белый король | d8 чёрная ладья · f8 чёрный ферзь · h8 чёрный король · a7 чёрная пешка · d7 чёрный конь · g7 чёрная пешка · h7 чёрная пешка · b6 чёрная ладья · f6 чёрная пешка · d5 белый слон · e5 чёрный слон · f5 белая пешка · h5 белый ферзь · c4 белая пешка · d4 чёрная пешка · e4 белая ладья · d3 белая пешка · a2 белая пешка · f2 белый слон · h2 белая пешка · f1 белая ладья · h1 белый король | d8 чёрная ладья · f8 чёрный ферзь · h8 чёрный король · a7 чёрная пешка · d7 чёрный конь · g7 чёрная пешка · h7 чёрная пешка · b6 чёрная ладья · f6 чёрная пешка · d5 белый слон · e5 чёрный слон · f5 белая пешка · h5 белый ферзь · c4 белая пешка · d4 чёрная пешка · e4 белая ладья · d3 белая пешка · a2 белая пешка · f2 белый слон · h2 белая пешка · f1 белая ладья · h1 белый король | d8 чёрная ладья · f8 чёрный ферзь · h8 чёрный король · a7 чёрная пешка · d7 чёрный конь · g7 чёрная пешка · h7 чёрная пешка · b6 чёрная ладья · f6 чёрная пешка · d5 белый слон · e5 чёрный слон · f5 белая пешка · h5 белый ферзь · c4 белая пешка · d4 чёрная пешка · e4 белая ладья · d3 белая пешка · a2 белая пешка · f2 белый слон · h2 белая пешка · f1 белая ладья · h1 белый король | d8 чёрная ладья · f8 чёрный ферзь · h8 чёрный король · a7 чёрная пешка · d7 чёрный конь · g7 чёрная пешка · h7 чёрная пешка · b6 чёрная ладья · f6 чёрная пешка · d5 белый слон · e5 чёрный слон · f5 белая пешка · h5 белый ферзь · c4 белая пешка · d4 чёрная пешка · e4 белая ладья · d3 белая пешка · a2 белая пешка · f2 белый слон · h2 белая пешка · f1 белая ладья · h1 белый король | d8 чёрная ладья · f8 чёрный ферзь · h8 чёрный король · a7 чёрная пешка · d7 чёрный конь · g7 чёрная пешка · h7 чёрная пешка · b6 чёрная ладья · f6 чёрная пешка · d5 белый слон · e5 чёрный слон · f5 белая пешка · h5 белый ферзь · c4 белая пешка · d4 чёрная пешка · e4 белая ладья · d3 белая пешка · a2 белая пешка · f2 белый слон · h2 белая пешка · f1 белая ладья · h1 белый король | 4 |
| 3 | d8 чёрная ладья · f8 чёрный ферзь · h8 чёрный король · a7 чёрная пешка · d7 чёрный конь · g7 чёрная пешка · h7 чёрная пешка · b6 чёрная ладья · f6 чёрная пешка · d5 белый слон · e5 чёрный слон · f5 белая пешка · h5 белый ферзь · c4 белая пешка · d4 чёрная пешка · e4 белая ладья · d3 белая пешка · a2 белая пешка · f2 белый слон · h2 белая пешка · f1 белая ладья · h1 белый король | d8 чёрная ладья · f8 чёрный ферзь · h8 чёрный король · a7 чёрная пешка · d7 чёрный конь · g7 чёрная пешка · h7 чёрная пешка · b6 чёрная ладья · f6 чёрная пешка · d5 белый слон · e5 чёрный слон · f5 белая пешка · h5 белый ферзь · c4 белая пешка · d4 чёрная пешка · e4 белая ладья · d3 белая пешка · a2 белая пешка · f2 белый слон · h2 белая пешка · f1 белая ладья · h1 белый король | d8 чёрная ладья · f8 чёрный ферзь · h8 чёрный король · a7 чёрная пешка · d7 чёрный конь · g7 чёрная пешка · h7 чёрная пешка · b6 чёрная ладья · f6 чёрная пешка · d5 белый слон · e5 чёрный слон · f5 белая пешка · h5 белый ферзь · c4 белая пешка · d4 чёрная пешка · e4 белая ладья · d3 белая пешка · a2 белая пешка · f2 белый слон · h2 белая пешка · f1 белая ладья · h1 белый король | d8 чёрная ладья · f8 чёрный ферзь · h8 чёрный король · a7 чёрная пешка · d7 чёрный конь · g7 чёрная пешка · h7 чёрная пешка · b6 чёрная ладья · f6 чёрная пешка · d5 белый слон · e5 чёрный слон · f5 белая пешка · h5 белый ферзь · c4 белая пешка · d4 чёрная пешка · e4 белая ладья · d3 белая пешка · a2 белая пешка · f2 белый слон · h2 белая пешка · f1 белая ладья · h1 белый король | d8 чёрная ладья · f8 чёрный ферзь · h8 чёрный король · a7 чёрная пешка · d7 чёрный конь · g7 чёрная пешка · h7 чёрная пешка · b6 чёрная ладья · f6 чёрная пешка · d5 белый слон · e5 чёрный слон · f5 белая пешка · h5 белый ферзь · c4 белая пешка · d4 чёрная пешка · e4 белая ладья · d3 белая пешка · a2 белая пешка · f2 белый слон · h2 белая пешка · f1 белая ладья · h1 белый король | d8 чёрная ладья · f8 чёрный ферзь · h8 чёрный король · a7 чёрная пешка · d7 чёрный конь · g7 чёрная пешка · h7 чёрная пешка · b6 чёрная ладья · f6 чёрная пешка · d5 белый слон · e5 чёрный слон · f5 белая пешка · h5 белый ферзь · c4 белая пешка · d4 чёрная пешка · e4 белая ладья · d3 белая пешка · a2 белая пешка · f2 белый слон · h2 белая пешка · f1 белая ладья · h1 белый король | d8 чёрная ладья · f8 чёрный ферзь · h8 чёрный король · a7 чёрная пешка · d7 чёрный конь · g7 чёрная пешка · h7 чёрная пешка · b6 чёрная ладья · f6 чёрная пешка · d5 белый слон · e5 чёрный слон · f5 белая пешка · h5 белый ферзь · c4 белая пешка · d4 чёрная пешка · e4 белая ладья · d3 белая пешка · a2 белая пешка · f2 белый слон · h2 белая пешка · f1 белая ладья · h1 белый король | d8 чёрная ладья · f8 чёрный ферзь · h8 чёрный король · a7 чёрная пешка · d7 чёрный конь · g7 чёрная пешка · h7 чёрная пешка · b6 чёрная ладья · f6 чёрная пешка · d5 белый слон · e5 чёрный слон · f5 белая пешка · h5 белый ферзь · c4 белая пешка · d4 чёрная пешка · e4 белая ладья · d3 белая пешка · a2 белая пешка · f2 белый слон · h2 белая пешка · f1 белая ладья · h1 белый король | 3 |
| 2 | d8 чёрная ладья · f8 чёрный ферзь · h8 чёрный король · a7 чёрная пешка · d7 чёрный конь · g7 чёрная пешка · h7 чёрная пешка · b6 чёрная ладья · f6 чёрная пешка · d5 белый слон · e5 чёрный слон · f5 белая пешка · h5 белый ферзь · c4 белая пешка · d4 чёрная пешка · e4 белая ладья · d3 белая пешка · a2 белая пешка · f2 белый слон · h2 белая пешка · f1 белая ладья · h1 белый король | d8 чёрная ладья · f8 чёрный ферзь · h8 чёрный король · a7 чёрная пешка · d7 чёрный конь · g7 чёрная пешка · h7 чёрная пешка · b6 чёрная ладья · f6 чёрная пешка · d5 белый слон · e5 чёрный слон · f5 белая пешка · h5 белый ферзь · c4 белая пешка · d4 чёрная пешка · e4 белая ладья · d3 белая пешка · a2 белая пешка · f2 белый слон · h2 белая пешка · f1 белая ладья · h1 белый король | d8 чёрная ладья · f8 чёрный ферзь · h8 чёрный король · a7 чёрная пешка · d7 чёрный конь · g7 чёрная пешка · h7 чёрная пешка · b6 чёрная ладья · f6 чёрная пешка · d5 белый слон · e5 чёрный слон · f5 белая пешка · h5 белый ферзь · c4 белая пешка · d4 чёрная пешка · e4 белая ладья · d3 белая пешка · a2 белая пешка · f2 белый слон · h2 белая пешка · f1 белая ладья · h1 белый король | d8 чёрная ладья · f8 чёрный ферзь · h8 чёрный король · a7 чёрная пешка · d7 чёрный конь · g7 чёрная пешка · h7 чёрная пешка · b6 чёрная ладья · f6 чёрная пешка · d5 белый слон · e5 чёрный слон · f5 белая пешка · h5 белый ферзь · c4 белая пешка · d4 чёрная пешка · e4 белая ладья · d3 белая пешка · a2 белая пешка · f2 белый слон · h2 белая пешка · f1 белая ладья · h1 белый король | d8 чёрная ладья · f8 чёрный ферзь · h8 чёрный король · a7 чёрная пешка · d7 чёрный конь · g7 чёрная пешка · h7 чёрная пешка · b6 чёрная ладья · f6 чёрная пешка · d5 белый слон · e5 чёрный слон · f5 белая пешка · h5 белый ферзь · c4 белая пешка · d4 чёрная пешка · e4 белая ладья · d3 белая пешка · a2 белая пешка · f2 белый слон · h2 белая пешка · f1 белая ладья · h1 белый король | d8 чёрная ладья · f8 чёрный ферзь · h8 чёрный король · a7 чёрная пешка · d7 чёрный конь · g7 чёрная пешка · h7 чёрная пешка · b6 чёрная ладья · f6 чёрная пешка · d5 белый слон · e5 чёрный слон · f5 белая пешка · h5 белый ферзь · c4 белая пешка · d4 чёрная пешка · e4 белая ладья · d3 белая пешка · a2 белая пешка · f2 белый слон · h2 белая пешка · f1 белая ладья · h1 белый король | d8 чёрная ладья · f8 чёрный ферзь · h8 чёрный король · a7 чёрная пешка · d7 чёрный конь · g7 чёрная пешка · h7 чёрная пешка · b6 чёрная ладья · f6 чёрная пешка · d5 белый слон · e5 чёрный слон · f5 белая пешка · h5 белый ферзь · c4 белая пешка · d4 чёрная пешка · e4 белая ладья · d3 белая пешка · a2 белая пешка · f2 белый слон · h2 белая пешка · f1 белая ладья · h1 белый король | d8 чёрная ладья · f8 чёрный ферзь · h8 чёрный король · a7 чёрная пешка · d7 чёрный конь · g7 чёрная пешка · h7 чёрная пешка · b6 чёрная ладья · f6 чёрная пешка · d5 белый слон · e5 чёрный слон · f5 белая пешка · h5 белый ферзь · c4 белая пешка · d4 чёрная пешка · e4 белая ладья · d3 белая пешка · a2 белая пешка · f2 белый слон · h2 белая пешка · f1 белая ладья · h1 белый король | 2 |
| 1 | d8 чёрная ладья · f8 чёрный ферзь · h8 чёрный король · a7 чёрная пешка · d7 чёрный конь · g7 чёрная пешка · h7 чёрная пешка · b6 чёрная ладья · f6 чёрная пешка · d5 белый слон · e5 чёрный слон · f5 белая пешка · h5 белый ферзь · c4 белая пешка · d4 чёрная пешка · e4 белая ладья · d3 белая пешка · a2 белая пешка · f2 белый слон · h2 белая пешка · f1 белая ладья · h1 белый король | d8 чёрная ладья · f8 чёрный ферзь · h8 чёрный король · a7 чёрная пешка · d7 чёрный конь · g7 чёрная пешка · h7 чёрная пешка · b6 чёрная ладья · f6 чёрная пешка · d5 белый слон · e5 чёрный слон · f5 белая пешка · h5 белый ферзь · c4 белая пешка · d4 чёрная пешка · e4 белая ладья · d3 белая пешка · a2 белая пешка · f2 белый слон · h2 белая пешка · f1 белая ладья · h1 белый король | d8 чёрная ладья · f8 чёрный ферзь · h8 чёрный король · a7 чёрная пешка · d7 чёрный конь · g7 чёрная пешка · h7 чёрная пешка · b6 чёрная ладья · f6 чёрная пешка · d5 белый слон · e5 чёрный слон · f5 белая пешка · h5 белый ферзь · c4 белая пешка · d4 чёрная пешка · e4 белая ладья · d3 белая пешка · a2 белая пешка · f2 белый слон · h2 белая пешка · f1 белая ладья · h1 белый король | d8 чёрная ладья · f8 чёрный ферзь · h8 чёрный король · a7 чёрная пешка · d7 чёрный конь · g7 чёрная пешка · h7 чёрная пешка · b6 чёрная ладья · f6 чёрная пешка · d5 белый слон · e5 чёрный слон · f5 белая пешка · h5 белый ферзь · c4 белая пешка · d4 чёрная пешка · e4 белая ладья · d3 белая пешка · a2 белая пешка · f2 белый слон · h2 белая пешка · f1 белая ладья · h1 белый король | d8 чёрная ладья · f8 чёрный ферзь · h8 чёрный король · a7 чёрная пешка · d7 чёрный конь · g7 чёрная пешка · h7 чёрная пешка · b6 чёрная ладья · f6 чёрная пешка · d5 белый слон · e5 чёрный слон · f5 белая пешка · h5 белый ферзь · c4 белая пешка · d4 чёрная пешка · e4 белая ладья · d3 белая пешка · a2 белая пешка · f2 белый слон · h2 белая пешка · f1 белая ладья · h1 белый король | d8 чёрная ладья · f8 чёрный ферзь · h8 чёрный король · a7 чёрная пешка · d7 чёрный конь · g7 чёрная пешка · h7 чёрная пешка · b6 чёрная ладья · f6 чёрная пешка · d5 белый слон · e5 чёрный слон · f5 белая пешка · h5 белый ферзь · c4 белая пешка · d4 чёрная пешка · e4 белая ладья · d3 белая пешка · a2 белая пешка · f2 белый слон · h2 белая пешка · f1 белая ладья · h1 белый король | d8 чёрная ладья · f8 чёрный ферзь · h8 чёрный король · a7 чёрная пешка · d7 чёрный конь · g7 чёрная пешка · h7 чёрная пешка · b6 чёрная ладья · f6 чёрная пешка · d5 белый слон · e5 чёрный слон · f5 белая пешка · h5 белый ферзь · c4 белая пешка · d4 чёрная пешка · e4 белая ладья · d3 белая пешка · a2 белая пешка · f2 белый слон · h2 белая пешка · f1 белая ладья · h1 белый король | d8 чёрная ладья · f8 чёрный ферзь · h8 чёрный король · a7 чёрная пешка · d7 чёрный конь · g7 чёрная пешка · h7 чёрная пешка · b6 чёрная ладья · f6 чёрная пешка · d5 белый слон · e5 чёрный слон · f5 белая пешка · h5 белый ферзь · c4 белая пешка · d4 чёрная пешка · e4 белая ладья · d3 белая пешка · a2 белая пешка · f2 белый слон · h2 белая пешка · f1 белая ладья · h1 белый король | 1 |
|   | a | b | c | d | e | f | g | h |   |

В феврале Дин Лижэнь принял участие в турнире по шахматам Фишера Weissenhaus Freestyle Chess GOAT Challenge и проиграл практически все партии: набрал 1⁄2 очка из 7 в круговой стадии и проиграл в 1/4 финала сетки аутсайдеров Нодирбеку Абдусатторову (1⁄2-1+1⁄2).
В мае Карлсен назвал Дин Лижэня «сломленным», сказав, что в такой форме шансов в предстоящем матче у него нет. В этом же месяце Дин Лижэнь принял участие в Norway Chess 2024 и занял последнее место с большим отставанием, не выиграв ни в одной классической партии. Одну из партий он проиграл Карлсену, зевнув мат в два хода (см. диаграмму 1). Перед этим турниром Дин Лижэнь рассказал, что принимал лекарства от стресса, а также отметил, что хотел бы «показать хотя бы свою вторую лучшую форму». В сентябре 2024 года прошла Олимпиада, победу в которой одержала сборная Индии, а Гукеш показал лучший индивидуальный результат и завоевал золото на первой доске. Сборная Китая заняла 4-е место. Дин Лижэнь не одержал ни одной победы в восьми турах, выбыв из топ-20 рейтинга мира, а в матче против команды Индии не был заявлен на партию с Гукешем.
Несмотря на неудачи Дина и преимущество Гукеша в рейтинге, чемпион мира лидировал по результатам личных встреч (+2−0=1). На Tata Steel 2023 и Tata Steel 2024 в начале года Дин Лижэнь дважды обыграл Гукеша, на Кубке Синкфилда 2024 года они сыграли вничью.

### Турнир претендентов
В турнир претендентов были допущены следующие участники.
| Игрок                      | Квалификация                               | Возраст       | Рейтинг       |
| Игрок                      | Квалификация                               | (апрель 2024) | (апрель 2024) |
| -------------------------- | ------------------------------------------ | ------------- | ------------- |
| Ян Непомнящий              | Участник матча 2023 года                   | 33            | 2758 (7)      |
| Магнус Карлсен (отказался) | Первые 3 места Кубка мира 2023             | 33            | 2830 (1)      |
| Рамешбабу Прагнанандха     | Первые 3 места Кубка мира 2023             | 18            | 2747 (14)     |
| Фабиано Каруана            | Первые 3 места Кубка мира 2023             | 31            | 2803 (2)      |
| Ниджат Абасов              | Первые 3 места Кубка мира 2023             | 28            | 2632 (114)    |
| Видит Гуджрати             | Первые 2 места Большой швейцарки ФИДЕ 2023 | 29            | 2727 (25)     |
| Хикару Накамура            | Первые 2 места Большой швейцарки ФИДЕ 2023 | 36            | 2789 (3)      |
| Гукеш Доммараджу           | Вторая позиция в FIDE Circuit 2023         | 17            | 2743 (16)     |
| Алиреза Фирузджа           | Наивысший рейтинг за январь 2024 года      | 20            | 2760 (6)      |

Турнир прошёл с 3 по 23 апреля 2024 года в Торонто. Сыграв в последнем туре вничью с Накамурой и набрав 9 очков из 14, Гукеш одержал победу, став самым молодым претендентом в истории.
| Участник               | Рейтинг | 1   | 1   | 2   | 2   | 3   | 3   | 4   | 4   | 5   | 5   | 6   | 6   | 7   | 7   | 8   | 8   |  | + | =  | − | Очки  | Место |
| ---------------------- | ------- | --- | --- | --- | --- | --- | --- | --- | --- | --- | --- | --- | --- | --- | --- | --- | --- |  | - | -- | - | ----- | ----- |
| Фабиано Каруана        | 2803    |     |     | 1   | 1⁄2 | 1⁄2 | 1   | 1⁄2 | 1⁄2 | 1⁄2 | 1   | 1⁄2 | 1   | 1⁄2 | 1⁄2 | 1⁄2 | 0   |  | 4 | 9  | 1 | 8+1⁄2 | 4     |
| Ниджат Абасов          | 2632    | 0   | 1⁄2 |     |     | 1⁄2 | 0   | 0   | 0   | 1⁄2 | 1⁄2 | 0   | 0   | 1⁄2 | 1⁄2 | 1⁄2 | 0   |  | 0 | 7  | 7 | 3+1⁄2 | 8     |
| Алиреза Фирузджа       | 2760    | 1⁄2 | 0   | 1⁄2 | 1   |     |     | 1   | 0   | 0   | 1⁄2 | 1⁄2 | 1⁄2 | 0   | 1⁄2 | 0   | 0   |  | 2 | 6  | 6 | 5     | 7     |
| Гукеш Доммараджу       | 2743    | 1⁄2 | 1⁄2 | 1   | 1   | 0   | 1   |     |     | 1⁄2 | 1   | 1   | 1⁄2 | 1⁄2 | 1⁄2 | 1⁄2 | 1⁄2 |  | 5 | 8  | 1 | 9     | 1     |
| Видит Гуджрати         | 2727    | 1⁄2 | 0   | 1⁄2 | 1⁄2 | 1   | 1⁄2 | 1⁄2 | 0   |     |     | 0   | 1⁄2 | 0   | 0   | 1   | 1   |  | 3 | 6  | 5 | 6     | 6     |
| Рамешбабу Прагнанандха | 2747    | 1⁄2 | 0   | 1   | 1   | 1⁄2 | 1⁄2 | 0   | 1⁄2 | 1   | 1⁄2 |     |     | 1⁄2 | 1⁄2 | 1⁄2 | 0   |  | 3 | 8  | 3 | 7     | 5     |
| Ян Непомнящий          | 2758    | 1⁄2 | 1⁄2 | 1⁄2 | 1⁄2 | 1   | 1⁄2 | 1⁄2 | 1⁄2 | 1   | 1   | 1⁄2 | 1⁄2 |     |     | 1⁄2 | 1⁄2 |  | 3 | 11 | 0 | 8+1⁄2 | 3     |
| Хикару Накамура        | 2789    | 1⁄2 | 1   | 1⁄2 | 1   | 1   | 1   | 1⁄2 | 1⁄2 | 0   | 0   | 1⁄2 | 1   | 1⁄2 | 1⁄2 |     |     |  | 5 | 7  | 2 | 8+1⁄2 | 2     |

### Прогноз
Сам чемпион мира был скептически настроен относительно своей силы игры. В интервью на канале «Take Take Take» он заявил, что считает себя явным аутсайдером в матче за титул против Гукеша, и признался, что «очень сильно» боится проиграть. Претендент, напротив, не считал себя фаворитом матча: «В целом я не верю в прогнозы и в то, кто является фаворитом. Я просто думаю, что тот, кто каждый день показывает себя лучшим, в конечном итоге победит в игре».
Вэй И выделил фаворитом Гукеша, ссылаясь на плохую форму Дин Лижэня. Александр Грищук также заявил, что считает Гукеша фаворитом матча «с вероятностью 99 %». В интервью ChessBase India Карлсен также отметил индийского гроссмейстера явным фаворитом матча. В видеоролике, опубликованном в твиттер-аккаунте ФИДЕ, нескольким игрокам было предложено предсказать победителя поединка матча. Претендент на звание чемпиона мира 2018 Фабиано Каруана и участник турнира претендентов 2013 Василий Иванчук считали Дин Лижэня в качестве фаворита, а Арджун Эригайси и Видит Гуджрати предсказывали победу Гукеша. Юдит Полгар считала, что исход матча зависит во многом от формы игроков и опыт не имеет большого значения.
Очевидно, что Гукеш — явный фаворит. Это один из тех матчей, где если Гукеш ударит первым, он выиграет матч без каких-либо проблем. Но чем дольше игра идет без побед, тем лучше для Дина. У него есть способности. Но у него нет уверенности. Всё, что может потенциально придать ему эту уверенность, может помочь ему выиграть этот матчМагнус Карлсен, 
Большинство прогнозов сводились к тому, что Гукеш выиграет матч досрочно.

## Организация

### Место проведения

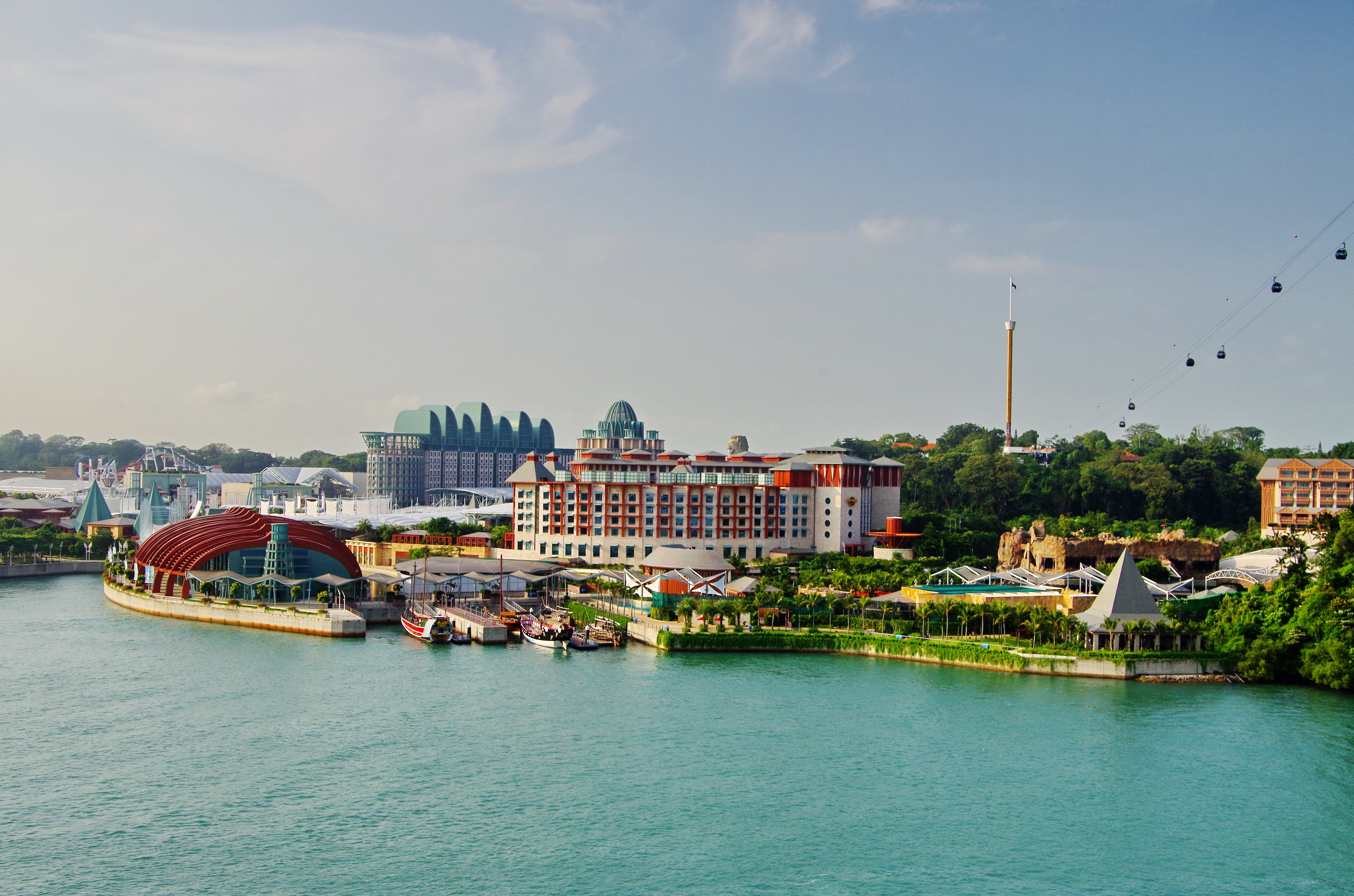
Вид на комплекс Resorts World Sentosa

Заявки на место должны были быть направлены в ФИДЕ не позднее 31 мая 2024 года. В мае 2024 года генеральный директор ФИДЕ Эмиль Сутовский сообщил, что предварительный интерес к проведению матча выразили представители Аргентины, Индии и Сингапура. В июне 2024 года Сутовский объявил, что организация получила три заявки на проведение чемпионата: две индийские, из Ченнаи и Нью-Дели, и одну из Сингапура. В июле 2024 года ФИДЕ объявила, что матч пройдет в Сингапуре, Федерация шахмат Сингапура выбрала для проведения матча отель Equarius, входящий в состав комплекса Resorts World Sentosa.

### Регламент
Матч состоял из 14 классических партий. Каждая партия проходила с контролем времени 120 минут на первые 40 ходов, затем 30 минут на оставшуюся часть партии с добавлением 30 секунд, начиная с 41-го хода. Участники не могли согласиться на ничью ранее 40-го хода чёрных, не считая троекратного повторения ходов.
Игрок, набравший 7+1⁄2 очков или более, выигрывал матч. Если счёт после 14 партий был бы равный, то проводились бы тай-брейки. На них игрались бы партии в рапид и блиц.
- 4 партии с контролем времени 15+10[К 5].
- Если счёт равный после четырёх партий, то играются 2 партии с контролем времени 10+5.
- Если счёт равный после шести партий, то играются партии в блиц.
- 2 партии с контролем 3+2.
- Если счёт равный, то играется одна партия с контролем 3+2, цвет фигур определяется жребием.
- Если партия сыграна вничью, то играются партии с контролем времени 3+2 до первой победы, со сменой цвета фигур после каждой партии.

Общий призовой фонд матча составлял 2,5 млн долларов США:
- Каждый игрок получил 200 тыс. долларов за каждую выигранную партию.
- Оставшийся призовой фонд разделён поровну между игроками.
- Если победитель был бы определён по результатам тай-брейка, то призовой фонд был бы разделён следующим образом: победитель получит 1,3 млн долларов, проигравший — 1,2.

### Расписание
2 сентября 2024 года ФИДЕ опубликовала расписание матча. Каждая партия начиналась в 17:00 по местному времени.
| Дата            | День недели | Событие            |
| --------------- | ----------- | ------------------ |
| 20 ноября 2024  | Среда       | Прибытие           |
| 23 ноября 2024  | Суббота     | Церемония открытия |
| 24 ноября 2024  | Воскресенье | Выходной           |
| 25 ноября 2024  | Понедельник | 1-я партия         |
| 26 ноября 2024  | Вторник     | 2-я партия         |
| 27 ноября 2024  | Среда       | 3-я партия         |
| 28 ноября 2024  | Четверг     | Выходной           |
| 29 ноября 2024  | Пятница     | 4-я партия         |
| 30 ноября 2024  | Суббота     | 5-я партия         |
| 1 декабря 2024  | Воскресенье | 6-я партия         |
| 2 декабря 2024  | Понедельник | Выходной           |
| 3 декабря 2024  | Вторник     | 7-я партия         |
| 4 декабря 2024  | Среда       | 8-я партия         |
| 5 декабря 2024  | Четверг     | 9-я партия         |
| 6 декабря 2024  | Пятница     | Выходной           |
| 7 декабря 2024  | Суббота     | 10-я партия        |
| 8 декабря 2024  | Воскресенье | 11-я партия        |
| 9 декабря 2024  | Понедельник | 12-я партия        |
| 10 декабря 2024 | Вторник     | Выходной           |
| 11 декабря 2024 | Среда       | 13-я партия        |
| 12 декабря 2024 | Четверг     | 14-я партия        |
| 13 декабря 2024 | Пятница     | Тай-брейк          |
| 14 декабря 2024 | Суббота     | Церемония закрытия |
| 15 декабря 2024 | Воскресенье | Отъезд             |

Изначально тай-брейки были запланированы на 13 декабря, соответственно, церемония закрытия — 14-го. Поскольку тай-брейк не состоялся, всё было перенесено на 1 день назад.

### Дополнительные мероприятия
К матчу были приурочены специальные мероприятия: сеанс одновременной игры, фан-зоны с известными шахматными стримерами, мастер-классы от гроссмейстеров и проведение турнира «Singapore International Open».
В список приглашённых вошли: 15-й чемпион мира Вишванатан Ананд, 7-я чемпионка мира Се Цзюнь и 12-я Александра Костенюк, известный шахматный комментатор Морис Эшли, участник турнира претендентов 2013 Борис Гельфанд, одна из самых популярных шахматных стримерш Циюй Чжоу (akaNemsko), Дэвид Хауэлл и Йованка Гуска, рекордсмен по участиям в Олимпиадах Эугенио Торре, а также учёный Google DeepMind Ненад Томашев.
С 21 по 22 ноября прошёл выставочный матч между Карлсеном и Каруаной: они сыграли в шахматы Фишера на яхте Silentworld. Матч был организован шахматным меценатом Яном-Хенриком Бюттнером и приурочен к запуску в 2025 году серии турниров по шахматам Фишера. Победу в матче со счётом 1+1⁄2-1⁄2 одержал Карлсен.
Титульный спонсор матча Google задействовал искусственный интеллект Gemini в прямом эфире трансляции на Google-TV.

### Команды
В команду Гукеша входил Гжегож Гаевский, который помогал ему на турнире претендентов, а также работал вместе с Анандом, когда тот играл матч с Карлсеном за звание чемпиона мира в 2014 году. На пресс-конференции, посвящённой началу матча, Гукеш упомянул о работе с фитнес-тренером. После 14-й партии Гукеш раскрыл полный состав своей команды: в неё, кроме перечисленных шахматистов, входили Радослав Войташек, Ян-Кшиштоф Дуда, Ян Климковский, Пентала Харикришна, Винсент Каймер и южноафриканский психолог Пэдди Аптон. Особенно много претендент занимался с Гаевским.
Рихард Раппорт, который готовил Дин Лижэня к матчу против Непомнящего, отметил, что к началу матча уже не имел рабочих отношений с ним, но оказывал дружескую поддержку. Однако накануне 1-й партии чемпион мира сказал, что вновь сотрудничал с Раппортом. В команду Дин Лижэня также вошёл Ни Хуа.

## Матч
| №                | Участники        | Рейтинг          | 1                                | 2                                | 3                                | 4                                | 5                                | 6                                | 7                                | 8                                | 9                                | 10                                | 11                                | 12                                | 13                                | 14                                |  | +    | −    | =    | Очки  |
| ---------------- | ---------------- | ---------------- | -------------------------------- | -------------------------------- | -------------------------------- | -------------------------------- | -------------------------------- | -------------------------------- | -------------------------------- | -------------------------------- | -------------------------------- | --------------------------------- | --------------------------------- | --------------------------------- | --------------------------------- | --------------------------------- |  | ---- | ---- | ---- | ----- |
| 1                | Дин Лижэнь       | 2728             | 1                                | 1⁄2                              | 0                                | 1⁄2                              | 1⁄2                              | 1⁄2                              | 1⁄2                              | 1⁄2                              | 1⁄2                              | 1⁄2                               | 0                                 | 1                                 | 1⁄2                               | 0                                 |  | 2    | 3    | 9    | 6+1⁄2 |
| 2                | Доммараджу Гукеш | 2783             | 0                                | 1⁄2                              | 1                                | 1⁄2                              | 1⁄2                              | 1⁄2                              | 1⁄2                              | 1⁄2                              | 1⁄2                              | 1⁄2                               | 1                                 | 0                                 | 1⁄2                               | 1                                 |  | 3    | 2    | 9    | 7+1⁄2 |
|                  |                  |                  |                                  |                                  |                                  |                                  |                                  |                                  |                                  |                                  |                                  |                                   |                                   |                                   |                                   |                                   |  |      |      |      |       |
| Ссылки на партии | Ссылки на партии | Ссылки на партии | Партия № 1 в базе chessgames.com | Партия № 2 в базе chessgames.com | Партия № 3 в базе chessgames.com | Партия № 4 в базе chessgames.com | Партия № 5 в базе chessgames.com | Партия № 6 в базе chessgames.com | Партия № 7 в базе chessgames.com | Партия № 8 в базе chessgames.com | Партия № 9 в базе chessgames.com | Партия № 10 в базе chessgames.com | Партия № 11 в базе chessgames.com | Партия № 12 в базе chessgames.com | Партия № 13 в базе chessgames.com | Партия № 14 в базе chessgames.com |  | Итог | Итог | Итог | Итог  |
| ECO (дебюты)     | ECO (дебюты)     | ECO (дебюты)     | C11                              | C50                              | D35                              | A06                              | C01                              | D02                              | D78                              | A21                              | E11                              | D02                               | A09                               | A13                               | C11                               | A08                               |  | Итог | Итог | Итог | Итог  |
| Дата             | Дата             | Дата             | 25.11                            | 26.11                            | 27.11                            | 29.11                            | 30.11                            | 01.12                            | 03.12                            | 04.12                            | 05.12                            | 07.12                             | 08.12                             | 09.12                             | 11.12                             | 12.12                             |  | Итог | Итог | Итог | Итог  |

### 1-я партия
На церемонии открытия по жребию Гукешу достался белый цвет. После этого цвета чередовались без смены в середине матча. Символический первый ход в партии сделал лауреат Нобелевской премии по химии Демис Хассабис.
Дин Лижэнь одержал победу, таким образом, впервые за 14 лет матч начался с результативной партии (в матче 2010 года Ананд проиграл 1-ю партию Веселину Топалову). Дин Лижэнь порадовался, что ему удалось выиграть первую классическую партию за долгое время, но заметил что ему повезло, так как он пропустил два тактических удара.
Дин Лижэнь, играя чёрными, выбрал французскую защиту (последний раз играл этот дебют в матче против Непомнящего в 7-й партии матча и проиграл её). Он потратил на свой 7-й ход почти полчаса и отметил, что не смог вспомнить продолжения варианта. Вместо того чтобы играть вариант, который Дин точно не помнил, он решил применить новую идею.
После 16…♝d7 Дин Лижэнь отметил неточность своей игры, он считал, что вышел из дебюта с худшей позицией, однако после нескольких ходов Гукеша позиция стала неясной.
Гукеш заметил, что поворотный момент в партии наступил после 14-го хода чёрных. Он считал, что позиция чёрных лучше, хотя это выглядело неясно. Взятие на 18-м ходу конём (а не слоном) Гукеш назвал своей ошибкой, так как недооценил развитие инициативы чёрных после хода 18…♞b2. К 24-му ходу Дин Лижэнь практически парализовал игру Гукеша, у которого к этому моменту оставалось 16 минут против 29 у чемпиона.

Дин Лижэнь сказал, что видел после 29…♛xf4 вариант 30.♗c5 ♛xg4 31.♕xh7??, но он не работал из-за 31…♛d4+!. Белым пришлось бы играть вместо жертвы ферзя 31.♖f3, и позиция была бы примерно равной. Однако Гукеш не заметил варианта 30.♗c5 и проиграл на 42-м ходу.
[Event "FIDE World Championship Match 2024"]
[Site "Singapore SGP"]
[Date "2024.11.25"]
[Round "1"]
[White "Gukesh D"]
[Black "Ding, Liren"]
[Result "0-1"]
[WhiteElo "2783"]
[WhiteTitle "GM"]
[WhiteFideId "46616543"]
[BlackElo "2728"]
[BlackTitle "GM"]
[BlackFideId "8603677"]
[TimeControl "40/7200:1800+30"]
[Variant "Standard"]
[ECO "C11"]
[Opening "French Defense: Classical Variation, Steinitz Variation"]
1. e4 e6 2. d4 d5 3. Nc3 Nf6 4. e5 Nfd7 5. f4 c5 6. Nce2 Nc6 7. c3 a5 8. Nf3 a4 9. Be3 Be7 10. g4 Qa5 11. Bg2 a3 12. b3 cxd4 13. b4 Qc7 14. Nexd4 Nb6 15. O-O Nc4 16. Bf2 Bd7 17. Qe2 Nxd4 18. Nxd4 Nb2 19. Qe3 Rc8 20. Rac1 Qc4 21. f5 Qd3 22. Qe1 Bg5 23. Rc2 Rc4 24. h4 Bf4 25. Qb1 Rxc3 26. Rxc3 Qxc3 27. fxe6 fxe6 28. Ne2 Qxe5 29. Nxf4 Qxf4 30. Qc2 Qc4 31. Qd2 O-O 32. Bd4 Nd3 33. Qe3 Rxf1+ 34. Bxf1 e5 35. Bxe5 Qxg4+ 36. Bg2 Bf5 37. Bg3 Be4 38. Kh2 h6 39. Bh3 Qd1 40. Bd6 Qc2+ 41. Kg3 Qxa2 42. Be6+ Kh8

### 2-я партия
Соперники разыграли итальянскую партию. На 9-м ходу Дин Лижэнь, игравший белыми, применил дебютную новинку — 9.a5. Ему удалось получить небольшое преимущество на выходе из дебюта, однако после массовых разменов уже к 13-му ходу шахматисты перешли в эндшпиль с почти симметричной пешечной структурой. На 23-м ходу путём троекратного повторения позиции была зафиксирована ничья.
[Event "Ding - Gukesh World Championship Match"]
[Site "Singapore SIN"]
[Date "2024.11.26"]
[EventDate "2024.11.25"]
[Round "2.1"]
[White "Ding, Liren"]
[Black "Gukesh D"]
[Result "1/2-1/2"]
[WhiteElo "2728"]
[WhiteTitle "GM"]
[WhiteFideId "8603677"]
[BlackElo "2783"]
[BlackTitle "GM"]
[BlackFideId "46616543"]
[ECO "C50"]
[Opening "Italian Game: Giuoco Pianissimo, Italian Four Knights Variation"]
1. e4 e5 2. Nf3 Nc6 3. Bc4 Bc5 4. d3 Nf6 5. Nc3 a6 6. a4 d6 7. O-O h6 8. Be3 Be6 9. a5 Bxc4 10. dxc4 O-O 11. Bxc5 dxc5 12. b3 Qxd1 13. Rfxd1 Rad8 14. Rdc1 Nd4 15. Ne1 Rd6 16. Kf1 g6 17. Rd1 Rfd8 18. f3 Kg7 19. Kf2 h5 20. Ne2 Nc6 21. Nc3 Nd4 22. Ne2 Nc6 23. Nc3 Nd4

### 3-я партия
|   | a | b | c | d | e | f | g | h |   |
| - | --- | --- | --- | --- | --- | --- | --- | --- | - |
| 8 | a8 чёрная ладья · e8 чёрный король · f8 чёрный слон · h8 чёрная ладья · a7 чёрная пешка · b7 чёрная пешка · d7 чёрный конь · f7 чёрная пешка · g7 чёрный конь · c6 чёрная пешка · g6 чёрная пешка · d5 чёрная пешка · g5 белая пешка · d4 белая пешка · b3 белая пешка · c3 белый конь · f3 белая пешка · g3 белый слон · b2 белая пешка · c2 чёрный слон · d2 белый конь · e2 белая пешка · a1 белая ладья · e1 белый король · f1 белый слон · g1 белая ладья | a8 чёрная ладья · e8 чёрный король · f8 чёрный слон · h8 чёрная ладья · a7 чёрная пешка · b7 чёрная пешка · d7 чёрный конь · f7 чёрная пешка · g7 чёрный конь · c6 чёрная пешка · g6 чёрная пешка · d5 чёрная пешка · g5 белая пешка · d4 белая пешка · b3 белая пешка · c3 белый конь · f3 белая пешка · g3 белый слон · b2 белая пешка · c2 чёрный слон · d2 белый конь · e2 белая пешка · a1 белая ладья · e1 белый король · f1 белый слон · g1 белая ладья | a8 чёрная ладья · e8 чёрный король · f8 чёрный слон · h8 чёрная ладья · a7 чёрная пешка · b7 чёрная пешка · d7 чёрный конь · f7 чёрная пешка · g7 чёрный конь · c6 чёрная пешка · g6 чёрная пешка · d5 чёрная пешка · g5 белая пешка · d4 белая пешка · b3 белая пешка · c3 белый конь · f3 белая пешка · g3 белый слон · b2 белая пешка · c2 чёрный слон · d2 белый конь · e2 белая пешка · a1 белая ладья · e1 белый король · f1 белый слон · g1 белая ладья | a8 чёрная ладья · e8 чёрный король · f8 чёрный слон · h8 чёрная ладья · a7 чёрная пешка · b7 чёрная пешка · d7 чёрный конь · f7 чёрная пешка · g7 чёрный конь · c6 чёрная пешка · g6 чёрная пешка · d5 чёрная пешка · g5 белая пешка · d4 белая пешка · b3 белая пешка · c3 белый конь · f3 белая пешка · g3 белый слон · b2 белая пешка · c2 чёрный слон · d2 белый конь · e2 белая пешка · a1 белая ладья · e1 белый король · f1 белый слон · g1 белая ладья | a8 чёрная ладья · e8 чёрный король · f8 чёрный слон · h8 чёрная ладья · a7 чёрная пешка · b7 чёрная пешка · d7 чёрный конь · f7 чёрная пешка · g7 чёрный конь · c6 чёрная пешка · g6 чёрная пешка · d5 чёрная пешка · g5 белая пешка · d4 белая пешка · b3 белая пешка · c3 белый конь · f3 белая пешка · g3 белый слон · b2 белая пешка · c2 чёрный слон · d2 белый конь · e2 белая пешка · a1 белая ладья · e1 белый король · f1 белый слон · g1 белая ладья | a8 чёрная ладья · e8 чёрный король · f8 чёрный слон · h8 чёрная ладья · a7 чёрная пешка · b7 чёрная пешка · d7 чёрный конь · f7 чёрная пешка · g7 чёрный конь · c6 чёрная пешка · g6 чёрная пешка · d5 чёрная пешка · g5 белая пешка · d4 белая пешка · b3 белая пешка · c3 белый конь · f3 белая пешка · g3 белый слон · b2 белая пешка · c2 чёрный слон · d2 белый конь · e2 белая пешка · a1 белая ладья · e1 белый король · f1 белый слон · g1 белая ладья | a8 чёрная ладья · e8 чёрный король · f8 чёрный слон · h8 чёрная ладья · a7 чёрная пешка · b7 чёрная пешка · d7 чёрный конь · f7 чёрная пешка · g7 чёрный конь · c6 чёрная пешка · g6 чёрная пешка · d5 чёрная пешка · g5 белая пешка · d4 белая пешка · b3 белая пешка · c3 белый конь · f3 белая пешка · g3 белый слон · b2 белая пешка · c2 чёрный слон · d2 белый конь · e2 белая пешка · a1 белая ладья · e1 белый король · f1 белый слон · g1 белая ладья | a8 чёрная ладья · e8 чёрный король · f8 чёрный слон · h8 чёрная ладья · a7 чёрная пешка · b7 чёрная пешка · d7 чёрный конь · f7 чёрная пешка · g7 чёрный конь · c6 чёрная пешка · g6 чёрная пешка · d5 чёрная пешка · g5 белая пешка · d4 белая пешка · b3 белая пешка · c3 белый конь · f3 белая пешка · g3 белый слон · b2 белая пешка · c2 чёрный слон · d2 белый конь · e2 белая пешка · a1 белая ладья · e1 белый король · f1 белый слон · g1 белая ладья | 8 |
| 7 | a8 чёрная ладья · e8 чёрный король · f8 чёрный слон · h8 чёрная ладья · a7 чёрная пешка · b7 чёрная пешка · d7 чёрный конь · f7 чёрная пешка · g7 чёрный конь · c6 чёрная пешка · g6 чёрная пешка · d5 чёрная пешка · g5 белая пешка · d4 белая пешка · b3 белая пешка · c3 белый конь · f3 белая пешка · g3 белый слон · b2 белая пешка · c2 чёрный слон · d2 белый конь · e2 белая пешка · a1 белая ладья · e1 белый король · f1 белый слон · g1 белая ладья | a8 чёрная ладья · e8 чёрный король · f8 чёрный слон · h8 чёрная ладья · a7 чёрная пешка · b7 чёрная пешка · d7 чёрный конь · f7 чёрная пешка · g7 чёрный конь · c6 чёрная пешка · g6 чёрная пешка · d5 чёрная пешка · g5 белая пешка · d4 белая пешка · b3 белая пешка · c3 белый конь · f3 белая пешка · g3 белый слон · b2 белая пешка · c2 чёрный слон · d2 белый конь · e2 белая пешка · a1 белая ладья · e1 белый король · f1 белый слон · g1 белая ладья | a8 чёрная ладья · e8 чёрный король · f8 чёрный слон · h8 чёрная ладья · a7 чёрная пешка · b7 чёрная пешка · d7 чёрный конь · f7 чёрная пешка · g7 чёрный конь · c6 чёрная пешка · g6 чёрная пешка · d5 чёрная пешка · g5 белая пешка · d4 белая пешка · b3 белая пешка · c3 белый конь · f3 белая пешка · g3 белый слон · b2 белая пешка · c2 чёрный слон · d2 белый конь · e2 белая пешка · a1 белая ладья · e1 белый король · f1 белый слон · g1 белая ладья | a8 чёрная ладья · e8 чёрный король · f8 чёрный слон · h8 чёрная ладья · a7 чёрная пешка · b7 чёрная пешка · d7 чёрный конь · f7 чёрная пешка · g7 чёрный конь · c6 чёрная пешка · g6 чёрная пешка · d5 чёрная пешка · g5 белая пешка · d4 белая пешка · b3 белая пешка · c3 белый конь · f3 белая пешка · g3 белый слон · b2 белая пешка · c2 чёрный слон · d2 белый конь · e2 белая пешка · a1 белая ладья · e1 белый король · f1 белый слон · g1 белая ладья | a8 чёрная ладья · e8 чёрный король · f8 чёрный слон · h8 чёрная ладья · a7 чёрная пешка · b7 чёрная пешка · d7 чёрный конь · f7 чёрная пешка · g7 чёрный конь · c6 чёрная пешка · g6 чёрная пешка · d5 чёрная пешка · g5 белая пешка · d4 белая пешка · b3 белая пешка · c3 белый конь · f3 белая пешка · g3 белый слон · b2 белая пешка · c2 чёрный слон · d2 белый конь · e2 белая пешка · a1 белая ладья · e1 белый король · f1 белый слон · g1 белая ладья | a8 чёрная ладья · e8 чёрный король · f8 чёрный слон · h8 чёрная ладья · a7 чёрная пешка · b7 чёрная пешка · d7 чёрный конь · f7 чёрная пешка · g7 чёрный конь · c6 чёрная пешка · g6 чёрная пешка · d5 чёрная пешка · g5 белая пешка · d4 белая пешка · b3 белая пешка · c3 белый конь · f3 белая пешка · g3 белый слон · b2 белая пешка · c2 чёрный слон · d2 белый конь · e2 белая пешка · a1 белая ладья · e1 белый король · f1 белый слон · g1 белая ладья | a8 чёрная ладья · e8 чёрный король · f8 чёрный слон · h8 чёрная ладья · a7 чёрная пешка · b7 чёрная пешка · d7 чёрный конь · f7 чёрная пешка · g7 чёрный конь · c6 чёрная пешка · g6 чёрная пешка · d5 чёрная пешка · g5 белая пешка · d4 белая пешка · b3 белая пешка · c3 белый конь · f3 белая пешка · g3 белый слон · b2 белая пешка · c2 чёрный слон · d2 белый конь · e2 белая пешка · a1 белая ладья · e1 белый король · f1 белый слон · g1 белая ладья | a8 чёрная ладья · e8 чёрный король · f8 чёрный слон · h8 чёрная ладья · a7 чёрная пешка · b7 чёрная пешка · d7 чёрный конь · f7 чёрная пешка · g7 чёрный конь · c6 чёрная пешка · g6 чёрная пешка · d5 чёрная пешка · g5 белая пешка · d4 белая пешка · b3 белая пешка · c3 белый конь · f3 белая пешка · g3 белый слон · b2 белая пешка · c2 чёрный слон · d2 белый конь · e2 белая пешка · a1 белая ладья · e1 белый король · f1 белый слон · g1 белая ладья | 7 |
| 6 | a8 чёрная ладья · e8 чёрный король · f8 чёрный слон · h8 чёрная ладья · a7 чёрная пешка · b7 чёрная пешка · d7 чёрный конь · f7 чёрная пешка · g7 чёрный конь · c6 чёрная пешка · g6 чёрная пешка · d5 чёрная пешка · g5 белая пешка · d4 белая пешка · b3 белая пешка · c3 белый конь · f3 белая пешка · g3 белый слон · b2 белая пешка · c2 чёрный слон · d2 белый конь · e2 белая пешка · a1 белая ладья · e1 белый король · f1 белый слон · g1 белая ладья | a8 чёрная ладья · e8 чёрный король · f8 чёрный слон · h8 чёрная ладья · a7 чёрная пешка · b7 чёрная пешка · d7 чёрный конь · f7 чёрная пешка · g7 чёрный конь · c6 чёрная пешка · g6 чёрная пешка · d5 чёрная пешка · g5 белая пешка · d4 белая пешка · b3 белая пешка · c3 белый конь · f3 белая пешка · g3 белый слон · b2 белая пешка · c2 чёрный слон · d2 белый конь · e2 белая пешка · a1 белая ладья · e1 белый король · f1 белый слон · g1 белая ладья | a8 чёрная ладья · e8 чёрный король · f8 чёрный слон · h8 чёрная ладья · a7 чёрная пешка · b7 чёрная пешка · d7 чёрный конь · f7 чёрная пешка · g7 чёрный конь · c6 чёрная пешка · g6 чёрная пешка · d5 чёрная пешка · g5 белая пешка · d4 белая пешка · b3 белая пешка · c3 белый конь · f3 белая пешка · g3 белый слон · b2 белая пешка · c2 чёрный слон · d2 белый конь · e2 белая пешка · a1 белая ладья · e1 белый король · f1 белый слон · g1 белая ладья | a8 чёрная ладья · e8 чёрный король · f8 чёрный слон · h8 чёрная ладья · a7 чёрная пешка · b7 чёрная пешка · d7 чёрный конь · f7 чёрная пешка · g7 чёрный конь · c6 чёрная пешка · g6 чёрная пешка · d5 чёрная пешка · g5 белая пешка · d4 белая пешка · b3 белая пешка · c3 белый конь · f3 белая пешка · g3 белый слон · b2 белая пешка · c2 чёрный слон · d2 белый конь · e2 белая пешка · a1 белая ладья · e1 белый король · f1 белый слон · g1 белая ладья | a8 чёрная ладья · e8 чёрный король · f8 чёрный слон · h8 чёрная ладья · a7 чёрная пешка · b7 чёрная пешка · d7 чёрный конь · f7 чёрная пешка · g7 чёрный конь · c6 чёрная пешка · g6 чёрная пешка · d5 чёрная пешка · g5 белая пешка · d4 белая пешка · b3 белая пешка · c3 белый конь · f3 белая пешка · g3 белый слон · b2 белая пешка · c2 чёрный слон · d2 белый конь · e2 белая пешка · a1 белая ладья · e1 белый король · f1 белый слон · g1 белая ладья | a8 чёрная ладья · e8 чёрный король · f8 чёрный слон · h8 чёрная ладья · a7 чёрная пешка · b7 чёрная пешка · d7 чёрный конь · f7 чёрная пешка · g7 чёрный конь · c6 чёрная пешка · g6 чёрная пешка · d5 чёрная пешка · g5 белая пешка · d4 белая пешка · b3 белая пешка · c3 белый конь · f3 белая пешка · g3 белый слон · b2 белая пешка · c2 чёрный слон · d2 белый конь · e2 белая пешка · a1 белая ладья · e1 белый король · f1 белый слон · g1 белая ладья | a8 чёрная ладья · e8 чёрный король · f8 чёрный слон · h8 чёрная ладья · a7 чёрная пешка · b7 чёрная пешка · d7 чёрный конь · f7 чёрная пешка · g7 чёрный конь · c6 чёрная пешка · g6 чёрная пешка · d5 чёрная пешка · g5 белая пешка · d4 белая пешка · b3 белая пешка · c3 белый конь · f3 белая пешка · g3 белый слон · b2 белая пешка · c2 чёрный слон · d2 белый конь · e2 белая пешка · a1 белая ладья · e1 белый король · f1 белый слон · g1 белая ладья | a8 чёрная ладья · e8 чёрный король · f8 чёрный слон · h8 чёрная ладья · a7 чёрная пешка · b7 чёрная пешка · d7 чёрный конь · f7 чёрная пешка · g7 чёрный конь · c6 чёрная пешка · g6 чёрная пешка · d5 чёрная пешка · g5 белая пешка · d4 белая пешка · b3 белая пешка · c3 белый конь · f3 белая пешка · g3 белый слон · b2 белая пешка · c2 чёрный слон · d2 белый конь · e2 белая пешка · a1 белая ладья · e1 белый король · f1 белый слон · g1 белая ладья | 6 |
| 5 | a8 чёрная ладья · e8 чёрный король · f8 чёрный слон · h8 чёрная ладья · a7 чёрная пешка · b7 чёрная пешка · d7 чёрный конь · f7 чёрная пешка · g7 чёрный конь · c6 чёрная пешка · g6 чёрная пешка · d5 чёрная пешка · g5 белая пешка · d4 белая пешка · b3 белая пешка · c3 белый конь · f3 белая пешка · g3 белый слон · b2 белая пешка · c2 чёрный слон · d2 белый конь · e2 белая пешка · a1 белая ладья · e1 белый король · f1 белый слон · g1 белая ладья | a8 чёрная ладья · e8 чёрный король · f8 чёрный слон · h8 чёрная ладья · a7 чёрная пешка · b7 чёрная пешка · d7 чёрный конь · f7 чёрная пешка · g7 чёрный конь · c6 чёрная пешка · g6 чёрная пешка · d5 чёрная пешка · g5 белая пешка · d4 белая пешка · b3 белая пешка · c3 белый конь · f3 белая пешка · g3 белый слон · b2 белая пешка · c2 чёрный слон · d2 белый конь · e2 белая пешка · a1 белая ладья · e1 белый король · f1 белый слон · g1 белая ладья | a8 чёрная ладья · e8 чёрный король · f8 чёрный слон · h8 чёрная ладья · a7 чёрная пешка · b7 чёрная пешка · d7 чёрный конь · f7 чёрная пешка · g7 чёрный конь · c6 чёрная пешка · g6 чёрная пешка · d5 чёрная пешка · g5 белая пешка · d4 белая пешка · b3 белая пешка · c3 белый конь · f3 белая пешка · g3 белый слон · b2 белая пешка · c2 чёрный слон · d2 белый конь · e2 белая пешка · a1 белая ладья · e1 белый король · f1 белый слон · g1 белая ладья | a8 чёрная ладья · e8 чёрный король · f8 чёрный слон · h8 чёрная ладья · a7 чёрная пешка · b7 чёрная пешка · d7 чёрный конь · f7 чёрная пешка · g7 чёрный конь · c6 чёрная пешка · g6 чёрная пешка · d5 чёрная пешка · g5 белая пешка · d4 белая пешка · b3 белая пешка · c3 белый конь · f3 белая пешка · g3 белый слон · b2 белая пешка · c2 чёрный слон · d2 белый конь · e2 белая пешка · a1 белая ладья · e1 белый король · f1 белый слон · g1 белая ладья | a8 чёрная ладья · e8 чёрный король · f8 чёрный слон · h8 чёрная ладья · a7 чёрная пешка · b7 чёрная пешка · d7 чёрный конь · f7 чёрная пешка · g7 чёрный конь · c6 чёрная пешка · g6 чёрная пешка · d5 чёрная пешка · g5 белая пешка · d4 белая пешка · b3 белая пешка · c3 белый конь · f3 белая пешка · g3 белый слон · b2 белая пешка · c2 чёрный слон · d2 белый конь · e2 белая пешка · a1 белая ладья · e1 белый король · f1 белый слон · g1 белая ладья | a8 чёрная ладья · e8 чёрный король · f8 чёрный слон · h8 чёрная ладья · a7 чёрная пешка · b7 чёрная пешка · d7 чёрный конь · f7 чёрная пешка · g7 чёрный конь · c6 чёрная пешка · g6 чёрная пешка · d5 чёрная пешка · g5 белая пешка · d4 белая пешка · b3 белая пешка · c3 белый конь · f3 белая пешка · g3 белый слон · b2 белая пешка · c2 чёрный слон · d2 белый конь · e2 белая пешка · a1 белая ладья · e1 белый король · f1 белый слон · g1 белая ладья | a8 чёрная ладья · e8 чёрный король · f8 чёрный слон · h8 чёрная ладья · a7 чёрная пешка · b7 чёрная пешка · d7 чёрный конь · f7 чёрная пешка · g7 чёрный конь · c6 чёрная пешка · g6 чёрная пешка · d5 чёрная пешка · g5 белая пешка · d4 белая пешка · b3 белая пешка · c3 белый конь · f3 белая пешка · g3 белый слон · b2 белая пешка · c2 чёрный слон · d2 белый конь · e2 белая пешка · a1 белая ладья · e1 белый король · f1 белый слон · g1 белая ладья | a8 чёрная ладья · e8 чёрный король · f8 чёрный слон · h8 чёрная ладья · a7 чёрная пешка · b7 чёрная пешка · d7 чёрный конь · f7 чёрная пешка · g7 чёрный конь · c6 чёрная пешка · g6 чёрная пешка · d5 чёрная пешка · g5 белая пешка · d4 белая пешка · b3 белая пешка · c3 белый конь · f3 белая пешка · g3 белый слон · b2 белая пешка · c2 чёрный слон · d2 белый конь · e2 белая пешка · a1 белая ладья · e1 белый король · f1 белый слон · g1 белая ладья | 5 |
| 4 | a8 чёрная ладья · e8 чёрный король · f8 чёрный слон · h8 чёрная ладья · a7 чёрная пешка · b7 чёрная пешка · d7 чёрный конь · f7 чёрная пешка · g7 чёрный конь · c6 чёрная пешка · g6 чёрная пешка · d5 чёрная пешка · g5 белая пешка · d4 белая пешка · b3 белая пешка · c3 белый конь · f3 белая пешка · g3 белый слон · b2 белая пешка · c2 чёрный слон · d2 белый конь · e2 белая пешка · a1 белая ладья · e1 белый король · f1 белый слон · g1 белая ладья | a8 чёрная ладья · e8 чёрный король · f8 чёрный слон · h8 чёрная ладья · a7 чёрная пешка · b7 чёрная пешка · d7 чёрный конь · f7 чёрная пешка · g7 чёрный конь · c6 чёрная пешка · g6 чёрная пешка · d5 чёрная пешка · g5 белая пешка · d4 белая пешка · b3 белая пешка · c3 белый конь · f3 белая пешка · g3 белый слон · b2 белая пешка · c2 чёрный слон · d2 белый конь · e2 белая пешка · a1 белая ладья · e1 белый король · f1 белый слон · g1 белая ладья | a8 чёрная ладья · e8 чёрный король · f8 чёрный слон · h8 чёрная ладья · a7 чёрная пешка · b7 чёрная пешка · d7 чёрный конь · f7 чёрная пешка · g7 чёрный конь · c6 чёрная пешка · g6 чёрная пешка · d5 чёрная пешка · g5 белая пешка · d4 белая пешка · b3 белая пешка · c3 белый конь · f3 белая пешка · g3 белый слон · b2 белая пешка · c2 чёрный слон · d2 белый конь · e2 белая пешка · a1 белая ладья · e1 белый король · f1 белый слон · g1 белая ладья | a8 чёрная ладья · e8 чёрный король · f8 чёрный слон · h8 чёрная ладья · a7 чёрная пешка · b7 чёрная пешка · d7 чёрный конь · f7 чёрная пешка · g7 чёрный конь · c6 чёрная пешка · g6 чёрная пешка · d5 чёрная пешка · g5 белая пешка · d4 белая пешка · b3 белая пешка · c3 белый конь · f3 белая пешка · g3 белый слон · b2 белая пешка · c2 чёрный слон · d2 белый конь · e2 белая пешка · a1 белая ладья · e1 белый король · f1 белый слон · g1 белая ладья | a8 чёрная ладья · e8 чёрный король · f8 чёрный слон · h8 чёрная ладья · a7 чёрная пешка · b7 чёрная пешка · d7 чёрный конь · f7 чёрная пешка · g7 чёрный конь · c6 чёрная пешка · g6 чёрная пешка · d5 чёрная пешка · g5 белая пешка · d4 белая пешка · b3 белая пешка · c3 белый конь · f3 белая пешка · g3 белый слон · b2 белая пешка · c2 чёрный слон · d2 белый конь · e2 белая пешка · a1 белая ладья · e1 белый король · f1 белый слон · g1 белая ладья | a8 чёрная ладья · e8 чёрный король · f8 чёрный слон · h8 чёрная ладья · a7 чёрная пешка · b7 чёрная пешка · d7 чёрный конь · f7 чёрная пешка · g7 чёрный конь · c6 чёрная пешка · g6 чёрная пешка · d5 чёрная пешка · g5 белая пешка · d4 белая пешка · b3 белая пешка · c3 белый конь · f3 белая пешка · g3 белый слон · b2 белая пешка · c2 чёрный слон · d2 белый конь · e2 белая пешка · a1 белая ладья · e1 белый король · f1 белый слон · g1 белая ладья | a8 чёрная ладья · e8 чёрный король · f8 чёрный слон · h8 чёрная ладья · a7 чёрная пешка · b7 чёрная пешка · d7 чёрный конь · f7 чёрная пешка · g7 чёрный конь · c6 чёрная пешка · g6 чёрная пешка · d5 чёрная пешка · g5 белая пешка · d4 белая пешка · b3 белая пешка · c3 белый конь · f3 белая пешка · g3 белый слон · b2 белая пешка · c2 чёрный слон · d2 белый конь · e2 белая пешка · a1 белая ладья · e1 белый король · f1 белый слон · g1 белая ладья | a8 чёрная ладья · e8 чёрный король · f8 чёрный слон · h8 чёрная ладья · a7 чёрная пешка · b7 чёрная пешка · d7 чёрный конь · f7 чёрная пешка · g7 чёрный конь · c6 чёрная пешка · g6 чёрная пешка · d5 чёрная пешка · g5 белая пешка · d4 белая пешка · b3 белая пешка · c3 белый конь · f3 белая пешка · g3 белый слон · b2 белая пешка · c2 чёрный слон · d2 белый конь · e2 белая пешка · a1 белая ладья · e1 белый король · f1 белый слон · g1 белая ладья | 4 |
| 3 | a8 чёрная ладья · e8 чёрный король · f8 чёрный слон · h8 чёрная ладья · a7 чёрная пешка · b7 чёрная пешка · d7 чёрный конь · f7 чёрная пешка · g7 чёрный конь · c6 чёрная пешка · g6 чёрная пешка · d5 чёрная пешка · g5 белая пешка · d4 белая пешка · b3 белая пешка · c3 белый конь · f3 белая пешка · g3 белый слон · b2 белая пешка · c2 чёрный слон · d2 белый конь · e2 белая пешка · a1 белая ладья · e1 белый король · f1 белый слон · g1 белая ладья | a8 чёрная ладья · e8 чёрный король · f8 чёрный слон · h8 чёрная ладья · a7 чёрная пешка · b7 чёрная пешка · d7 чёрный конь · f7 чёрная пешка · g7 чёрный конь · c6 чёрная пешка · g6 чёрная пешка · d5 чёрная пешка · g5 белая пешка · d4 белая пешка · b3 белая пешка · c3 белый конь · f3 белая пешка · g3 белый слон · b2 белая пешка · c2 чёрный слон · d2 белый конь · e2 белая пешка · a1 белая ладья · e1 белый король · f1 белый слон · g1 белая ладья | a8 чёрная ладья · e8 чёрный король · f8 чёрный слон · h8 чёрная ладья · a7 чёрная пешка · b7 чёрная пешка · d7 чёрный конь · f7 чёрная пешка · g7 чёрный конь · c6 чёрная пешка · g6 чёрная пешка · d5 чёрная пешка · g5 белая пешка · d4 белая пешка · b3 белая пешка · c3 белый конь · f3 белая пешка · g3 белый слон · b2 белая пешка · c2 чёрный слон · d2 белый конь · e2 белая пешка · a1 белая ладья · e1 белый король · f1 белый слон · g1 белая ладья | a8 чёрная ладья · e8 чёрный король · f8 чёрный слон · h8 чёрная ладья · a7 чёрная пешка · b7 чёрная пешка · d7 чёрный конь · f7 чёрная пешка · g7 чёрный конь · c6 чёрная пешка · g6 чёрная пешка · d5 чёрная пешка · g5 белая пешка · d4 белая пешка · b3 белая пешка · c3 белый конь · f3 белая пешка · g3 белый слон · b2 белая пешка · c2 чёрный слон · d2 белый конь · e2 белая пешка · a1 белая ладья · e1 белый король · f1 белый слон · g1 белая ладья | a8 чёрная ладья · e8 чёрный король · f8 чёрный слон · h8 чёрная ладья · a7 чёрная пешка · b7 чёрная пешка · d7 чёрный конь · f7 чёрная пешка · g7 чёрный конь · c6 чёрная пешка · g6 чёрная пешка · d5 чёрная пешка · g5 белая пешка · d4 белая пешка · b3 белая пешка · c3 белый конь · f3 белая пешка · g3 белый слон · b2 белая пешка · c2 чёрный слон · d2 белый конь · e2 белая пешка · a1 белая ладья · e1 белый король · f1 белый слон · g1 белая ладья | a8 чёрная ладья · e8 чёрный король · f8 чёрный слон · h8 чёрная ладья · a7 чёрная пешка · b7 чёрная пешка · d7 чёрный конь · f7 чёрная пешка · g7 чёрный конь · c6 чёрная пешка · g6 чёрная пешка · d5 чёрная пешка · g5 белая пешка · d4 белая пешка · b3 белая пешка · c3 белый конь · f3 белая пешка · g3 белый слон · b2 белая пешка · c2 чёрный слон · d2 белый конь · e2 белая пешка · a1 белая ладья · e1 белый король · f1 белый слон · g1 белая ладья | a8 чёрная ладья · e8 чёрный король · f8 чёрный слон · h8 чёрная ладья · a7 чёрная пешка · b7 чёрная пешка · d7 чёрный конь · f7 чёрная пешка · g7 чёрный конь · c6 чёрная пешка · g6 чёрная пешка · d5 чёрная пешка · g5 белая пешка · d4 белая пешка · b3 белая пешка · c3 белый конь · f3 белая пешка · g3 белый слон · b2 белая пешка · c2 чёрный слон · d2 белый конь · e2 белая пешка · a1 белая ладья · e1 белый король · f1 белый слон · g1 белая ладья | a8 чёрная ладья · e8 чёрный король · f8 чёрный слон · h8 чёрная ладья · a7 чёрная пешка · b7 чёрная пешка · d7 чёрный конь · f7 чёрная пешка · g7 чёрный конь · c6 чёрная пешка · g6 чёрная пешка · d5 чёрная пешка · g5 белая пешка · d4 белая пешка · b3 белая пешка · c3 белый конь · f3 белая пешка · g3 белый слон · b2 белая пешка · c2 чёрный слон · d2 белый конь · e2 белая пешка · a1 белая ладья · e1 белый король · f1 белый слон · g1 белая ладья | 3 |
| 2 | a8 чёрная ладья · e8 чёрный король · f8 чёрный слон · h8 чёрная ладья · a7 чёрная пешка · b7 чёрная пешка · d7 чёрный конь · f7 чёрная пешка · g7 чёрный конь · c6 чёрная пешка · g6 чёрная пешка · d5 чёрная пешка · g5 белая пешка · d4 белая пешка · b3 белая пешка · c3 белый конь · f3 белая пешка · g3 белый слон · b2 белая пешка · c2 чёрный слон · d2 белый конь · e2 белая пешка · a1 белая ладья · e1 белый король · f1 белый слон · g1 белая ладья | a8 чёрная ладья · e8 чёрный король · f8 чёрный слон · h8 чёрная ладья · a7 чёрная пешка · b7 чёрная пешка · d7 чёрный конь · f7 чёрная пешка · g7 чёрный конь · c6 чёрная пешка · g6 чёрная пешка · d5 чёрная пешка · g5 белая пешка · d4 белая пешка · b3 белая пешка · c3 белый конь · f3 белая пешка · g3 белый слон · b2 белая пешка · c2 чёрный слон · d2 белый конь · e2 белая пешка · a1 белая ладья · e1 белый король · f1 белый слон · g1 белая ладья | a8 чёрная ладья · e8 чёрный король · f8 чёрный слон · h8 чёрная ладья · a7 чёрная пешка · b7 чёрная пешка · d7 чёрный конь · f7 чёрная пешка · g7 чёрный конь · c6 чёрная пешка · g6 чёрная пешка · d5 чёрная пешка · g5 белая пешка · d4 белая пешка · b3 белая пешка · c3 белый конь · f3 белая пешка · g3 белый слон · b2 белая пешка · c2 чёрный слон · d2 белый конь · e2 белая пешка · a1 белая ладья · e1 белый король · f1 белый слон · g1 белая ладья | a8 чёрная ладья · e8 чёрный король · f8 чёрный слон · h8 чёрная ладья · a7 чёрная пешка · b7 чёрная пешка · d7 чёрный конь · f7 чёрная пешка · g7 чёрный конь · c6 чёрная пешка · g6 чёрная пешка · d5 чёрная пешка · g5 белая пешка · d4 белая пешка · b3 белая пешка · c3 белый конь · f3 белая пешка · g3 белый слон · b2 белая пешка · c2 чёрный слон · d2 белый конь · e2 белая пешка · a1 белая ладья · e1 белый король · f1 белый слон · g1 белая ладья | a8 чёрная ладья · e8 чёрный король · f8 чёрный слон · h8 чёрная ладья · a7 чёрная пешка · b7 чёрная пешка · d7 чёрный конь · f7 чёрная пешка · g7 чёрный конь · c6 чёрная пешка · g6 чёрная пешка · d5 чёрная пешка · g5 белая пешка · d4 белая пешка · b3 белая пешка · c3 белый конь · f3 белая пешка · g3 белый слон · b2 белая пешка · c2 чёрный слон · d2 белый конь · e2 белая пешка · a1 белая ладья · e1 белый король · f1 белый слон · g1 белая ладья | a8 чёрная ладья · e8 чёрный король · f8 чёрный слон · h8 чёрная ладья · a7 чёрная пешка · b7 чёрная пешка · d7 чёрный конь · f7 чёрная пешка · g7 чёрный конь · c6 чёрная пешка · g6 чёрная пешка · d5 чёрная пешка · g5 белая пешка · d4 белая пешка · b3 белая пешка · c3 белый конь · f3 белая пешка · g3 белый слон · b2 белая пешка · c2 чёрный слон · d2 белый конь · e2 белая пешка · a1 белая ладья · e1 белый король · f1 белый слон · g1 белая ладья | a8 чёрная ладья · e8 чёрный король · f8 чёрный слон · h8 чёрная ладья · a7 чёрная пешка · b7 чёрная пешка · d7 чёрный конь · f7 чёрная пешка · g7 чёрный конь · c6 чёрная пешка · g6 чёрная пешка · d5 чёрная пешка · g5 белая пешка · d4 белая пешка · b3 белая пешка · c3 белый конь · f3 белая пешка · g3 белый слон · b2 белая пешка · c2 чёрный слон · d2 белый конь · e2 белая пешка · a1 белая ладья · e1 белый король · f1 белый слон · g1 белая ладья | a8 чёрная ладья · e8 чёрный король · f8 чёрный слон · h8 чёрная ладья · a7 чёрная пешка · b7 чёрная пешка · d7 чёрный конь · f7 чёрная пешка · g7 чёрный конь · c6 чёрная пешка · g6 чёрная пешка · d5 чёрная пешка · g5 белая пешка · d4 белая пешка · b3 белая пешка · c3 белый конь · f3 белая пешка · g3 белый слон · b2 белая пешка · c2 чёрный слон · d2 белый конь · e2 белая пешка · a1 белая ладья · e1 белый король · f1 белый слон · g1 белая ладья | 2 |
| 1 | a8 чёрная ладья · e8 чёрный король · f8 чёрный слон · h8 чёрная ладья · a7 чёрная пешка · b7 чёрная пешка · d7 чёрный конь · f7 чёрная пешка · g7 чёрный конь · c6 чёрная пешка · g6 чёрная пешка · d5 чёрная пешка · g5 белая пешка · d4 белая пешка · b3 белая пешка · c3 белый конь · f3 белая пешка · g3 белый слон · b2 белая пешка · c2 чёрный слон · d2 белый конь · e2 белая пешка · a1 белая ладья · e1 белый король · f1 белый слон · g1 белая ладья | a8 чёрная ладья · e8 чёрный король · f8 чёрный слон · h8 чёрная ладья · a7 чёрная пешка · b7 чёрная пешка · d7 чёрный конь · f7 чёрная пешка · g7 чёрный конь · c6 чёрная пешка · g6 чёрная пешка · d5 чёрная пешка · g5 белая пешка · d4 белая пешка · b3 белая пешка · c3 белый конь · f3 белая пешка · g3 белый слон · b2 белая пешка · c2 чёрный слон · d2 белый конь · e2 белая пешка · a1 белая ладья · e1 белый король · f1 белый слон · g1 белая ладья | a8 чёрная ладья · e8 чёрный король · f8 чёрный слон · h8 чёрная ладья · a7 чёрная пешка · b7 чёрная пешка · d7 чёрный конь · f7 чёрная пешка · g7 чёрный конь · c6 чёрная пешка · g6 чёрная пешка · d5 чёрная пешка · g5 белая пешка · d4 белая пешка · b3 белая пешка · c3 белый конь · f3 белая пешка · g3 белый слон · b2 белая пешка · c2 чёрный слон · d2 белый конь · e2 белая пешка · a1 белая ладья · e1 белый король · f1 белый слон · g1 белая ладья | a8 чёрная ладья · e8 чёрный король · f8 чёрный слон · h8 чёрная ладья · a7 чёрная пешка · b7 чёрная пешка · d7 чёрный конь · f7 чёрная пешка · g7 чёрный конь · c6 чёрная пешка · g6 чёрная пешка · d5 чёрная пешка · g5 белая пешка · d4 белая пешка · b3 белая пешка · c3 белый конь · f3 белая пешка · g3 белый слон · b2 белая пешка · c2 чёрный слон · d2 белый конь · e2 белая пешка · a1 белая ладья · e1 белый король · f1 белый слон · g1 белая ладья | a8 чёрная ладья · e8 чёрный король · f8 чёрный слон · h8 чёрная ладья · a7 чёрная пешка · b7 чёрная пешка · d7 чёрный конь · f7 чёрная пешка · g7 чёрный конь · c6 чёрная пешка · g6 чёрная пешка · d5 чёрная пешка · g5 белая пешка · d4 белая пешка · b3 белая пешка · c3 белый конь · f3 белая пешка · g3 белый слон · b2 белая пешка · c2 чёрный слон · d2 белый конь · e2 белая пешка · a1 белая ладья · e1 белый король · f1 белый слон · g1 белая ладья | a8 чёрная ладья · e8 чёрный король · f8 чёрный слон · h8 чёрная ладья · a7 чёрная пешка · b7 чёрная пешка · d7 чёрный конь · f7 чёрная пешка · g7 чёрный конь · c6 чёрная пешка · g6 чёрная пешка · d5 чёрная пешка · g5 белая пешка · d4 белая пешка · b3 белая пешка · c3 белый конь · f3 белая пешка · g3 белый слон · b2 белая пешка · c2 чёрный слон · d2 белый конь · e2 белая пешка · a1 белая ладья · e1 белый король · f1 белый слон · g1 белая ладья | a8 чёрная ладья · e8 чёрный король · f8 чёрный слон · h8 чёрная ладья · a7 чёрная пешка · b7 чёрная пешка · d7 чёрный конь · f7 чёрная пешка · g7 чёрный конь · c6 чёрная пешка · g6 чёрная пешка · d5 чёрная пешка · g5 белая пешка · d4 белая пешка · b3 белая пешка · c3 белый конь · f3 белая пешка · g3 белый слон · b2 белая пешка · c2 чёрный слон · d2 белый конь · e2 белая пешка · a1 белая ладья · e1 белый король · f1 белый слон · g1 белая ладья | a8 чёрная ладья · e8 чёрный король · f8 чёрный слон · h8 чёрная ладья · a7 чёрная пешка · b7 чёрная пешка · d7 чёрный конь · f7 чёрная пешка · g7 чёрный конь · c6 чёрная пешка · g6 чёрная пешка · d5 чёрная пешка · g5 белая пешка · d4 белая пешка · b3 белая пешка · c3 белый конь · f3 белая пешка · g3 белый слон · b2 белая пешка · c2 чёрный слон · d2 белый конь · e2 белая пешка · a1 белая ладья · e1 белый король · f1 белый слон · g1 белая ладья | 1 |
|   | a | b | c | d | e | f | g | h |   |

Соперники разыграли отказанный ферзевый гамбит. В 2023 году такой же вариант встретился в партии между Владимиром Крамником и Арджуном Эригайси на командном чемпионате мира по рапиду, но после применённого Дин Лижэнем хода 13…♞bd7 получилась новая позиция. Гукеш сказал: «Я был готов до 13-го хода. Думаю, он пытался что-то вспомнить, может, что-то перепутал. Я думал, что его реакция была не самой точной. А после его хода 15.g5 я и вовсе получил очень хорошую позицию. Ходы 17.f3 и 19.e4 также создали проблемы для чёрных». Дин Лижэнь сказал, что вместо 13…♞bd7 думал о 13…♞e4 14.♘xe4 ♝xe4 15.♘d2 ♞a6, но не был уверен при оценке позиции.
Дин Лижэнь решил дебютные проблемы, но позже допустил ошибку 18…♜h5? и после нескольких ходов был вынужден отдать слона за две пешки. «Моя позиция была плохой, поэтому обычный ход 18…♞e6 не работал из-за 19.♖c1. Кроме того, 18…♝e7 я отверг из-за 19.♖c1 ♝f5 20.e4 ♝e6 21.exd5 ♝xd5 22.♘xd5 cxd5 23.♖c7 ♞e6 24.♖xb7 a6». Гукеш заявил: «Думаю, во время игры мы оба считали, что у белых всё хорошо, и это сыграло свою роль».
Ход 23.♘e2 Дин Лижэнь не заметил, так как считал, что белые обязаны ходить 23.♖g2. Гукеш отметил: «После 18…♜h5? и 19.e4 я выигрывал фигуру, но противник выиграл бы пару пешек… В итоге я пошёл на этот вариант и затем играл довольно точно. Также я рассматривал 22.♘e2 вместо ♗f2, но тогда следовало 22…♞xb3 23.♖xc2 ♞xd2 24.♖xd2 ♝b4 25.♘c3 ♜xg5 (у чёрных 3 пешки за фигуру). Я просто думал что должен играть очень точно, чтобы лишить противника каких-либо шансов на ничью. Возможно, 30…♚e7 было решающей ошибкой, но [к тому моменту] я уже считал что у меня всё очень хорошо. В самом конце [партии] я рассчитал очень симпатичный тактический вариант».

Гукеш неуверенно играл на стадии реализации перевеса. Позиция Дин Лижэня развалилась в цейтноте, и в итоге он просрочил время. Гукеш впервые обыграл китайца в классической рейтинговой партии, причём не затратил много времени на обдумывание ходов. Победа Гукеша стала партией недели.
[Event "Ding - Gukesh World Championship Match"]
[Site "Singapore SIN"]
[Date "2024.11.26"]
[EventDate "2024.11.25"]
[Round "3.1"]
[White "Gukesh D"]
[Black "Ding, Liren"]
[Result "1-0"]
[WhiteFideId "46616543"]
[WhiteTitle "GM"]
[WhiteElo "2783"]
[BlackFideId "8603677"]
[BlackTitle "GM"]
[BlackElo "2728"]
[ECO "D35"]
[Opening "Queen's Gambit Declined, Exchange Variation"]
[Source "Lichess"]
1. d4 Nf6 2. Nf3 d5 3. c4 e6 4. cxd5 exd5 5. Nc3 c6 6. Qc2 g6 7. h3 Bf5 8. Qb3 Qb6 9. g4 Qxb3 10. axb3 Bc2 11. Bf4 h5 12. Rg1 hxg4 13. hxg4 Nbd7 14. Nd2 Rg8 15. g5 Nh5 16. Bh2 Rh8 17. f3 Ng7 18. Bg3 Rh5 19. e4 dxe4 20. fxe4 Ne6 21. Rc1 Nxd4 22. Bf2 Bg7 23. Ne2 Nxb3 24. Rxc2 Nxd2 25. Kxd2 Ne5 26. Nd4 Rd8 27. Ke2 Rh2 28. Bg2 a6 29. b3 Rd7 30. Rcc1 Ke7 31. Rcd1 Ke8 32. Bg3 Rh5 33. Nf3 Nxf3 34. Kxf3 Bd4 35. Rh1 Rxg5 36. Bh3 f5 37. Bf4 Rh5

### 4-я партия
Была разыграна система Цукерторта. Дин Лижэнь применил в дебюте новую комбинацию ходов, что подчеркнуло влияние Раппорта. Из-за дебютного сюрприза Гукеш затратил много времени на несколько ходов, но к 11-му ходу уже имел перевес по времени в 13 минут. Чемпиону мира удалось получить небольшое преимущество, но он пошёл на упрощения, и партия завершилась вничью на 42-м ходу после трёхкратного повторения ходов. Дин Лижэнь сказал, что старался играть c запасом прочности, а Гукеш процитировал выражение Бобби Фишера: «Я верю в хорошие ходы. Да, я стараюсь делать хорошие ходы». Он признался: «Я вынужден был играть с начала партии. Я полагаю, что отреагировал вполне неплохо..
[Event "FIDE World Championship Match 2024"]
[Site "Singapore SGP"]
[Date "2024.11.29"]
[Round "4"]
[White "Ding, Liren"]
[Black "Gukesh D"]
[Result "1/2-1/2"]
[WhiteElo "2728"]
[WhiteTitle "GM"]
[WhiteFideId "8603677"]
[BlackElo "2783"]
[BlackTitle "GM"]
[BlackFideId "46616543"]
[TimeControl "40/7200:1800+30"]
[Variant "Standard"]
[ECO "A06"]
[Opening "Zukertort Opening"]
[Annotator "https://lichess.org/broadcast/-/-/9DU8PRwg"]
[StudyName "Game 4"]
[ChapterName "Ding, Liren - Gukesh D"]
1. Nf3 d5 2. e3 Nf6 3. b3 Bf5 4. Be2 h6 5. Ba3 Nbd7 6. O-O e6 7. Bxf8 Nxf8 8. c4 N8d7 9. Nc3 O-O 10. cxd5 exd5 11. b4 c6 12. Nd4 Bh7 13. Qb3 Ne5 14. a4 Rc8 15. a5 b6 16. Nf3 Nxf3+ 17. Bxf3 d4 18. Ne2 dxe3 19. dxe3 Be4 20. Rfd1 Qe7 21. Bxe4 Nxe4 22. axb6 axb6 23. Nc3 Rfd8 24. Nxe4 Qxe4 25. h3 c5 26. Rxd8+ Rxd8 27. bxc5 bxc5 28. Rc1 Qe5 29. Qc2 Rd5 30. g3 f5 31. Kg2 Kh7 32. Qc4 Qd6 33. e4 Re5 34. exf5 Rxf5 35. Qe4 Qd5 36. Qxd5 Rxd5 37. Kf3 Kg6 38. Ke4 Rd4+ 39. Ke3 Rd5 40. Ke4 Rd4+ 41. Ke3 Rd5 42. Ke4 Rd4+

### 5-я партия
|   | a | b | c | d | e | f | g | h |   |
| - | --- | --- | --- | --- | --- | --- | --- | --- | - |
| 8 | e8 чёрная ладья · f8 чёрный король · a7 чёрная пешка · b7 чёрная пешка · d7 чёрный слон · f7 чёрная пешка · g7 чёрная пешка · b6 чёрный конь · d5 чёрная пешка · e5 чёрный слон · c4 чёрная пешка · d4 белая пешка · f4 чёрный конь · c3 белая пешка · g3 белый слон · a2 белая пешка · b2 белая пешка · c2 белый слон · d2 белый конь · f2 белая пешка · h2 белая пешка · e1 белая ладья · g1 белый король | e8 чёрная ладья · f8 чёрный король · a7 чёрная пешка · b7 чёрная пешка · d7 чёрный слон · f7 чёрная пешка · g7 чёрная пешка · b6 чёрный конь · d5 чёрная пешка · e5 чёрный слон · c4 чёрная пешка · d4 белая пешка · f4 чёрный конь · c3 белая пешка · g3 белый слон · a2 белая пешка · b2 белая пешка · c2 белый слон · d2 белый конь · f2 белая пешка · h2 белая пешка · e1 белая ладья · g1 белый король | e8 чёрная ладья · f8 чёрный король · a7 чёрная пешка · b7 чёрная пешка · d7 чёрный слон · f7 чёрная пешка · g7 чёрная пешка · b6 чёрный конь · d5 чёрная пешка · e5 чёрный слон · c4 чёрная пешка · d4 белая пешка · f4 чёрный конь · c3 белая пешка · g3 белый слон · a2 белая пешка · b2 белая пешка · c2 белый слон · d2 белый конь · f2 белая пешка · h2 белая пешка · e1 белая ладья · g1 белый король | e8 чёрная ладья · f8 чёрный король · a7 чёрная пешка · b7 чёрная пешка · d7 чёрный слон · f7 чёрная пешка · g7 чёрная пешка · b6 чёрный конь · d5 чёрная пешка · e5 чёрный слон · c4 чёрная пешка · d4 белая пешка · f4 чёрный конь · c3 белая пешка · g3 белый слон · a2 белая пешка · b2 белая пешка · c2 белый слон · d2 белый конь · f2 белая пешка · h2 белая пешка · e1 белая ладья · g1 белый король | e8 чёрная ладья · f8 чёрный король · a7 чёрная пешка · b7 чёрная пешка · d7 чёрный слон · f7 чёрная пешка · g7 чёрная пешка · b6 чёрный конь · d5 чёрная пешка · e5 чёрный слон · c4 чёрная пешка · d4 белая пешка · f4 чёрный конь · c3 белая пешка · g3 белый слон · a2 белая пешка · b2 белая пешка · c2 белый слон · d2 белый конь · f2 белая пешка · h2 белая пешка · e1 белая ладья · g1 белый король | e8 чёрная ладья · f8 чёрный король · a7 чёрная пешка · b7 чёрная пешка · d7 чёрный слон · f7 чёрная пешка · g7 чёрная пешка · b6 чёрный конь · d5 чёрная пешка · e5 чёрный слон · c4 чёрная пешка · d4 белая пешка · f4 чёрный конь · c3 белая пешка · g3 белый слон · a2 белая пешка · b2 белая пешка · c2 белый слон · d2 белый конь · f2 белая пешка · h2 белая пешка · e1 белая ладья · g1 белый король | e8 чёрная ладья · f8 чёрный король · a7 чёрная пешка · b7 чёрная пешка · d7 чёрный слон · f7 чёрная пешка · g7 чёрная пешка · b6 чёрный конь · d5 чёрная пешка · e5 чёрный слон · c4 чёрная пешка · d4 белая пешка · f4 чёрный конь · c3 белая пешка · g3 белый слон · a2 белая пешка · b2 белая пешка · c2 белый слон · d2 белый конь · f2 белая пешка · h2 белая пешка · e1 белая ладья · g1 белый король | e8 чёрная ладья · f8 чёрный король · a7 чёрная пешка · b7 чёрная пешка · d7 чёрный слон · f7 чёрная пешка · g7 чёрная пешка · b6 чёрный конь · d5 чёрная пешка · e5 чёрный слон · c4 чёрная пешка · d4 белая пешка · f4 чёрный конь · c3 белая пешка · g3 белый слон · a2 белая пешка · b2 белая пешка · c2 белый слон · d2 белый конь · f2 белая пешка · h2 белая пешка · e1 белая ладья · g1 белый король | 8 |
| 7 | e8 чёрная ладья · f8 чёрный король · a7 чёрная пешка · b7 чёрная пешка · d7 чёрный слон · f7 чёрная пешка · g7 чёрная пешка · b6 чёрный конь · d5 чёрная пешка · e5 чёрный слон · c4 чёрная пешка · d4 белая пешка · f4 чёрный конь · c3 белая пешка · g3 белый слон · a2 белая пешка · b2 белая пешка · c2 белый слон · d2 белый конь · f2 белая пешка · h2 белая пешка · e1 белая ладья · g1 белый король | e8 чёрная ладья · f8 чёрный король · a7 чёрная пешка · b7 чёрная пешка · d7 чёрный слон · f7 чёрная пешка · g7 чёрная пешка · b6 чёрный конь · d5 чёрная пешка · e5 чёрный слон · c4 чёрная пешка · d4 белая пешка · f4 чёрный конь · c3 белая пешка · g3 белый слон · a2 белая пешка · b2 белая пешка · c2 белый слон · d2 белый конь · f2 белая пешка · h2 белая пешка · e1 белая ладья · g1 белый король | e8 чёрная ладья · f8 чёрный король · a7 чёрная пешка · b7 чёрная пешка · d7 чёрный слон · f7 чёрная пешка · g7 чёрная пешка · b6 чёрный конь · d5 чёрная пешка · e5 чёрный слон · c4 чёрная пешка · d4 белая пешка · f4 чёрный конь · c3 белая пешка · g3 белый слон · a2 белая пешка · b2 белая пешка · c2 белый слон · d2 белый конь · f2 белая пешка · h2 белая пешка · e1 белая ладья · g1 белый король | e8 чёрная ладья · f8 чёрный король · a7 чёрная пешка · b7 чёрная пешка · d7 чёрный слон · f7 чёрная пешка · g7 чёрная пешка · b6 чёрный конь · d5 чёрная пешка · e5 чёрный слон · c4 чёрная пешка · d4 белая пешка · f4 чёрный конь · c3 белая пешка · g3 белый слон · a2 белая пешка · b2 белая пешка · c2 белый слон · d2 белый конь · f2 белая пешка · h2 белая пешка · e1 белая ладья · g1 белый король | e8 чёрная ладья · f8 чёрный король · a7 чёрная пешка · b7 чёрная пешка · d7 чёрный слон · f7 чёрная пешка · g7 чёрная пешка · b6 чёрный конь · d5 чёрная пешка · e5 чёрный слон · c4 чёрная пешка · d4 белая пешка · f4 чёрный конь · c3 белая пешка · g3 белый слон · a2 белая пешка · b2 белая пешка · c2 белый слон · d2 белый конь · f2 белая пешка · h2 белая пешка · e1 белая ладья · g1 белый король | e8 чёрная ладья · f8 чёрный король · a7 чёрная пешка · b7 чёрная пешка · d7 чёрный слон · f7 чёрная пешка · g7 чёрная пешка · b6 чёрный конь · d5 чёрная пешка · e5 чёрный слон · c4 чёрная пешка · d4 белая пешка · f4 чёрный конь · c3 белая пешка · g3 белый слон · a2 белая пешка · b2 белая пешка · c2 белый слон · d2 белый конь · f2 белая пешка · h2 белая пешка · e1 белая ладья · g1 белый король | e8 чёрная ладья · f8 чёрный король · a7 чёрная пешка · b7 чёрная пешка · d7 чёрный слон · f7 чёрная пешка · g7 чёрная пешка · b6 чёрный конь · d5 чёрная пешка · e5 чёрный слон · c4 чёрная пешка · d4 белая пешка · f4 чёрный конь · c3 белая пешка · g3 белый слон · a2 белая пешка · b2 белая пешка · c2 белый слон · d2 белый конь · f2 белая пешка · h2 белая пешка · e1 белая ладья · g1 белый король | e8 чёрная ладья · f8 чёрный король · a7 чёрная пешка · b7 чёрная пешка · d7 чёрный слон · f7 чёрная пешка · g7 чёрная пешка · b6 чёрный конь · d5 чёрная пешка · e5 чёрный слон · c4 чёрная пешка · d4 белая пешка · f4 чёрный конь · c3 белая пешка · g3 белый слон · a2 белая пешка · b2 белая пешка · c2 белый слон · d2 белый конь · f2 белая пешка · h2 белая пешка · e1 белая ладья · g1 белый король | 7 |
| 6 | e8 чёрная ладья · f8 чёрный король · a7 чёрная пешка · b7 чёрная пешка · d7 чёрный слон · f7 чёрная пешка · g7 чёрная пешка · b6 чёрный конь · d5 чёрная пешка · e5 чёрный слон · c4 чёрная пешка · d4 белая пешка · f4 чёрный конь · c3 белая пешка · g3 белый слон · a2 белая пешка · b2 белая пешка · c2 белый слон · d2 белый конь · f2 белая пешка · h2 белая пешка · e1 белая ладья · g1 белый король | e8 чёрная ладья · f8 чёрный король · a7 чёрная пешка · b7 чёрная пешка · d7 чёрный слон · f7 чёрная пешка · g7 чёрная пешка · b6 чёрный конь · d5 чёрная пешка · e5 чёрный слон · c4 чёрная пешка · d4 белая пешка · f4 чёрный конь · c3 белая пешка · g3 белый слон · a2 белая пешка · b2 белая пешка · c2 белый слон · d2 белый конь · f2 белая пешка · h2 белая пешка · e1 белая ладья · g1 белый король | e8 чёрная ладья · f8 чёрный король · a7 чёрная пешка · b7 чёрная пешка · d7 чёрный слон · f7 чёрная пешка · g7 чёрная пешка · b6 чёрный конь · d5 чёрная пешка · e5 чёрный слон · c4 чёрная пешка · d4 белая пешка · f4 чёрный конь · c3 белая пешка · g3 белый слон · a2 белая пешка · b2 белая пешка · c2 белый слон · d2 белый конь · f2 белая пешка · h2 белая пешка · e1 белая ладья · g1 белый король | e8 чёрная ладья · f8 чёрный король · a7 чёрная пешка · b7 чёрная пешка · d7 чёрный слон · f7 чёрная пешка · g7 чёрная пешка · b6 чёрный конь · d5 чёрная пешка · e5 чёрный слон · c4 чёрная пешка · d4 белая пешка · f4 чёрный конь · c3 белая пешка · g3 белый слон · a2 белая пешка · b2 белая пешка · c2 белый слон · d2 белый конь · f2 белая пешка · h2 белая пешка · e1 белая ладья · g1 белый король | e8 чёрная ладья · f8 чёрный король · a7 чёрная пешка · b7 чёрная пешка · d7 чёрный слон · f7 чёрная пешка · g7 чёрная пешка · b6 чёрный конь · d5 чёрная пешка · e5 чёрный слон · c4 чёрная пешка · d4 белая пешка · f4 чёрный конь · c3 белая пешка · g3 белый слон · a2 белая пешка · b2 белая пешка · c2 белый слон · d2 белый конь · f2 белая пешка · h2 белая пешка · e1 белая ладья · g1 белый король | e8 чёрная ладья · f8 чёрный король · a7 чёрная пешка · b7 чёрная пешка · d7 чёрный слон · f7 чёрная пешка · g7 чёрная пешка · b6 чёрный конь · d5 чёрная пешка · e5 чёрный слон · c4 чёрная пешка · d4 белая пешка · f4 чёрный конь · c3 белая пешка · g3 белый слон · a2 белая пешка · b2 белая пешка · c2 белый слон · d2 белый конь · f2 белая пешка · h2 белая пешка · e1 белая ладья · g1 белый король | e8 чёрная ладья · f8 чёрный король · a7 чёрная пешка · b7 чёрная пешка · d7 чёрный слон · f7 чёрная пешка · g7 чёрная пешка · b6 чёрный конь · d5 чёрная пешка · e5 чёрный слон · c4 чёрная пешка · d4 белая пешка · f4 чёрный конь · c3 белая пешка · g3 белый слон · a2 белая пешка · b2 белая пешка · c2 белый слон · d2 белый конь · f2 белая пешка · h2 белая пешка · e1 белая ладья · g1 белый король | e8 чёрная ладья · f8 чёрный король · a7 чёрная пешка · b7 чёрная пешка · d7 чёрный слон · f7 чёрная пешка · g7 чёрная пешка · b6 чёрный конь · d5 чёрная пешка · e5 чёрный слон · c4 чёрная пешка · d4 белая пешка · f4 чёрный конь · c3 белая пешка · g3 белый слон · a2 белая пешка · b2 белая пешка · c2 белый слон · d2 белый конь · f2 белая пешка · h2 белая пешка · e1 белая ладья · g1 белый король | 6 |
| 5 | e8 чёрная ладья · f8 чёрный король · a7 чёрная пешка · b7 чёрная пешка · d7 чёрный слон · f7 чёрная пешка · g7 чёрная пешка · b6 чёрный конь · d5 чёрная пешка · e5 чёрный слон · c4 чёрная пешка · d4 белая пешка · f4 чёрный конь · c3 белая пешка · g3 белый слон · a2 белая пешка · b2 белая пешка · c2 белый слон · d2 белый конь · f2 белая пешка · h2 белая пешка · e1 белая ладья · g1 белый король | e8 чёрная ладья · f8 чёрный король · a7 чёрная пешка · b7 чёрная пешка · d7 чёрный слон · f7 чёрная пешка · g7 чёрная пешка · b6 чёрный конь · d5 чёрная пешка · e5 чёрный слон · c4 чёрная пешка · d4 белая пешка · f4 чёрный конь · c3 белая пешка · g3 белый слон · a2 белая пешка · b2 белая пешка · c2 белый слон · d2 белый конь · f2 белая пешка · h2 белая пешка · e1 белая ладья · g1 белый король | e8 чёрная ладья · f8 чёрный король · a7 чёрная пешка · b7 чёрная пешка · d7 чёрный слон · f7 чёрная пешка · g7 чёрная пешка · b6 чёрный конь · d5 чёрная пешка · e5 чёрный слон · c4 чёрная пешка · d4 белая пешка · f4 чёрный конь · c3 белая пешка · g3 белый слон · a2 белая пешка · b2 белая пешка · c2 белый слон · d2 белый конь · f2 белая пешка · h2 белая пешка · e1 белая ладья · g1 белый король | e8 чёрная ладья · f8 чёрный король · a7 чёрная пешка · b7 чёрная пешка · d7 чёрный слон · f7 чёрная пешка · g7 чёрная пешка · b6 чёрный конь · d5 чёрная пешка · e5 чёрный слон · c4 чёрная пешка · d4 белая пешка · f4 чёрный конь · c3 белая пешка · g3 белый слон · a2 белая пешка · b2 белая пешка · c2 белый слон · d2 белый конь · f2 белая пешка · h2 белая пешка · e1 белая ладья · g1 белый король | e8 чёрная ладья · f8 чёрный король · a7 чёрная пешка · b7 чёрная пешка · d7 чёрный слон · f7 чёрная пешка · g7 чёрная пешка · b6 чёрный конь · d5 чёрная пешка · e5 чёрный слон · c4 чёрная пешка · d4 белая пешка · f4 чёрный конь · c3 белая пешка · g3 белый слон · a2 белая пешка · b2 белая пешка · c2 белый слон · d2 белый конь · f2 белая пешка · h2 белая пешка · e1 белая ладья · g1 белый король | e8 чёрная ладья · f8 чёрный король · a7 чёрная пешка · b7 чёрная пешка · d7 чёрный слон · f7 чёрная пешка · g7 чёрная пешка · b6 чёрный конь · d5 чёрная пешка · e5 чёрный слон · c4 чёрная пешка · d4 белая пешка · f4 чёрный конь · c3 белая пешка · g3 белый слон · a2 белая пешка · b2 белая пешка · c2 белый слон · d2 белый конь · f2 белая пешка · h2 белая пешка · e1 белая ладья · g1 белый король | e8 чёрная ладья · f8 чёрный король · a7 чёрная пешка · b7 чёрная пешка · d7 чёрный слон · f7 чёрная пешка · g7 чёрная пешка · b6 чёрный конь · d5 чёрная пешка · e5 чёрный слон · c4 чёрная пешка · d4 белая пешка · f4 чёрный конь · c3 белая пешка · g3 белый слон · a2 белая пешка · b2 белая пешка · c2 белый слон · d2 белый конь · f2 белая пешка · h2 белая пешка · e1 белая ладья · g1 белый король | e8 чёрная ладья · f8 чёрный король · a7 чёрная пешка · b7 чёрная пешка · d7 чёрный слон · f7 чёрная пешка · g7 чёрная пешка · b6 чёрный конь · d5 чёрная пешка · e5 чёрный слон · c4 чёрная пешка · d4 белая пешка · f4 чёрный конь · c3 белая пешка · g3 белый слон · a2 белая пешка · b2 белая пешка · c2 белый слон · d2 белый конь · f2 белая пешка · h2 белая пешка · e1 белая ладья · g1 белый король | 5 |
| 4 | e8 чёрная ладья · f8 чёрный король · a7 чёрная пешка · b7 чёрная пешка · d7 чёрный слон · f7 чёрная пешка · g7 чёрная пешка · b6 чёрный конь · d5 чёрная пешка · e5 чёрный слон · c4 чёрная пешка · d4 белая пешка · f4 чёрный конь · c3 белая пешка · g3 белый слон · a2 белая пешка · b2 белая пешка · c2 белый слон · d2 белый конь · f2 белая пешка · h2 белая пешка · e1 белая ладья · g1 белый король | e8 чёрная ладья · f8 чёрный король · a7 чёрная пешка · b7 чёрная пешка · d7 чёрный слон · f7 чёрная пешка · g7 чёрная пешка · b6 чёрный конь · d5 чёрная пешка · e5 чёрный слон · c4 чёрная пешка · d4 белая пешка · f4 чёрный конь · c3 белая пешка · g3 белый слон · a2 белая пешка · b2 белая пешка · c2 белый слон · d2 белый конь · f2 белая пешка · h2 белая пешка · e1 белая ладья · g1 белый король | e8 чёрная ладья · f8 чёрный король · a7 чёрная пешка · b7 чёрная пешка · d7 чёрный слон · f7 чёрная пешка · g7 чёрная пешка · b6 чёрный конь · d5 чёрная пешка · e5 чёрный слон · c4 чёрная пешка · d4 белая пешка · f4 чёрный конь · c3 белая пешка · g3 белый слон · a2 белая пешка · b2 белая пешка · c2 белый слон · d2 белый конь · f2 белая пешка · h2 белая пешка · e1 белая ладья · g1 белый король | e8 чёрная ладья · f8 чёрный король · a7 чёрная пешка · b7 чёрная пешка · d7 чёрный слон · f7 чёрная пешка · g7 чёрная пешка · b6 чёрный конь · d5 чёрная пешка · e5 чёрный слон · c4 чёрная пешка · d4 белая пешка · f4 чёрный конь · c3 белая пешка · g3 белый слон · a2 белая пешка · b2 белая пешка · c2 белый слон · d2 белый конь · f2 белая пешка · h2 белая пешка · e1 белая ладья · g1 белый король | e8 чёрная ладья · f8 чёрный король · a7 чёрная пешка · b7 чёрная пешка · d7 чёрный слон · f7 чёрная пешка · g7 чёрная пешка · b6 чёрный конь · d5 чёрная пешка · e5 чёрный слон · c4 чёрная пешка · d4 белая пешка · f4 чёрный конь · c3 белая пешка · g3 белый слон · a2 белая пешка · b2 белая пешка · c2 белый слон · d2 белый конь · f2 белая пешка · h2 белая пешка · e1 белая ладья · g1 белый король | e8 чёрная ладья · f8 чёрный король · a7 чёрная пешка · b7 чёрная пешка · d7 чёрный слон · f7 чёрная пешка · g7 чёрная пешка · b6 чёрный конь · d5 чёрная пешка · e5 чёрный слон · c4 чёрная пешка · d4 белая пешка · f4 чёрный конь · c3 белая пешка · g3 белый слон · a2 белая пешка · b2 белая пешка · c2 белый слон · d2 белый конь · f2 белая пешка · h2 белая пешка · e1 белая ладья · g1 белый король | e8 чёрная ладья · f8 чёрный король · a7 чёрная пешка · b7 чёрная пешка · d7 чёрный слон · f7 чёрная пешка · g7 чёрная пешка · b6 чёрный конь · d5 чёрная пешка · e5 чёрный слон · c4 чёрная пешка · d4 белая пешка · f4 чёрный конь · c3 белая пешка · g3 белый слон · a2 белая пешка · b2 белая пешка · c2 белый слон · d2 белый конь · f2 белая пешка · h2 белая пешка · e1 белая ладья · g1 белый король | e8 чёрная ладья · f8 чёрный король · a7 чёрная пешка · b7 чёрная пешка · d7 чёрный слон · f7 чёрная пешка · g7 чёрная пешка · b6 чёрный конь · d5 чёрная пешка · e5 чёрный слон · c4 чёрная пешка · d4 белая пешка · f4 чёрный конь · c3 белая пешка · g3 белый слон · a2 белая пешка · b2 белая пешка · c2 белый слон · d2 белый конь · f2 белая пешка · h2 белая пешка · e1 белая ладья · g1 белый король | 4 |
| 3 | e8 чёрная ладья · f8 чёрный король · a7 чёрная пешка · b7 чёрная пешка · d7 чёрный слон · f7 чёрная пешка · g7 чёрная пешка · b6 чёрный конь · d5 чёрная пешка · e5 чёрный слон · c4 чёрная пешка · d4 белая пешка · f4 чёрный конь · c3 белая пешка · g3 белый слон · a2 белая пешка · b2 белая пешка · c2 белый слон · d2 белый конь · f2 белая пешка · h2 белая пешка · e1 белая ладья · g1 белый король | e8 чёрная ладья · f8 чёрный король · a7 чёрная пешка · b7 чёрная пешка · d7 чёрный слон · f7 чёрная пешка · g7 чёрная пешка · b6 чёрный конь · d5 чёрная пешка · e5 чёрный слон · c4 чёрная пешка · d4 белая пешка · f4 чёрный конь · c3 белая пешка · g3 белый слон · a2 белая пешка · b2 белая пешка · c2 белый слон · d2 белый конь · f2 белая пешка · h2 белая пешка · e1 белая ладья · g1 белый король | e8 чёрная ладья · f8 чёрный король · a7 чёрная пешка · b7 чёрная пешка · d7 чёрный слон · f7 чёрная пешка · g7 чёрная пешка · b6 чёрный конь · d5 чёрная пешка · e5 чёрный слон · c4 чёрная пешка · d4 белая пешка · f4 чёрный конь · c3 белая пешка · g3 белый слон · a2 белая пешка · b2 белая пешка · c2 белый слон · d2 белый конь · f2 белая пешка · h2 белая пешка · e1 белая ладья · g1 белый король | e8 чёрная ладья · f8 чёрный король · a7 чёрная пешка · b7 чёрная пешка · d7 чёрный слон · f7 чёрная пешка · g7 чёрная пешка · b6 чёрный конь · d5 чёрная пешка · e5 чёрный слон · c4 чёрная пешка · d4 белая пешка · f4 чёрный конь · c3 белая пешка · g3 белый слон · a2 белая пешка · b2 белая пешка · c2 белый слон · d2 белый конь · f2 белая пешка · h2 белая пешка · e1 белая ладья · g1 белый король | e8 чёрная ладья · f8 чёрный король · a7 чёрная пешка · b7 чёрная пешка · d7 чёрный слон · f7 чёрная пешка · g7 чёрная пешка · b6 чёрный конь · d5 чёрная пешка · e5 чёрный слон · c4 чёрная пешка · d4 белая пешка · f4 чёрный конь · c3 белая пешка · g3 белый слон · a2 белая пешка · b2 белая пешка · c2 белый слон · d2 белый конь · f2 белая пешка · h2 белая пешка · e1 белая ладья · g1 белый король | e8 чёрная ладья · f8 чёрный король · a7 чёрная пешка · b7 чёрная пешка · d7 чёрный слон · f7 чёрная пешка · g7 чёрная пешка · b6 чёрный конь · d5 чёрная пешка · e5 чёрный слон · c4 чёрная пешка · d4 белая пешка · f4 чёрный конь · c3 белая пешка · g3 белый слон · a2 белая пешка · b2 белая пешка · c2 белый слон · d2 белый конь · f2 белая пешка · h2 белая пешка · e1 белая ладья · g1 белый король | e8 чёрная ладья · f8 чёрный король · a7 чёрная пешка · b7 чёрная пешка · d7 чёрный слон · f7 чёрная пешка · g7 чёрная пешка · b6 чёрный конь · d5 чёрная пешка · e5 чёрный слон · c4 чёрная пешка · d4 белая пешка · f4 чёрный конь · c3 белая пешка · g3 белый слон · a2 белая пешка · b2 белая пешка · c2 белый слон · d2 белый конь · f2 белая пешка · h2 белая пешка · e1 белая ладья · g1 белый король | e8 чёрная ладья · f8 чёрный король · a7 чёрная пешка · b7 чёрная пешка · d7 чёрный слон · f7 чёрная пешка · g7 чёрная пешка · b6 чёрный конь · d5 чёрная пешка · e5 чёрный слон · c4 чёрная пешка · d4 белая пешка · f4 чёрный конь · c3 белая пешка · g3 белый слон · a2 белая пешка · b2 белая пешка · c2 белый слон · d2 белый конь · f2 белая пешка · h2 белая пешка · e1 белая ладья · g1 белый король | 3 |
| 2 | e8 чёрная ладья · f8 чёрный король · a7 чёрная пешка · b7 чёрная пешка · d7 чёрный слон · f7 чёрная пешка · g7 чёрная пешка · b6 чёрный конь · d5 чёрная пешка · e5 чёрный слон · c4 чёрная пешка · d4 белая пешка · f4 чёрный конь · c3 белая пешка · g3 белый слон · a2 белая пешка · b2 белая пешка · c2 белый слон · d2 белый конь · f2 белая пешка · h2 белая пешка · e1 белая ладья · g1 белый король | e8 чёрная ладья · f8 чёрный король · a7 чёрная пешка · b7 чёрная пешка · d7 чёрный слон · f7 чёрная пешка · g7 чёрная пешка · b6 чёрный конь · d5 чёрная пешка · e5 чёрный слон · c4 чёрная пешка · d4 белая пешка · f4 чёрный конь · c3 белая пешка · g3 белый слон · a2 белая пешка · b2 белая пешка · c2 белый слон · d2 белый конь · f2 белая пешка · h2 белая пешка · e1 белая ладья · g1 белый король | e8 чёрная ладья · f8 чёрный король · a7 чёрная пешка · b7 чёрная пешка · d7 чёрный слон · f7 чёрная пешка · g7 чёрная пешка · b6 чёрный конь · d5 чёрная пешка · e5 чёрный слон · c4 чёрная пешка · d4 белая пешка · f4 чёрный конь · c3 белая пешка · g3 белый слон · a2 белая пешка · b2 белая пешка · c2 белый слон · d2 белый конь · f2 белая пешка · h2 белая пешка · e1 белая ладья · g1 белый король | e8 чёрная ладья · f8 чёрный король · a7 чёрная пешка · b7 чёрная пешка · d7 чёрный слон · f7 чёрная пешка · g7 чёрная пешка · b6 чёрный конь · d5 чёрная пешка · e5 чёрный слон · c4 чёрная пешка · d4 белая пешка · f4 чёрный конь · c3 белая пешка · g3 белый слон · a2 белая пешка · b2 белая пешка · c2 белый слон · d2 белый конь · f2 белая пешка · h2 белая пешка · e1 белая ладья · g1 белый король | e8 чёрная ладья · f8 чёрный король · a7 чёрная пешка · b7 чёрная пешка · d7 чёрный слон · f7 чёрная пешка · g7 чёрная пешка · b6 чёрный конь · d5 чёрная пешка · e5 чёрный слон · c4 чёрная пешка · d4 белая пешка · f4 чёрный конь · c3 белая пешка · g3 белый слон · a2 белая пешка · b2 белая пешка · c2 белый слон · d2 белый конь · f2 белая пешка · h2 белая пешка · e1 белая ладья · g1 белый король | e8 чёрная ладья · f8 чёрный король · a7 чёрная пешка · b7 чёрная пешка · d7 чёрный слон · f7 чёрная пешка · g7 чёрная пешка · b6 чёрный конь · d5 чёрная пешка · e5 чёрный слон · c4 чёрная пешка · d4 белая пешка · f4 чёрный конь · c3 белая пешка · g3 белый слон · a2 белая пешка · b2 белая пешка · c2 белый слон · d2 белый конь · f2 белая пешка · h2 белая пешка · e1 белая ладья · g1 белый король | e8 чёрная ладья · f8 чёрный король · a7 чёрная пешка · b7 чёрная пешка · d7 чёрный слон · f7 чёрная пешка · g7 чёрная пешка · b6 чёрный конь · d5 чёрная пешка · e5 чёрный слон · c4 чёрная пешка · d4 белая пешка · f4 чёрный конь · c3 белая пешка · g3 белый слон · a2 белая пешка · b2 белая пешка · c2 белый слон · d2 белый конь · f2 белая пешка · h2 белая пешка · e1 белая ладья · g1 белый король | e8 чёрная ладья · f8 чёрный король · a7 чёрная пешка · b7 чёрная пешка · d7 чёрный слон · f7 чёрная пешка · g7 чёрная пешка · b6 чёрный конь · d5 чёрная пешка · e5 чёрный слон · c4 чёрная пешка · d4 белая пешка · f4 чёрный конь · c3 белая пешка · g3 белый слон · a2 белая пешка · b2 белая пешка · c2 белый слон · d2 белый конь · f2 белая пешка · h2 белая пешка · e1 белая ладья · g1 белый король | 2 |
| 1 | e8 чёрная ладья · f8 чёрный король · a7 чёрная пешка · b7 чёрная пешка · d7 чёрный слон · f7 чёрная пешка · g7 чёрная пешка · b6 чёрный конь · d5 чёрная пешка · e5 чёрный слон · c4 чёрная пешка · d4 белая пешка · f4 чёрный конь · c3 белая пешка · g3 белый слон · a2 белая пешка · b2 белая пешка · c2 белый слон · d2 белый конь · f2 белая пешка · h2 белая пешка · e1 белая ладья · g1 белый король | e8 чёрная ладья · f8 чёрный король · a7 чёрная пешка · b7 чёрная пешка · d7 чёрный слон · f7 чёрная пешка · g7 чёрная пешка · b6 чёрный конь · d5 чёрная пешка · e5 чёрный слон · c4 чёрная пешка · d4 белая пешка · f4 чёрный конь · c3 белая пешка · g3 белый слон · a2 белая пешка · b2 белая пешка · c2 белый слон · d2 белый конь · f2 белая пешка · h2 белая пешка · e1 белая ладья · g1 белый король | e8 чёрная ладья · f8 чёрный король · a7 чёрная пешка · b7 чёрная пешка · d7 чёрный слон · f7 чёрная пешка · g7 чёрная пешка · b6 чёрный конь · d5 чёрная пешка · e5 чёрный слон · c4 чёрная пешка · d4 белая пешка · f4 чёрный конь · c3 белая пешка · g3 белый слон · a2 белая пешка · b2 белая пешка · c2 белый слон · d2 белый конь · f2 белая пешка · h2 белая пешка · e1 белая ладья · g1 белый король | e8 чёрная ладья · f8 чёрный король · a7 чёрная пешка · b7 чёрная пешка · d7 чёрный слон · f7 чёрная пешка · g7 чёрная пешка · b6 чёрный конь · d5 чёрная пешка · e5 чёрный слон · c4 чёрная пешка · d4 белая пешка · f4 чёрный конь · c3 белая пешка · g3 белый слон · a2 белая пешка · b2 белая пешка · c2 белый слон · d2 белый конь · f2 белая пешка · h2 белая пешка · e1 белая ладья · g1 белый король | e8 чёрная ладья · f8 чёрный король · a7 чёрная пешка · b7 чёрная пешка · d7 чёрный слон · f7 чёрная пешка · g7 чёрная пешка · b6 чёрный конь · d5 чёрная пешка · e5 чёрный слон · c4 чёрная пешка · d4 белая пешка · f4 чёрный конь · c3 белая пешка · g3 белый слон · a2 белая пешка · b2 белая пешка · c2 белый слон · d2 белый конь · f2 белая пешка · h2 белая пешка · e1 белая ладья · g1 белый король | e8 чёрная ладья · f8 чёрный король · a7 чёрная пешка · b7 чёрная пешка · d7 чёрный слон · f7 чёрная пешка · g7 чёрная пешка · b6 чёрный конь · d5 чёрная пешка · e5 чёрный слон · c4 чёрная пешка · d4 белая пешка · f4 чёрный конь · c3 белая пешка · g3 белый слон · a2 белая пешка · b2 белая пешка · c2 белый слон · d2 белый конь · f2 белая пешка · h2 белая пешка · e1 белая ладья · g1 белый король | e8 чёрная ладья · f8 чёрный король · a7 чёрная пешка · b7 чёрная пешка · d7 чёрный слон · f7 чёрная пешка · g7 чёрная пешка · b6 чёрный конь · d5 чёрная пешка · e5 чёрный слон · c4 чёрная пешка · d4 белая пешка · f4 чёрный конь · c3 белая пешка · g3 белый слон · a2 белая пешка · b2 белая пешка · c2 белый слон · d2 белый конь · f2 белая пешка · h2 белая пешка · e1 белая ладья · g1 белый король | e8 чёрная ладья · f8 чёрный король · a7 чёрная пешка · b7 чёрная пешка · d7 чёрный слон · f7 чёрная пешка · g7 чёрная пешка · b6 чёрный конь · d5 чёрная пешка · e5 чёрный слон · c4 чёрная пешка · d4 белая пешка · f4 чёрный конь · c3 белая пешка · g3 белый слон · a2 белая пешка · b2 белая пешка · c2 белый слон · d2 белый конь · f2 белая пешка · h2 белая пешка · e1 белая ладья · g1 белый король | 1 |
|   | a | b | c | d | e | f | g | h |   |

Соперники разыграли разменный вариант французской защиты. Гукеш применил новинку, но не заметил сильный манёвр коня соперника. Получился эндшпиль с парой ладей и разноцветными слонами, серьёзные шансы на победу были у Дин Лижэня, но партия завершилась вничью.
Гукеш пошёл на разменный вариант французской защиты, уже на 8—9-м ходах были разменяны ферзи, и получилась равная позиция. Над 17-м ходом Гукеш продумал 10 минут и сыграл 17.g4, хотя мог сделать более сильный и осторожный ход 17.♘f1. Критический момент возник на 23-м ходу. После 22…♝xe5 единственным сохраняющим равенство ходом был ♖xe5, однако Гукеш ошибся, сыграв 23.dxe5. Это позволило Дин Лижэню сыграть 23…♞d3 и захватить инициативу.

Белые вынуждены были пойти на вариант 24.♗xd3 cxd3 25.f3 ♞c4 ♘xc4 dxc4, и у чёрных появилась сильная проходная пешка. Однако после 27.♖e4 чемпион мира не нашёл правильный ход 27…♝e6, защищающий пешку и дающий возможность сыграть ♜с8, а затем вывести короля в центр через поле h7. Дин Лижэнь сыграл 27…♝c6, но белые не обязаны бить пешку c4 из-за ♜d8. Последовало 28.♖d4 Bxf3 29.♔f2, что дало белым ключевой темп. Дин Лижэнь ещё мог удержать инициативу путём 29…♝h5, но сыграл 29…♝c6, после чего получилась равная позиция, на 40-м ходу было зафиксировано трёхкратное повторение ходов.
[Event "FIDE World Championship Match 2024"]
[Site "Singapore SGP"]
[Date "2024.11.30"]
[Round "5"]
[White "Gukesh D"]
[Black "Ding, Liren"]
[Result "1/2-1/2"]
[WhiteElo "2783"]
[WhiteTitle "GM"]
[WhiteFideId "46616543"]
[BlackElo "2728"]
[BlackTitle "GM"]
[BlackFideId "8603677"]
[TimeControl "40/7200:1800+30"]
[Variant "Standard"]
[ECO "C01"]
[Opening "French Defense: Exchange Variation"]
[Annotator "https://lichess.org/broadcast/-/-/57VhOk8z"]
[StudyName "Game 5"]
[ChapterName "Gukesh D - Ding, Liren"]
1. e4 e6 2. d4 d5 3. exd5 exd5 4. Nf3 Nf6 5. Bd3 c5 6. c3 c4 7. Bc2 Bd6 8. Qe2+ Qe7 9. Qxe7+ Kxe7 10. O-O Re8 11. Re1+ Kf8 12. Rxe8+ Kxe8 13. Bg5 Nbd7 14. Nbd2 h6 15. Bh4 Nh5 16. Re1+ Kf8 17. g4 Nf4 18. Bg3 Nb6 19. g5 hxg5 20. Nxg5 Bd7 21. Ngf3 Re8 22. Ne5 Bxe5 23. dxe5 Nd3 24. Bxd3 cxd3 25. f3 Nc4 26. Nxc4 dxc4 27. Re4 Bc6 28. Rd4 Bxf3 29. Kf2 Bc6 30. Rxc4 Rd8 31. Rd4 Rxd4 32. cxd4 Bd5 33. b3 Ke7 34. Ke3 Ke6 35. Kxd3 g6 36. Kc3 a6 37. Kd3 Kf5 38. Ke3 Ke6 39. Kd3 Kf5 40. Ke3 Ke6

### 6-я партия
|   | a | b | c | d | e | f | g | h |   |
| - | --- | --- | --- | --- | --- | --- | --- | --- | - |
| 8 | b8 чёрная ладья · f8 чёрная ладья · g8 чёрный король · a7 чёрная пешка · f7 чёрная пешка · g7 чёрная пешка · h7 чёрная пешка · d5 белый ферзь · g5 чёрный ферзь · e4 чёрная пешка · c3 белая пешка · e3 белая пешка · a2 белая пешка · b2 белая пешка · d2 белая ладья · h2 белая пешка · c1 белый король · e1 белая ладья | b8 чёрная ладья · f8 чёрная ладья · g8 чёрный король · a7 чёрная пешка · f7 чёрная пешка · g7 чёрная пешка · h7 чёрная пешка · d5 белый ферзь · g5 чёрный ферзь · e4 чёрная пешка · c3 белая пешка · e3 белая пешка · a2 белая пешка · b2 белая пешка · d2 белая ладья · h2 белая пешка · c1 белый король · e1 белая ладья | b8 чёрная ладья · f8 чёрная ладья · g8 чёрный король · a7 чёрная пешка · f7 чёрная пешка · g7 чёрная пешка · h7 чёрная пешка · d5 белый ферзь · g5 чёрный ферзь · e4 чёрная пешка · c3 белая пешка · e3 белая пешка · a2 белая пешка · b2 белая пешка · d2 белая ладья · h2 белая пешка · c1 белый король · e1 белая ладья | b8 чёрная ладья · f8 чёрная ладья · g8 чёрный король · a7 чёрная пешка · f7 чёрная пешка · g7 чёрная пешка · h7 чёрная пешка · d5 белый ферзь · g5 чёрный ферзь · e4 чёрная пешка · c3 белая пешка · e3 белая пешка · a2 белая пешка · b2 белая пешка · d2 белая ладья · h2 белая пешка · c1 белый король · e1 белая ладья | b8 чёрная ладья · f8 чёрная ладья · g8 чёрный король · a7 чёрная пешка · f7 чёрная пешка · g7 чёрная пешка · h7 чёрная пешка · d5 белый ферзь · g5 чёрный ферзь · e4 чёрная пешка · c3 белая пешка · e3 белая пешка · a2 белая пешка · b2 белая пешка · d2 белая ладья · h2 белая пешка · c1 белый король · e1 белая ладья | b8 чёрная ладья · f8 чёрная ладья · g8 чёрный король · a7 чёрная пешка · f7 чёрная пешка · g7 чёрная пешка · h7 чёрная пешка · d5 белый ферзь · g5 чёрный ферзь · e4 чёрная пешка · c3 белая пешка · e3 белая пешка · a2 белая пешка · b2 белая пешка · d2 белая ладья · h2 белая пешка · c1 белый король · e1 белая ладья | b8 чёрная ладья · f8 чёрная ладья · g8 чёрный король · a7 чёрная пешка · f7 чёрная пешка · g7 чёрная пешка · h7 чёрная пешка · d5 белый ферзь · g5 чёрный ферзь · e4 чёрная пешка · c3 белая пешка · e3 белая пешка · a2 белая пешка · b2 белая пешка · d2 белая ладья · h2 белая пешка · c1 белый король · e1 белая ладья | b8 чёрная ладья · f8 чёрная ладья · g8 чёрный король · a7 чёрная пешка · f7 чёрная пешка · g7 чёрная пешка · h7 чёрная пешка · d5 белый ферзь · g5 чёрный ферзь · e4 чёрная пешка · c3 белая пешка · e3 белая пешка · a2 белая пешка · b2 белая пешка · d2 белая ладья · h2 белая пешка · c1 белый король · e1 белая ладья | 8 |
| 7 | b8 чёрная ладья · f8 чёрная ладья · g8 чёрный король · a7 чёрная пешка · f7 чёрная пешка · g7 чёрная пешка · h7 чёрная пешка · d5 белый ферзь · g5 чёрный ферзь · e4 чёрная пешка · c3 белая пешка · e3 белая пешка · a2 белая пешка · b2 белая пешка · d2 белая ладья · h2 белая пешка · c1 белый король · e1 белая ладья | b8 чёрная ладья · f8 чёрная ладья · g8 чёрный король · a7 чёрная пешка · f7 чёрная пешка · g7 чёрная пешка · h7 чёрная пешка · d5 белый ферзь · g5 чёрный ферзь · e4 чёрная пешка · c3 белая пешка · e3 белая пешка · a2 белая пешка · b2 белая пешка · d2 белая ладья · h2 белая пешка · c1 белый король · e1 белая ладья | b8 чёрная ладья · f8 чёрная ладья · g8 чёрный король · a7 чёрная пешка · f7 чёрная пешка · g7 чёрная пешка · h7 чёрная пешка · d5 белый ферзь · g5 чёрный ферзь · e4 чёрная пешка · c3 белая пешка · e3 белая пешка · a2 белая пешка · b2 белая пешка · d2 белая ладья · h2 белая пешка · c1 белый король · e1 белая ладья | b8 чёрная ладья · f8 чёрная ладья · g8 чёрный король · a7 чёрная пешка · f7 чёрная пешка · g7 чёрная пешка · h7 чёрная пешка · d5 белый ферзь · g5 чёрный ферзь · e4 чёрная пешка · c3 белая пешка · e3 белая пешка · a2 белая пешка · b2 белая пешка · d2 белая ладья · h2 белая пешка · c1 белый король · e1 белая ладья | b8 чёрная ладья · f8 чёрная ладья · g8 чёрный король · a7 чёрная пешка · f7 чёрная пешка · g7 чёрная пешка · h7 чёрная пешка · d5 белый ферзь · g5 чёрный ферзь · e4 чёрная пешка · c3 белая пешка · e3 белая пешка · a2 белая пешка · b2 белая пешка · d2 белая ладья · h2 белая пешка · c1 белый король · e1 белая ладья | b8 чёрная ладья · f8 чёрная ладья · g8 чёрный король · a7 чёрная пешка · f7 чёрная пешка · g7 чёрная пешка · h7 чёрная пешка · d5 белый ферзь · g5 чёрный ферзь · e4 чёрная пешка · c3 белая пешка · e3 белая пешка · a2 белая пешка · b2 белая пешка · d2 белая ладья · h2 белая пешка · c1 белый король · e1 белая ладья | b8 чёрная ладья · f8 чёрная ладья · g8 чёрный король · a7 чёрная пешка · f7 чёрная пешка · g7 чёрная пешка · h7 чёрная пешка · d5 белый ферзь · g5 чёрный ферзь · e4 чёрная пешка · c3 белая пешка · e3 белая пешка · a2 белая пешка · b2 белая пешка · d2 белая ладья · h2 белая пешка · c1 белый король · e1 белая ладья | b8 чёрная ладья · f8 чёрная ладья · g8 чёрный король · a7 чёрная пешка · f7 чёрная пешка · g7 чёрная пешка · h7 чёрная пешка · d5 белый ферзь · g5 чёрный ферзь · e4 чёрная пешка · c3 белая пешка · e3 белая пешка · a2 белая пешка · b2 белая пешка · d2 белая ладья · h2 белая пешка · c1 белый король · e1 белая ладья | 7 |
| 6 | b8 чёрная ладья · f8 чёрная ладья · g8 чёрный король · a7 чёрная пешка · f7 чёрная пешка · g7 чёрная пешка · h7 чёрная пешка · d5 белый ферзь · g5 чёрный ферзь · e4 чёрная пешка · c3 белая пешка · e3 белая пешка · a2 белая пешка · b2 белая пешка · d2 белая ладья · h2 белая пешка · c1 белый король · e1 белая ладья | b8 чёрная ладья · f8 чёрная ладья · g8 чёрный король · a7 чёрная пешка · f7 чёрная пешка · g7 чёрная пешка · h7 чёрная пешка · d5 белый ферзь · g5 чёрный ферзь · e4 чёрная пешка · c3 белая пешка · e3 белая пешка · a2 белая пешка · b2 белая пешка · d2 белая ладья · h2 белая пешка · c1 белый король · e1 белая ладья | b8 чёрная ладья · f8 чёрная ладья · g8 чёрный король · a7 чёрная пешка · f7 чёрная пешка · g7 чёрная пешка · h7 чёрная пешка · d5 белый ферзь · g5 чёрный ферзь · e4 чёрная пешка · c3 белая пешка · e3 белая пешка · a2 белая пешка · b2 белая пешка · d2 белая ладья · h2 белая пешка · c1 белый король · e1 белая ладья | b8 чёрная ладья · f8 чёрная ладья · g8 чёрный король · a7 чёрная пешка · f7 чёрная пешка · g7 чёрная пешка · h7 чёрная пешка · d5 белый ферзь · g5 чёрный ферзь · e4 чёрная пешка · c3 белая пешка · e3 белая пешка · a2 белая пешка · b2 белая пешка · d2 белая ладья · h2 белая пешка · c1 белый король · e1 белая ладья | b8 чёрная ладья · f8 чёрная ладья · g8 чёрный король · a7 чёрная пешка · f7 чёрная пешка · g7 чёрная пешка · h7 чёрная пешка · d5 белый ферзь · g5 чёрный ферзь · e4 чёрная пешка · c3 белая пешка · e3 белая пешка · a2 белая пешка · b2 белая пешка · d2 белая ладья · h2 белая пешка · c1 белый король · e1 белая ладья | b8 чёрная ладья · f8 чёрная ладья · g8 чёрный король · a7 чёрная пешка · f7 чёрная пешка · g7 чёрная пешка · h7 чёрная пешка · d5 белый ферзь · g5 чёрный ферзь · e4 чёрная пешка · c3 белая пешка · e3 белая пешка · a2 белая пешка · b2 белая пешка · d2 белая ладья · h2 белая пешка · c1 белый король · e1 белая ладья | b8 чёрная ладья · f8 чёрная ладья · g8 чёрный король · a7 чёрная пешка · f7 чёрная пешка · g7 чёрная пешка · h7 чёрная пешка · d5 белый ферзь · g5 чёрный ферзь · e4 чёрная пешка · c3 белая пешка · e3 белая пешка · a2 белая пешка · b2 белая пешка · d2 белая ладья · h2 белая пешка · c1 белый король · e1 белая ладья | b8 чёрная ладья · f8 чёрная ладья · g8 чёрный король · a7 чёрная пешка · f7 чёрная пешка · g7 чёрная пешка · h7 чёрная пешка · d5 белый ферзь · g5 чёрный ферзь · e4 чёрная пешка · c3 белая пешка · e3 белая пешка · a2 белая пешка · b2 белая пешка · d2 белая ладья · h2 белая пешка · c1 белый король · e1 белая ладья | 6 |
| 5 | b8 чёрная ладья · f8 чёрная ладья · g8 чёрный король · a7 чёрная пешка · f7 чёрная пешка · g7 чёрная пешка · h7 чёрная пешка · d5 белый ферзь · g5 чёрный ферзь · e4 чёрная пешка · c3 белая пешка · e3 белая пешка · a2 белая пешка · b2 белая пешка · d2 белая ладья · h2 белая пешка · c1 белый король · e1 белая ладья | b8 чёрная ладья · f8 чёрная ладья · g8 чёрный король · a7 чёрная пешка · f7 чёрная пешка · g7 чёрная пешка · h7 чёрная пешка · d5 белый ферзь · g5 чёрный ферзь · e4 чёрная пешка · c3 белая пешка · e3 белая пешка · a2 белая пешка · b2 белая пешка · d2 белая ладья · h2 белая пешка · c1 белый король · e1 белая ладья | b8 чёрная ладья · f8 чёрная ладья · g8 чёрный король · a7 чёрная пешка · f7 чёрная пешка · g7 чёрная пешка · h7 чёрная пешка · d5 белый ферзь · g5 чёрный ферзь · e4 чёрная пешка · c3 белая пешка · e3 белая пешка · a2 белая пешка · b2 белая пешка · d2 белая ладья · h2 белая пешка · c1 белый король · e1 белая ладья | b8 чёрная ладья · f8 чёрная ладья · g8 чёрный король · a7 чёрная пешка · f7 чёрная пешка · g7 чёрная пешка · h7 чёрная пешка · d5 белый ферзь · g5 чёрный ферзь · e4 чёрная пешка · c3 белая пешка · e3 белая пешка · a2 белая пешка · b2 белая пешка · d2 белая ладья · h2 белая пешка · c1 белый король · e1 белая ладья | b8 чёрная ладья · f8 чёрная ладья · g8 чёрный король · a7 чёрная пешка · f7 чёрная пешка · g7 чёрная пешка · h7 чёрная пешка · d5 белый ферзь · g5 чёрный ферзь · e4 чёрная пешка · c3 белая пешка · e3 белая пешка · a2 белая пешка · b2 белая пешка · d2 белая ладья · h2 белая пешка · c1 белый король · e1 белая ладья | b8 чёрная ладья · f8 чёрная ладья · g8 чёрный король · a7 чёрная пешка · f7 чёрная пешка · g7 чёрная пешка · h7 чёрная пешка · d5 белый ферзь · g5 чёрный ферзь · e4 чёрная пешка · c3 белая пешка · e3 белая пешка · a2 белая пешка · b2 белая пешка · d2 белая ладья · h2 белая пешка · c1 белый король · e1 белая ладья | b8 чёрная ладья · f8 чёрная ладья · g8 чёрный король · a7 чёрная пешка · f7 чёрная пешка · g7 чёрная пешка · h7 чёрная пешка · d5 белый ферзь · g5 чёрный ферзь · e4 чёрная пешка · c3 белая пешка · e3 белая пешка · a2 белая пешка · b2 белая пешка · d2 белая ладья · h2 белая пешка · c1 белый король · e1 белая ладья | b8 чёрная ладья · f8 чёрная ладья · g8 чёрный король · a7 чёрная пешка · f7 чёрная пешка · g7 чёрная пешка · h7 чёрная пешка · d5 белый ферзь · g5 чёрный ферзь · e4 чёрная пешка · c3 белая пешка · e3 белая пешка · a2 белая пешка · b2 белая пешка · d2 белая ладья · h2 белая пешка · c1 белый король · e1 белая ладья | 5 |
| 4 | b8 чёрная ладья · f8 чёрная ладья · g8 чёрный король · a7 чёрная пешка · f7 чёрная пешка · g7 чёрная пешка · h7 чёрная пешка · d5 белый ферзь · g5 чёрный ферзь · e4 чёрная пешка · c3 белая пешка · e3 белая пешка · a2 белая пешка · b2 белая пешка · d2 белая ладья · h2 белая пешка · c1 белый король · e1 белая ладья | b8 чёрная ладья · f8 чёрная ладья · g8 чёрный король · a7 чёрная пешка · f7 чёрная пешка · g7 чёрная пешка · h7 чёрная пешка · d5 белый ферзь · g5 чёрный ферзь · e4 чёрная пешка · c3 белая пешка · e3 белая пешка · a2 белая пешка · b2 белая пешка · d2 белая ладья · h2 белая пешка · c1 белый король · e1 белая ладья | b8 чёрная ладья · f8 чёрная ладья · g8 чёрный король · a7 чёрная пешка · f7 чёрная пешка · g7 чёрная пешка · h7 чёрная пешка · d5 белый ферзь · g5 чёрный ферзь · e4 чёрная пешка · c3 белая пешка · e3 белая пешка · a2 белая пешка · b2 белая пешка · d2 белая ладья · h2 белая пешка · c1 белый король · e1 белая ладья | b8 чёрная ладья · f8 чёрная ладья · g8 чёрный король · a7 чёрная пешка · f7 чёрная пешка · g7 чёрная пешка · h7 чёрная пешка · d5 белый ферзь · g5 чёрный ферзь · e4 чёрная пешка · c3 белая пешка · e3 белая пешка · a2 белая пешка · b2 белая пешка · d2 белая ладья · h2 белая пешка · c1 белый король · e1 белая ладья | b8 чёрная ладья · f8 чёрная ладья · g8 чёрный король · a7 чёрная пешка · f7 чёрная пешка · g7 чёрная пешка · h7 чёрная пешка · d5 белый ферзь · g5 чёрный ферзь · e4 чёрная пешка · c3 белая пешка · e3 белая пешка · a2 белая пешка · b2 белая пешка · d2 белая ладья · h2 белая пешка · c1 белый король · e1 белая ладья | b8 чёрная ладья · f8 чёрная ладья · g8 чёрный король · a7 чёрная пешка · f7 чёрная пешка · g7 чёрная пешка · h7 чёрная пешка · d5 белый ферзь · g5 чёрный ферзь · e4 чёрная пешка · c3 белая пешка · e3 белая пешка · a2 белая пешка · b2 белая пешка · d2 белая ладья · h2 белая пешка · c1 белый король · e1 белая ладья | b8 чёрная ладья · f8 чёрная ладья · g8 чёрный король · a7 чёрная пешка · f7 чёрная пешка · g7 чёрная пешка · h7 чёрная пешка · d5 белый ферзь · g5 чёрный ферзь · e4 чёрная пешка · c3 белая пешка · e3 белая пешка · a2 белая пешка · b2 белая пешка · d2 белая ладья · h2 белая пешка · c1 белый король · e1 белая ладья | b8 чёрная ладья · f8 чёрная ладья · g8 чёрный король · a7 чёрная пешка · f7 чёрная пешка · g7 чёрная пешка · h7 чёрная пешка · d5 белый ферзь · g5 чёрный ферзь · e4 чёрная пешка · c3 белая пешка · e3 белая пешка · a2 белая пешка · b2 белая пешка · d2 белая ладья · h2 белая пешка · c1 белый король · e1 белая ладья | 4 |
| 3 | b8 чёрная ладья · f8 чёрная ладья · g8 чёрный король · a7 чёрная пешка · f7 чёрная пешка · g7 чёрная пешка · h7 чёрная пешка · d5 белый ферзь · g5 чёрный ферзь · e4 чёрная пешка · c3 белая пешка · e3 белая пешка · a2 белая пешка · b2 белая пешка · d2 белая ладья · h2 белая пешка · c1 белый король · e1 белая ладья | b8 чёрная ладья · f8 чёрная ладья · g8 чёрный король · a7 чёрная пешка · f7 чёрная пешка · g7 чёрная пешка · h7 чёрная пешка · d5 белый ферзь · g5 чёрный ферзь · e4 чёрная пешка · c3 белая пешка · e3 белая пешка · a2 белая пешка · b2 белая пешка · d2 белая ладья · h2 белая пешка · c1 белый король · e1 белая ладья | b8 чёрная ладья · f8 чёрная ладья · g8 чёрный король · a7 чёрная пешка · f7 чёрная пешка · g7 чёрная пешка · h7 чёрная пешка · d5 белый ферзь · g5 чёрный ферзь · e4 чёрная пешка · c3 белая пешка · e3 белая пешка · a2 белая пешка · b2 белая пешка · d2 белая ладья · h2 белая пешка · c1 белый король · e1 белая ладья | b8 чёрная ладья · f8 чёрная ладья · g8 чёрный король · a7 чёрная пешка · f7 чёрная пешка · g7 чёрная пешка · h7 чёрная пешка · d5 белый ферзь · g5 чёрный ферзь · e4 чёрная пешка · c3 белая пешка · e3 белая пешка · a2 белая пешка · b2 белая пешка · d2 белая ладья · h2 белая пешка · c1 белый король · e1 белая ладья | b8 чёрная ладья · f8 чёрная ладья · g8 чёрный король · a7 чёрная пешка · f7 чёрная пешка · g7 чёрная пешка · h7 чёрная пешка · d5 белый ферзь · g5 чёрный ферзь · e4 чёрная пешка · c3 белая пешка · e3 белая пешка · a2 белая пешка · b2 белая пешка · d2 белая ладья · h2 белая пешка · c1 белый король · e1 белая ладья | b8 чёрная ладья · f8 чёрная ладья · g8 чёрный король · a7 чёрная пешка · f7 чёрная пешка · g7 чёрная пешка · h7 чёрная пешка · d5 белый ферзь · g5 чёрный ферзь · e4 чёрная пешка · c3 белая пешка · e3 белая пешка · a2 белая пешка · b2 белая пешка · d2 белая ладья · h2 белая пешка · c1 белый король · e1 белая ладья | b8 чёрная ладья · f8 чёрная ладья · g8 чёрный король · a7 чёрная пешка · f7 чёрная пешка · g7 чёрная пешка · h7 чёрная пешка · d5 белый ферзь · g5 чёрный ферзь · e4 чёрная пешка · c3 белая пешка · e3 белая пешка · a2 белая пешка · b2 белая пешка · d2 белая ладья · h2 белая пешка · c1 белый король · e1 белая ладья | b8 чёрная ладья · f8 чёрная ладья · g8 чёрный король · a7 чёрная пешка · f7 чёрная пешка · g7 чёрная пешка · h7 чёрная пешка · d5 белый ферзь · g5 чёрный ферзь · e4 чёрная пешка · c3 белая пешка · e3 белая пешка · a2 белая пешка · b2 белая пешка · d2 белая ладья · h2 белая пешка · c1 белый король · e1 белая ладья | 3 |
| 2 | b8 чёрная ладья · f8 чёрная ладья · g8 чёрный король · a7 чёрная пешка · f7 чёрная пешка · g7 чёрная пешка · h7 чёрная пешка · d5 белый ферзь · g5 чёрный ферзь · e4 чёрная пешка · c3 белая пешка · e3 белая пешка · a2 белая пешка · b2 белая пешка · d2 белая ладья · h2 белая пешка · c1 белый король · e1 белая ладья | b8 чёрная ладья · f8 чёрная ладья · g8 чёрный король · a7 чёрная пешка · f7 чёрная пешка · g7 чёрная пешка · h7 чёрная пешка · d5 белый ферзь · g5 чёрный ферзь · e4 чёрная пешка · c3 белая пешка · e3 белая пешка · a2 белая пешка · b2 белая пешка · d2 белая ладья · h2 белая пешка · c1 белый король · e1 белая ладья | b8 чёрная ладья · f8 чёрная ладья · g8 чёрный король · a7 чёрная пешка · f7 чёрная пешка · g7 чёрная пешка · h7 чёрная пешка · d5 белый ферзь · g5 чёрный ферзь · e4 чёрная пешка · c3 белая пешка · e3 белая пешка · a2 белая пешка · b2 белая пешка · d2 белая ладья · h2 белая пешка · c1 белый король · e1 белая ладья | b8 чёрная ладья · f8 чёрная ладья · g8 чёрный король · a7 чёрная пешка · f7 чёрная пешка · g7 чёрная пешка · h7 чёрная пешка · d5 белый ферзь · g5 чёрный ферзь · e4 чёрная пешка · c3 белая пешка · e3 белая пешка · a2 белая пешка · b2 белая пешка · d2 белая ладья · h2 белая пешка · c1 белый король · e1 белая ладья | b8 чёрная ладья · f8 чёрная ладья · g8 чёрный король · a7 чёрная пешка · f7 чёрная пешка · g7 чёрная пешка · h7 чёрная пешка · d5 белый ферзь · g5 чёрный ферзь · e4 чёрная пешка · c3 белая пешка · e3 белая пешка · a2 белая пешка · b2 белая пешка · d2 белая ладья · h2 белая пешка · c1 белый король · e1 белая ладья | b8 чёрная ладья · f8 чёрная ладья · g8 чёрный король · a7 чёрная пешка · f7 чёрная пешка · g7 чёрная пешка · h7 чёрная пешка · d5 белый ферзь · g5 чёрный ферзь · e4 чёрная пешка · c3 белая пешка · e3 белая пешка · a2 белая пешка · b2 белая пешка · d2 белая ладья · h2 белая пешка · c1 белый король · e1 белая ладья | b8 чёрная ладья · f8 чёрная ладья · g8 чёрный король · a7 чёрная пешка · f7 чёрная пешка · g7 чёрная пешка · h7 чёрная пешка · d5 белый ферзь · g5 чёрный ферзь · e4 чёрная пешка · c3 белая пешка · e3 белая пешка · a2 белая пешка · b2 белая пешка · d2 белая ладья · h2 белая пешка · c1 белый король · e1 белая ладья | b8 чёрная ладья · f8 чёрная ладья · g8 чёрный король · a7 чёрная пешка · f7 чёрная пешка · g7 чёрная пешка · h7 чёрная пешка · d5 белый ферзь · g5 чёрный ферзь · e4 чёрная пешка · c3 белая пешка · e3 белая пешка · a2 белая пешка · b2 белая пешка · d2 белая ладья · h2 белая пешка · c1 белый король · e1 белая ладья | 2 |
| 1 | b8 чёрная ладья · f8 чёрная ладья · g8 чёрный король · a7 чёрная пешка · f7 чёрная пешка · g7 чёрная пешка · h7 чёрная пешка · d5 белый ферзь · g5 чёрный ферзь · e4 чёрная пешка · c3 белая пешка · e3 белая пешка · a2 белая пешка · b2 белая пешка · d2 белая ладья · h2 белая пешка · c1 белый король · e1 белая ладья | b8 чёрная ладья · f8 чёрная ладья · g8 чёрный король · a7 чёрная пешка · f7 чёрная пешка · g7 чёрная пешка · h7 чёрная пешка · d5 белый ферзь · g5 чёрный ферзь · e4 чёрная пешка · c3 белая пешка · e3 белая пешка · a2 белая пешка · b2 белая пешка · d2 белая ладья · h2 белая пешка · c1 белый король · e1 белая ладья | b8 чёрная ладья · f8 чёрная ладья · g8 чёрный король · a7 чёрная пешка · f7 чёрная пешка · g7 чёрная пешка · h7 чёрная пешка · d5 белый ферзь · g5 чёрный ферзь · e4 чёрная пешка · c3 белая пешка · e3 белая пешка · a2 белая пешка · b2 белая пешка · d2 белая ладья · h2 белая пешка · c1 белый король · e1 белая ладья | b8 чёрная ладья · f8 чёрная ладья · g8 чёрный король · a7 чёрная пешка · f7 чёрная пешка · g7 чёрная пешка · h7 чёрная пешка · d5 белый ферзь · g5 чёрный ферзь · e4 чёрная пешка · c3 белая пешка · e3 белая пешка · a2 белая пешка · b2 белая пешка · d2 белая ладья · h2 белая пешка · c1 белый король · e1 белая ладья | b8 чёрная ладья · f8 чёрная ладья · g8 чёрный король · a7 чёрная пешка · f7 чёрная пешка · g7 чёрная пешка · h7 чёрная пешка · d5 белый ферзь · g5 чёрный ферзь · e4 чёрная пешка · c3 белая пешка · e3 белая пешка · a2 белая пешка · b2 белая пешка · d2 белая ладья · h2 белая пешка · c1 белый король · e1 белая ладья | b8 чёрная ладья · f8 чёрная ладья · g8 чёрный король · a7 чёрная пешка · f7 чёрная пешка · g7 чёрная пешка · h7 чёрная пешка · d5 белый ферзь · g5 чёрный ферзь · e4 чёрная пешка · c3 белая пешка · e3 белая пешка · a2 белая пешка · b2 белая пешка · d2 белая ладья · h2 белая пешка · c1 белый король · e1 белая ладья | b8 чёрная ладья · f8 чёрная ладья · g8 чёрный король · a7 чёрная пешка · f7 чёрная пешка · g7 чёрная пешка · h7 чёрная пешка · d5 белый ферзь · g5 чёрный ферзь · e4 чёрная пешка · c3 белая пешка · e3 белая пешка · a2 белая пешка · b2 белая пешка · d2 белая ладья · h2 белая пешка · c1 белый король · e1 белая ладья | b8 чёрная ладья · f8 чёрная ладья · g8 чёрный король · a7 чёрная пешка · f7 чёрная пешка · g7 чёрная пешка · h7 чёрная пешка · d5 белый ферзь · g5 чёрный ферзь · e4 чёрная пешка · c3 белая пешка · e3 белая пешка · a2 белая пешка · b2 белая пешка · d2 белая ладья · h2 белая пешка · c1 белый король · e1 белая ладья | 1 |
|   | a | b | c | d | e | f | g | h |   |

|   | a | b | c | d | e | f | g | h |   |
| - | --- | --- | --- | --- | --- | --- | --- | --- | - |
| 8 | e8 чёрная ладья · f8 чёрная ладья · g8 чёрный король · a7 чёрная пешка · f7 чёрная пешка · h7 чёрная пешка · g6 чёрная пешка · d4 белая ладья · e4 чёрная пешка · f4 белый ферзь · a3 белая пешка · c3 белая пешка · e3 белая пешка · f3 чёрный ферзь · b2 белая пешка · d2 белая ладья · h2 белая пешка · c1 белый король | e8 чёрная ладья · f8 чёрная ладья · g8 чёрный король · a7 чёрная пешка · f7 чёрная пешка · h7 чёрная пешка · g6 чёрная пешка · d4 белая ладья · e4 чёрная пешка · f4 белый ферзь · a3 белая пешка · c3 белая пешка · e3 белая пешка · f3 чёрный ферзь · b2 белая пешка · d2 белая ладья · h2 белая пешка · c1 белый король | e8 чёрная ладья · f8 чёрная ладья · g8 чёрный король · a7 чёрная пешка · f7 чёрная пешка · h7 чёрная пешка · g6 чёрная пешка · d4 белая ладья · e4 чёрная пешка · f4 белый ферзь · a3 белая пешка · c3 белая пешка · e3 белая пешка · f3 чёрный ферзь · b2 белая пешка · d2 белая ладья · h2 белая пешка · c1 белый король | e8 чёрная ладья · f8 чёрная ладья · g8 чёрный король · a7 чёрная пешка · f7 чёрная пешка · h7 чёрная пешка · g6 чёрная пешка · d4 белая ладья · e4 чёрная пешка · f4 белый ферзь · a3 белая пешка · c3 белая пешка · e3 белая пешка · f3 чёрный ферзь · b2 белая пешка · d2 белая ладья · h2 белая пешка · c1 белый король | e8 чёрная ладья · f8 чёрная ладья · g8 чёрный король · a7 чёрная пешка · f7 чёрная пешка · h7 чёрная пешка · g6 чёрная пешка · d4 белая ладья · e4 чёрная пешка · f4 белый ферзь · a3 белая пешка · c3 белая пешка · e3 белая пешка · f3 чёрный ферзь · b2 белая пешка · d2 белая ладья · h2 белая пешка · c1 белый король | e8 чёрная ладья · f8 чёрная ладья · g8 чёрный король · a7 чёрная пешка · f7 чёрная пешка · h7 чёрная пешка · g6 чёрная пешка · d4 белая ладья · e4 чёрная пешка · f4 белый ферзь · a3 белая пешка · c3 белая пешка · e3 белая пешка · f3 чёрный ферзь · b2 белая пешка · d2 белая ладья · h2 белая пешка · c1 белый король | e8 чёрная ладья · f8 чёрная ладья · g8 чёрный король · a7 чёрная пешка · f7 чёрная пешка · h7 чёрная пешка · g6 чёрная пешка · d4 белая ладья · e4 чёрная пешка · f4 белый ферзь · a3 белая пешка · c3 белая пешка · e3 белая пешка · f3 чёрный ферзь · b2 белая пешка · d2 белая ладья · h2 белая пешка · c1 белый король | e8 чёрная ладья · f8 чёрная ладья · g8 чёрный король · a7 чёрная пешка · f7 чёрная пешка · h7 чёрная пешка · g6 чёрная пешка · d4 белая ладья · e4 чёрная пешка · f4 белый ферзь · a3 белая пешка · c3 белая пешка · e3 белая пешка · f3 чёрный ферзь · b2 белая пешка · d2 белая ладья · h2 белая пешка · c1 белый король | 8 |
| 7 | e8 чёрная ладья · f8 чёрная ладья · g8 чёрный король · a7 чёрная пешка · f7 чёрная пешка · h7 чёрная пешка · g6 чёрная пешка · d4 белая ладья · e4 чёрная пешка · f4 белый ферзь · a3 белая пешка · c3 белая пешка · e3 белая пешка · f3 чёрный ферзь · b2 белая пешка · d2 белая ладья · h2 белая пешка · c1 белый король | e8 чёрная ладья · f8 чёрная ладья · g8 чёрный король · a7 чёрная пешка · f7 чёрная пешка · h7 чёрная пешка · g6 чёрная пешка · d4 белая ладья · e4 чёрная пешка · f4 белый ферзь · a3 белая пешка · c3 белая пешка · e3 белая пешка · f3 чёрный ферзь · b2 белая пешка · d2 белая ладья · h2 белая пешка · c1 белый король | e8 чёрная ладья · f8 чёрная ладья · g8 чёрный король · a7 чёрная пешка · f7 чёрная пешка · h7 чёрная пешка · g6 чёрная пешка · d4 белая ладья · e4 чёрная пешка · f4 белый ферзь · a3 белая пешка · c3 белая пешка · e3 белая пешка · f3 чёрный ферзь · b2 белая пешка · d2 белая ладья · h2 белая пешка · c1 белый король | e8 чёрная ладья · f8 чёрная ладья · g8 чёрный король · a7 чёрная пешка · f7 чёрная пешка · h7 чёрная пешка · g6 чёрная пешка · d4 белая ладья · e4 чёрная пешка · f4 белый ферзь · a3 белая пешка · c3 белая пешка · e3 белая пешка · f3 чёрный ферзь · b2 белая пешка · d2 белая ладья · h2 белая пешка · c1 белый король | e8 чёрная ладья · f8 чёрная ладья · g8 чёрный король · a7 чёрная пешка · f7 чёрная пешка · h7 чёрная пешка · g6 чёрная пешка · d4 белая ладья · e4 чёрная пешка · f4 белый ферзь · a3 белая пешка · c3 белая пешка · e3 белая пешка · f3 чёрный ферзь · b2 белая пешка · d2 белая ладья · h2 белая пешка · c1 белый король | e8 чёрная ладья · f8 чёрная ладья · g8 чёрный король · a7 чёрная пешка · f7 чёрная пешка · h7 чёрная пешка · g6 чёрная пешка · d4 белая ладья · e4 чёрная пешка · f4 белый ферзь · a3 белая пешка · c3 белая пешка · e3 белая пешка · f3 чёрный ферзь · b2 белая пешка · d2 белая ладья · h2 белая пешка · c1 белый король | e8 чёрная ладья · f8 чёрная ладья · g8 чёрный король · a7 чёрная пешка · f7 чёрная пешка · h7 чёрная пешка · g6 чёрная пешка · d4 белая ладья · e4 чёрная пешка · f4 белый ферзь · a3 белая пешка · c3 белая пешка · e3 белая пешка · f3 чёрный ферзь · b2 белая пешка · d2 белая ладья · h2 белая пешка · c1 белый король | e8 чёрная ладья · f8 чёрная ладья · g8 чёрный король · a7 чёрная пешка · f7 чёрная пешка · h7 чёрная пешка · g6 чёрная пешка · d4 белая ладья · e4 чёрная пешка · f4 белый ферзь · a3 белая пешка · c3 белая пешка · e3 белая пешка · f3 чёрный ферзь · b2 белая пешка · d2 белая ладья · h2 белая пешка · c1 белый король | 7 |
| 6 | e8 чёрная ладья · f8 чёрная ладья · g8 чёрный король · a7 чёрная пешка · f7 чёрная пешка · h7 чёрная пешка · g6 чёрная пешка · d4 белая ладья · e4 чёрная пешка · f4 белый ферзь · a3 белая пешка · c3 белая пешка · e3 белая пешка · f3 чёрный ферзь · b2 белая пешка · d2 белая ладья · h2 белая пешка · c1 белый король | e8 чёрная ладья · f8 чёрная ладья · g8 чёрный король · a7 чёрная пешка · f7 чёрная пешка · h7 чёрная пешка · g6 чёрная пешка · d4 белая ладья · e4 чёрная пешка · f4 белый ферзь · a3 белая пешка · c3 белая пешка · e3 белая пешка · f3 чёрный ферзь · b2 белая пешка · d2 белая ладья · h2 белая пешка · c1 белый король | e8 чёрная ладья · f8 чёрная ладья · g8 чёрный король · a7 чёрная пешка · f7 чёрная пешка · h7 чёрная пешка · g6 чёрная пешка · d4 белая ладья · e4 чёрная пешка · f4 белый ферзь · a3 белая пешка · c3 белая пешка · e3 белая пешка · f3 чёрный ферзь · b2 белая пешка · d2 белая ладья · h2 белая пешка · c1 белый король | e8 чёрная ладья · f8 чёрная ладья · g8 чёрный король · a7 чёрная пешка · f7 чёрная пешка · h7 чёрная пешка · g6 чёрная пешка · d4 белая ладья · e4 чёрная пешка · f4 белый ферзь · a3 белая пешка · c3 белая пешка · e3 белая пешка · f3 чёрный ферзь · b2 белая пешка · d2 белая ладья · h2 белая пешка · c1 белый король | e8 чёрная ладья · f8 чёрная ладья · g8 чёрный король · a7 чёрная пешка · f7 чёрная пешка · h7 чёрная пешка · g6 чёрная пешка · d4 белая ладья · e4 чёрная пешка · f4 белый ферзь · a3 белая пешка · c3 белая пешка · e3 белая пешка · f3 чёрный ферзь · b2 белая пешка · d2 белая ладья · h2 белая пешка · c1 белый король | e8 чёрная ладья · f8 чёрная ладья · g8 чёрный король · a7 чёрная пешка · f7 чёрная пешка · h7 чёрная пешка · g6 чёрная пешка · d4 белая ладья · e4 чёрная пешка · f4 белый ферзь · a3 белая пешка · c3 белая пешка · e3 белая пешка · f3 чёрный ферзь · b2 белая пешка · d2 белая ладья · h2 белая пешка · c1 белый король | e8 чёрная ладья · f8 чёрная ладья · g8 чёрный король · a7 чёрная пешка · f7 чёрная пешка · h7 чёрная пешка · g6 чёрная пешка · d4 белая ладья · e4 чёрная пешка · f4 белый ферзь · a3 белая пешка · c3 белая пешка · e3 белая пешка · f3 чёрный ферзь · b2 белая пешка · d2 белая ладья · h2 белая пешка · c1 белый король | e8 чёрная ладья · f8 чёрная ладья · g8 чёрный король · a7 чёрная пешка · f7 чёрная пешка · h7 чёрная пешка · g6 чёрная пешка · d4 белая ладья · e4 чёрная пешка · f4 белый ферзь · a3 белая пешка · c3 белая пешка · e3 белая пешка · f3 чёрный ферзь · b2 белая пешка · d2 белая ладья · h2 белая пешка · c1 белый король | 6 |
| 5 | e8 чёрная ладья · f8 чёрная ладья · g8 чёрный король · a7 чёрная пешка · f7 чёрная пешка · h7 чёрная пешка · g6 чёрная пешка · d4 белая ладья · e4 чёрная пешка · f4 белый ферзь · a3 белая пешка · c3 белая пешка · e3 белая пешка · f3 чёрный ферзь · b2 белая пешка · d2 белая ладья · h2 белая пешка · c1 белый король | e8 чёрная ладья · f8 чёрная ладья · g8 чёрный король · a7 чёрная пешка · f7 чёрная пешка · h7 чёрная пешка · g6 чёрная пешка · d4 белая ладья · e4 чёрная пешка · f4 белый ферзь · a3 белая пешка · c3 белая пешка · e3 белая пешка · f3 чёрный ферзь · b2 белая пешка · d2 белая ладья · h2 белая пешка · c1 белый король | e8 чёрная ладья · f8 чёрная ладья · g8 чёрный король · a7 чёрная пешка · f7 чёрная пешка · h7 чёрная пешка · g6 чёрная пешка · d4 белая ладья · e4 чёрная пешка · f4 белый ферзь · a3 белая пешка · c3 белая пешка · e3 белая пешка · f3 чёрный ферзь · b2 белая пешка · d2 белая ладья · h2 белая пешка · c1 белый король | e8 чёрная ладья · f8 чёрная ладья · g8 чёрный король · a7 чёрная пешка · f7 чёрная пешка · h7 чёрная пешка · g6 чёрная пешка · d4 белая ладья · e4 чёрная пешка · f4 белый ферзь · a3 белая пешка · c3 белая пешка · e3 белая пешка · f3 чёрный ферзь · b2 белая пешка · d2 белая ладья · h2 белая пешка · c1 белый король | e8 чёрная ладья · f8 чёрная ладья · g8 чёрный король · a7 чёрная пешка · f7 чёрная пешка · h7 чёрная пешка · g6 чёрная пешка · d4 белая ладья · e4 чёрная пешка · f4 белый ферзь · a3 белая пешка · c3 белая пешка · e3 белая пешка · f3 чёрный ферзь · b2 белая пешка · d2 белая ладья · h2 белая пешка · c1 белый король | e8 чёрная ладья · f8 чёрная ладья · g8 чёрный король · a7 чёрная пешка · f7 чёрная пешка · h7 чёрная пешка · g6 чёрная пешка · d4 белая ладья · e4 чёрная пешка · f4 белый ферзь · a3 белая пешка · c3 белая пешка · e3 белая пешка · f3 чёрный ферзь · b2 белая пешка · d2 белая ладья · h2 белая пешка · c1 белый король | e8 чёрная ладья · f8 чёрная ладья · g8 чёрный король · a7 чёрная пешка · f7 чёрная пешка · h7 чёрная пешка · g6 чёрная пешка · d4 белая ладья · e4 чёрная пешка · f4 белый ферзь · a3 белая пешка · c3 белая пешка · e3 белая пешка · f3 чёрный ферзь · b2 белая пешка · d2 белая ладья · h2 белая пешка · c1 белый король | e8 чёрная ладья · f8 чёрная ладья · g8 чёрный король · a7 чёрная пешка · f7 чёрная пешка · h7 чёрная пешка · g6 чёрная пешка · d4 белая ладья · e4 чёрная пешка · f4 белый ферзь · a3 белая пешка · c3 белая пешка · e3 белая пешка · f3 чёрный ферзь · b2 белая пешка · d2 белая ладья · h2 белая пешка · c1 белый король | 5 |
| 4 | e8 чёрная ладья · f8 чёрная ладья · g8 чёрный король · a7 чёрная пешка · f7 чёрная пешка · h7 чёрная пешка · g6 чёрная пешка · d4 белая ладья · e4 чёрная пешка · f4 белый ферзь · a3 белая пешка · c3 белая пешка · e3 белая пешка · f3 чёрный ферзь · b2 белая пешка · d2 белая ладья · h2 белая пешка · c1 белый король | e8 чёрная ладья · f8 чёрная ладья · g8 чёрный король · a7 чёрная пешка · f7 чёрная пешка · h7 чёрная пешка · g6 чёрная пешка · d4 белая ладья · e4 чёрная пешка · f4 белый ферзь · a3 белая пешка · c3 белая пешка · e3 белая пешка · f3 чёрный ферзь · b2 белая пешка · d2 белая ладья · h2 белая пешка · c1 белый король | e8 чёрная ладья · f8 чёрная ладья · g8 чёрный король · a7 чёрная пешка · f7 чёрная пешка · h7 чёрная пешка · g6 чёрная пешка · d4 белая ладья · e4 чёрная пешка · f4 белый ферзь · a3 белая пешка · c3 белая пешка · e3 белая пешка · f3 чёрный ферзь · b2 белая пешка · d2 белая ладья · h2 белая пешка · c1 белый король | e8 чёрная ладья · f8 чёрная ладья · g8 чёрный король · a7 чёрная пешка · f7 чёрная пешка · h7 чёрная пешка · g6 чёрная пешка · d4 белая ладья · e4 чёрная пешка · f4 белый ферзь · a3 белая пешка · c3 белая пешка · e3 белая пешка · f3 чёрный ферзь · b2 белая пешка · d2 белая ладья · h2 белая пешка · c1 белый король | e8 чёрная ладья · f8 чёрная ладья · g8 чёрный король · a7 чёрная пешка · f7 чёрная пешка · h7 чёрная пешка · g6 чёрная пешка · d4 белая ладья · e4 чёрная пешка · f4 белый ферзь · a3 белая пешка · c3 белая пешка · e3 белая пешка · f3 чёрный ферзь · b2 белая пешка · d2 белая ладья · h2 белая пешка · c1 белый король | e8 чёрная ладья · f8 чёрная ладья · g8 чёрный король · a7 чёрная пешка · f7 чёрная пешка · h7 чёрная пешка · g6 чёрная пешка · d4 белая ладья · e4 чёрная пешка · f4 белый ферзь · a3 белая пешка · c3 белая пешка · e3 белая пешка · f3 чёрный ферзь · b2 белая пешка · d2 белая ладья · h2 белая пешка · c1 белый король | e8 чёрная ладья · f8 чёрная ладья · g8 чёрный король · a7 чёрная пешка · f7 чёрная пешка · h7 чёрная пешка · g6 чёрная пешка · d4 белая ладья · e4 чёрная пешка · f4 белый ферзь · a3 белая пешка · c3 белая пешка · e3 белая пешка · f3 чёрный ферзь · b2 белая пешка · d2 белая ладья · h2 белая пешка · c1 белый король | e8 чёрная ладья · f8 чёрная ладья · g8 чёрный король · a7 чёрная пешка · f7 чёрная пешка · h7 чёрная пешка · g6 чёрная пешка · d4 белая ладья · e4 чёрная пешка · f4 белый ферзь · a3 белая пешка · c3 белая пешка · e3 белая пешка · f3 чёрный ферзь · b2 белая пешка · d2 белая ладья · h2 белая пешка · c1 белый король | 4 |
| 3 | e8 чёрная ладья · f8 чёрная ладья · g8 чёрный король · a7 чёрная пешка · f7 чёрная пешка · h7 чёрная пешка · g6 чёрная пешка · d4 белая ладья · e4 чёрная пешка · f4 белый ферзь · a3 белая пешка · c3 белая пешка · e3 белая пешка · f3 чёрный ферзь · b2 белая пешка · d2 белая ладья · h2 белая пешка · c1 белый король | e8 чёрная ладья · f8 чёрная ладья · g8 чёрный король · a7 чёрная пешка · f7 чёрная пешка · h7 чёрная пешка · g6 чёрная пешка · d4 белая ладья · e4 чёрная пешка · f4 белый ферзь · a3 белая пешка · c3 белая пешка · e3 белая пешка · f3 чёрный ферзь · b2 белая пешка · d2 белая ладья · h2 белая пешка · c1 белый король | e8 чёрная ладья · f8 чёрная ладья · g8 чёрный король · a7 чёрная пешка · f7 чёрная пешка · h7 чёрная пешка · g6 чёрная пешка · d4 белая ладья · e4 чёрная пешка · f4 белый ферзь · a3 белая пешка · c3 белая пешка · e3 белая пешка · f3 чёрный ферзь · b2 белая пешка · d2 белая ладья · h2 белая пешка · c1 белый король | e8 чёрная ладья · f8 чёрная ладья · g8 чёрный король · a7 чёрная пешка · f7 чёрная пешка · h7 чёрная пешка · g6 чёрная пешка · d4 белая ладья · e4 чёрная пешка · f4 белый ферзь · a3 белая пешка · c3 белая пешка · e3 белая пешка · f3 чёрный ферзь · b2 белая пешка · d2 белая ладья · h2 белая пешка · c1 белый король | e8 чёрная ладья · f8 чёрная ладья · g8 чёрный король · a7 чёрная пешка · f7 чёрная пешка · h7 чёрная пешка · g6 чёрная пешка · d4 белая ладья · e4 чёрная пешка · f4 белый ферзь · a3 белая пешка · c3 белая пешка · e3 белая пешка · f3 чёрный ферзь · b2 белая пешка · d2 белая ладья · h2 белая пешка · c1 белый король | e8 чёрная ладья · f8 чёрная ладья · g8 чёрный король · a7 чёрная пешка · f7 чёрная пешка · h7 чёрная пешка · g6 чёрная пешка · d4 белая ладья · e4 чёрная пешка · f4 белый ферзь · a3 белая пешка · c3 белая пешка · e3 белая пешка · f3 чёрный ферзь · b2 белая пешка · d2 белая ладья · h2 белая пешка · c1 белый король | e8 чёрная ладья · f8 чёрная ладья · g8 чёрный король · a7 чёрная пешка · f7 чёрная пешка · h7 чёрная пешка · g6 чёрная пешка · d4 белая ладья · e4 чёрная пешка · f4 белый ферзь · a3 белая пешка · c3 белая пешка · e3 белая пешка · f3 чёрный ферзь · b2 белая пешка · d2 белая ладья · h2 белая пешка · c1 белый король | e8 чёрная ладья · f8 чёрная ладья · g8 чёрный король · a7 чёрная пешка · f7 чёрная пешка · h7 чёрная пешка · g6 чёрная пешка · d4 белая ладья · e4 чёрная пешка · f4 белый ферзь · a3 белая пешка · c3 белая пешка · e3 белая пешка · f3 чёрный ферзь · b2 белая пешка · d2 белая ладья · h2 белая пешка · c1 белый король | 3 |
| 2 | e8 чёрная ладья · f8 чёрная ладья · g8 чёрный король · a7 чёрная пешка · f7 чёрная пешка · h7 чёрная пешка · g6 чёрная пешка · d4 белая ладья · e4 чёрная пешка · f4 белый ферзь · a3 белая пешка · c3 белая пешка · e3 белая пешка · f3 чёрный ферзь · b2 белая пешка · d2 белая ладья · h2 белая пешка · c1 белый король | e8 чёрная ладья · f8 чёрная ладья · g8 чёрный король · a7 чёрная пешка · f7 чёрная пешка · h7 чёрная пешка · g6 чёрная пешка · d4 белая ладья · e4 чёрная пешка · f4 белый ферзь · a3 белая пешка · c3 белая пешка · e3 белая пешка · f3 чёрный ферзь · b2 белая пешка · d2 белая ладья · h2 белая пешка · c1 белый король | e8 чёрная ладья · f8 чёрная ладья · g8 чёрный король · a7 чёрная пешка · f7 чёрная пешка · h7 чёрная пешка · g6 чёрная пешка · d4 белая ладья · e4 чёрная пешка · f4 белый ферзь · a3 белая пешка · c3 белая пешка · e3 белая пешка · f3 чёрный ферзь · b2 белая пешка · d2 белая ладья · h2 белая пешка · c1 белый король | e8 чёрная ладья · f8 чёрная ладья · g8 чёрный король · a7 чёрная пешка · f7 чёрная пешка · h7 чёрная пешка · g6 чёрная пешка · d4 белая ладья · e4 чёрная пешка · f4 белый ферзь · a3 белая пешка · c3 белая пешка · e3 белая пешка · f3 чёрный ферзь · b2 белая пешка · d2 белая ладья · h2 белая пешка · c1 белый король | e8 чёрная ладья · f8 чёрная ладья · g8 чёрный король · a7 чёрная пешка · f7 чёрная пешка · h7 чёрная пешка · g6 чёрная пешка · d4 белая ладья · e4 чёрная пешка · f4 белый ферзь · a3 белая пешка · c3 белая пешка · e3 белая пешка · f3 чёрный ферзь · b2 белая пешка · d2 белая ладья · h2 белая пешка · c1 белый король | e8 чёрная ладья · f8 чёрная ладья · g8 чёрный король · a7 чёрная пешка · f7 чёрная пешка · h7 чёрная пешка · g6 чёрная пешка · d4 белая ладья · e4 чёрная пешка · f4 белый ферзь · a3 белая пешка · c3 белая пешка · e3 белая пешка · f3 чёрный ферзь · b2 белая пешка · d2 белая ладья · h2 белая пешка · c1 белый король | e8 чёрная ладья · f8 чёрная ладья · g8 чёрный король · a7 чёрная пешка · f7 чёрная пешка · h7 чёрная пешка · g6 чёрная пешка · d4 белая ладья · e4 чёрная пешка · f4 белый ферзь · a3 белая пешка · c3 белая пешка · e3 белая пешка · f3 чёрный ферзь · b2 белая пешка · d2 белая ладья · h2 белая пешка · c1 белый король | e8 чёрная ладья · f8 чёрная ладья · g8 чёрный король · a7 чёрная пешка · f7 чёрная пешка · h7 чёрная пешка · g6 чёрная пешка · d4 белая ладья · e4 чёрная пешка · f4 белый ферзь · a3 белая пешка · c3 белая пешка · e3 белая пешка · f3 чёрный ферзь · b2 белая пешка · d2 белая ладья · h2 белая пешка · c1 белый король | 2 |
| 1 | e8 чёрная ладья · f8 чёрная ладья · g8 чёрный король · a7 чёрная пешка · f7 чёрная пешка · h7 чёрная пешка · g6 чёрная пешка · d4 белая ладья · e4 чёрная пешка · f4 белый ферзь · a3 белая пешка · c3 белая пешка · e3 белая пешка · f3 чёрный ферзь · b2 белая пешка · d2 белая ладья · h2 белая пешка · c1 белый король | e8 чёрная ладья · f8 чёрная ладья · g8 чёрный король · a7 чёрная пешка · f7 чёрная пешка · h7 чёрная пешка · g6 чёрная пешка · d4 белая ладья · e4 чёрная пешка · f4 белый ферзь · a3 белая пешка · c3 белая пешка · e3 белая пешка · f3 чёрный ферзь · b2 белая пешка · d2 белая ладья · h2 белая пешка · c1 белый король | e8 чёрная ладья · f8 чёрная ладья · g8 чёрный король · a7 чёрная пешка · f7 чёрная пешка · h7 чёрная пешка · g6 чёрная пешка · d4 белая ладья · e4 чёрная пешка · f4 белый ферзь · a3 белая пешка · c3 белая пешка · e3 белая пешка · f3 чёрный ферзь · b2 белая пешка · d2 белая ладья · h2 белая пешка · c1 белый король | e8 чёрная ладья · f8 чёрная ладья · g8 чёрный король · a7 чёрная пешка · f7 чёрная пешка · h7 чёрная пешка · g6 чёрная пешка · d4 белая ладья · e4 чёрная пешка · f4 белый ферзь · a3 белая пешка · c3 белая пешка · e3 белая пешка · f3 чёрный ферзь · b2 белая пешка · d2 белая ладья · h2 белая пешка · c1 белый король | e8 чёрная ладья · f8 чёрная ладья · g8 чёрный король · a7 чёрная пешка · f7 чёрная пешка · h7 чёрная пешка · g6 чёрная пешка · d4 белая ладья · e4 чёрная пешка · f4 белый ферзь · a3 белая пешка · c3 белая пешка · e3 белая пешка · f3 чёрный ферзь · b2 белая пешка · d2 белая ладья · h2 белая пешка · c1 белый король | e8 чёрная ладья · f8 чёрная ладья · g8 чёрный король · a7 чёрная пешка · f7 чёрная пешка · h7 чёрная пешка · g6 чёрная пешка · d4 белая ладья · e4 чёрная пешка · f4 белый ферзь · a3 белая пешка · c3 белая пешка · e3 белая пешка · f3 чёрный ферзь · b2 белая пешка · d2 белая ладья · h2 белая пешка · c1 белый король | e8 чёрная ладья · f8 чёрная ладья · g8 чёрный король · a7 чёрная пешка · f7 чёрная пешка · h7 чёрная пешка · g6 чёрная пешка · d4 белая ладья · e4 чёрная пешка · f4 белый ферзь · a3 белая пешка · c3 белая пешка · e3 белая пешка · f3 чёрный ферзь · b2 белая пешка · d2 белая ладья · h2 белая пешка · c1 белый король | e8 чёрная ладья · f8 чёрная ладья · g8 чёрный король · a7 чёрная пешка · f7 чёрная пешка · h7 чёрная пешка · g6 чёрная пешка · d4 белая ладья · e4 чёрная пешка · f4 белый ферзь · a3 белая пешка · c3 белая пешка · e3 белая пешка · f3 чёрный ферзь · b2 белая пешка · d2 белая ладья · h2 белая пешка · c1 белый король | 1 |
|   | a | b | c | d | e | f | g | h |   |

Дин Лижэнь впервые с матча 2023 года выбрал лондонскую систему и оказался лучше подготовлен, нежели соперник. В матче с Непомнящим он также разыграл этот дебют в 6-й партии и выиграл её. До новинки Дин Лижэня 16.dxe5 соперники делали почти все ходы молниеносно. Позже, согласно компьютерным оценкам, Дин имел небольшое стратегическое (позиционное) преимущество, но комментаторы отмечали трудность его реализации.
Дин Лижэнь постепенно выпустил преимущество, а Гукеш находил единственные ходы, сохраняя позицию примерно равной. Тем не менее, позиция индийца всё ещё считалась хуже, и, когда китаец снова предложил размен ферзей и тем самым трёхкратное повторение ходов, Гукеш отказался, дав ему шансы на победу. Он сказал о своём решении: «Были открытые вертикали, на которых находился белый король, поэтому я считал, что получу контригру. Очевидно, игры на победу с моей стороны не было, я просто хотел сделать ещё несколько ходов и посмотреть, что из этого выйдет». После этого началось маневрирование в тяжелофигурном эндшпиле.
Решение Гукеша отказаться от размена ферзей или зафиксировать ничью повторением ходов удивило чемпиона мира: он пытался усилить позицию и играл достаточно хорошо вплоть до 34.♔c2?. Сильнее было 34…♕g5. В партии же чёрные разменяли ферзей, получив защищённую проходную пешку e4. Перед соглашением на ничью последовало ещё 11 ходов. Чемпион мира признался, что упустил преимущество в критический момент.
Крамник сказал об этой партии: «Я должен был комментировать ЧМ, но — извините за резкие, но справедливые слова — этот уровень игры соперников не имеет ничего общего с чемпионатом мира по шахматам. Может быть, в следующий раз. Как можно избежать повторения (при полностью неверной оценке позиции), а затем с большим преимуществом поменять ферзей вместо ♛g5, непонятно для уровня матча за мировое первенство. Я просто честен и уверен, что топ-игроки думают так же, но предпочитают этого не говорить, чтобы сохранить лицо».

Непомнящий также прокомментировал: «Не совсем понимаю, что происходит, но тем интереснее. Одна из самых забавных и несуразных партий, что я видел».
[Event "FIDE World Championship Match 2024"]
[Site "Singapore SGP"]
[Date "2024.12.01"]
[Round "6"]
[White "Ding, Liren"]
[Black "Gukesh D"]
[Result "1/2-1/2"]
[WhiteElo "2728"]
[WhiteTitle "GM"]
[WhiteFideId "8603677"]
[BlackElo "2783"]
[BlackTitle "GM"]
[BlackFideId "46616543"]
[TimeControl "40/7200:1800+30"]
[Variant "Standard"]
[ECO "D02"]
[Opening "London System"]
[Annotator "https://lichess.org/broadcast/-/-/I2LcDwAT"]
[StudyName "Game 6"]
[ChapterName "Ding, Liren - Gukesh D"]
1. d4 Nf6 2. Bf4 d5 3. e3 e6 4. Nf3 c5 5. c3 Bd6 6. Bb5+ Nc6 7. Bxc6+ bxc6 8. Bxd6 Qxd6 9. Qa4 O-O 10. Qa3 Ne4 11. Nfd2 e5 12. Nxe4 dxe4 13. Qxc5 Qg6 14. Nd2 Qxg2 15. O-O-O Qxf2 16. dxe5 Rb8 17. Nc4 Be6 18. Rd2 Qf3 19. Re1 Bxc4 20. Qxc4 Qf5 21. Qxc6 Qxe5 22. Qd5 Qe7 23. Qd6 Qg5 24. Qd5 Qe7 25. Qd6 Qg5 26. Qd5 Qh4 27. Red1 g6 28. Qe5 Rbe8 29. Qg3 Qh5 30. Qf4 Qa5 31. a3 Qb5 32. Rd4 Qe2 33. R1d2 Qf3 34. Kc2 Qxf4 35. exf4 f5 36. h4 e3 37. Re2 Re7 38. Kd3 Rfe8 39. h5 gxh5 40. Rd5 h4 41. Rxf5 Rd7+ 42. Kc2 Kg7 43. Rg2+ Kh8 44. Re2 Kg7 45. Rg2+ Kh8 46. Re2 Kg7

### 7-я партия
Партия стала самой длинной в этом матче. Гукеш впервые разыграл староиндийское начало, перешедшее в защиту Грюнфельда, и на 7-м ходу применил редкий ход ♖e1 в хорошо изученной дебютной линии. Дин Лижэнь потратил на ответ 25 минут и решил принять жертву пешки. Спустя пару ходов чемпион мира вместо того, чтобы защитить пешку ходом 9…b5, решил отдать её, а затем разменял слона на коня. На пресс-конференции он признал своё решение ошибочным.
Потратив время на свой 26-й ход, Гукеш выбрал правильный вариант, удерживая преимущество. Он показал лучшую дебютную подготовку, получил серьёзное преимущество и в дальнейшем переиграл Дин Лижэня в миттельшпиле, что чемпион мира также подтвердил.
Гукеш считал, что должен был выиграть ещё до размена ферзей. Дин Лижэнь сказал, что его позиция после 19.b4 была проигранной. У него оставалось 27 минут против 52 у Гукеша на 21 ход в очень сложной позиции. Чемпион мира защищался с большим трудом, находясь в цейтноте, но его навыки помогли дотянуть до контрольного 40-го хода, а позиция стала примерно равной. Однако именно на 40-м ходу у Дин Лижэня оставалось 7 секунд, и он вместо 40…♞c8 с последующей блокадой пешки путём ♞b6 сыграл 40…♚e5??. В эндшпиле Гукеш старался реализовать лишнюю пешку (наличие у Дина пары сдвоенных пешек увеличивало перевес Гукеша), но Дин Лижэнь не позволил ему победить. Гукеш упустил шансы на выигрыш на 44-м — 46-м ходах, приняв ошибочные решения: 44.♔e1 (вместо 44.h4), 45.h4 и 46.♗d1. На пресс-конференции Гукеш отметил, что считал этот эндшпиль выигранным, но недооценил его сложность.

Как отметил международный мастер Майкл Рахал, Гукеш несколько раз упускал преимущество, позволив чемпиону мира спасти партию: следовало сыграть 30.♗e3 вместо 30.♕f4, 32.♗g5 — вместо 32.♕xf5, 37.♖d2 — вместо 37.♖f4.
[Event "FIDE World Championship Match 2024"]
[Site "Singapore SGP"]
[Date "2024.12.03"]
[Round "7"]
[White "Gukesh D"]
[Black "Ding, Liren"]
[Result "1/2-1/2"]
[WhiteElo "2783"]
[WhiteTitle "GM"]
[WhiteFideId "46616543"]
[BlackElo "2728"]
[BlackTitle "GM"]
[BlackFideId "8603677"]
[TimeControl "40/7200:1800+30"]
[Variant "Standard"]
[ECO "D78"]
[Opening "Neo-Grünfeld Defense: Classical Variation, Original Defense"]
[Annotator "https://lichess.org/broadcast/-/-/Nax0ffrf"]
[StudyName "Game 7"]
[ChapterName "Gukesh D - Ding, Liren"]
1. Nf3 d5 2. g3 g6 3. d4 Bg7 4. c4 c6 5. Bg2 Nf6 6. O-O O-O 7. Re1 dxc4 8. e4 Bg4 9. Nbd2 c5 10. d5 e6 11. h3 Bxf3 12. Bxf3 exd5 13. exd5 Nbd7 14. Nxc4 b5 15. Na3 Qb6 16. Bf4 Rfe8 17. Qd2 Rad8 18. Nc2 Nf8 19. b4 c4 20. Be3 Qa6 21. Bd4 Rxe1+ 22. Rxe1 Qxa2 23. Ra1 Qb3 24. Ra3 Qb1+ 25. Kg2 Rd7 26. Ra5 Qb3 27. Ra3 Qb1 28. Ra5 Qb3 29. Rxb5 Qd3 30. Qf4 Qxc2 31. Bxf6 Qf5 32. Qxf5 gxf5 33. Bxg7 Kxg7 34. Rc5 Ng6 35. Rxc4 Ne5 36. Rd4 Nc6 37. Rf4 Ne7 38. b5 Kf6 39. Rd4 h6 40. Kf1 Ke5 41. Rh4 Nxd5 42. Rxh6 Nc3 43. Rc6 Ne4 44. Ke1 f6 45. h4 Rd3 46. Bd1 f4 47. gxf4+ Kxf4 48. Bc2 Rd5 49. Rc4 f5 50. Rb4 Kf3 51. Bd1+ Kg2 52. Rb3 Re5 53. f4 Re7 54. Re3 Rh7 55. h5 Nf6 56. Re5 Nxh5 57. Rxf5 Ng3 58. Rf8 Rb7 59. Ba4 Kf3 60. f5 Kf4 61. f6 Ne4 62. Bc2 Nd6 63. Rd8 Ke5 64. Bb3 Nf7 65. Rd5+ Kxf6 66. Kd2 Rb6 67. Bc4 Rd6 68. Kc3 Rxd5 69. Bxd5 Nd6 70. Kb4 Nxb5 71. Kxb5 a6+ 72. Kxa6

### 8-я партия
Дин Лижэнь впервые в матче разыграл английское начало. Гукеш применил новинку 7…f6 с идеей создать сильный центр и уже в дебюте переиграл соперника. Чемпион мира пошёл на опасный вариант 13.f4, но к 20-му ходу Гукеш имел серьёзное преимущество как на доске, так и по времени в 30 минут.
Неточный ход чемпиона 22.♖b1 позволил Гукешу сыграть 22…b5, создав связанные проходные пешки на ферзевом фланге. Дин Лижэнь в цейтноте играл достаточно точно, нашёл манёвр ферзя, пожертвовав пешку a2, чтобы активизировать фигуры и получить контригру. Вскоре он даже смог обрести преимущество, но не взирая на это, продолжил консолидировать позицию, вместо того чтобы играть на выигрыш. Это позволяло Гукешу форсировать трёхкратное повторение ходов, но тот, как и в шестой партии, отказался пойти на это вариант, хотя позднее и признал свою неверную оценку позиции.

В эндшпиле оба шахматиста играли точно и партия завершилась ничьёй на 51-м ходу. В течение партии они многократно упускали возможность получить выигранную позицию.
[Event "FIDE World Championship Match 2024"]
[Site "Singapore SGP"]
[Date "2024.12.04"]
[Round "8"]
[White "Ding, Liren"]
[Black "Gukesh D"]
[Result "1/2-1/2"]
[WhiteElo "2728"]
[WhiteTitle "GM"]
[WhiteFideId "8603677"]
[BlackElo "2783"]
[BlackTitle "GM"]
[BlackFideId "46616543"]
[TimeControl "40/7200:1800+30"]
[Variant "Standard"]
[ECO "A21"]
[Opening "English Opening: King's English Variation, Kramnik-Shirov Counterattack"]
[Annotator "https://lichess.org/broadcast/-/-/EkzWKHiy"]
[StudyName "Game 8"]
[ChapterName "Ding, Liren - Gukesh D"]
1. c4 e5 2. Nc3 Bb4 3. Nd5 Be7 4. Nf3 d6 5. g3 c6 6. Nxe7 Nxe7 7. Bg2 f6 8. O-O Be6 9. b3 d5 10. Ba3 O-O 11. Rc1 a5 12. Ne1 Re8 13. f4 exf4 14. Rxf4 dxc4 15. bxc4 Ng6 16. Re4 Na6 17. Nc2 Qc7 18. Nd4 Bf7 19. d3 Ne5 20. Nf3 Nd7 21. Rxe8+ Rxe8 22. Rb1 b5 23. cxb5 Qb6+ 24. Kf1 cxb5 25. Bb2 Bxa2 26. Bd4 Nac5 27. Rc1 Bb3 28. Qe1 Be6 29. Qf2 Rc8 30. Be3 Rc7 31. Nd4 Bf7 32. Nc6 Rxc6 33. Bxc6 Qxc6 34. Bxc5 h6 35. Ke1 b4 36. Qd4 Ne5 37. Kd2 Qg2 38. Qf2 Qd5 39. Qd4 Qg2 40. Qf2 Qd5 41. Qd4 Qa2+ 42. Rc2 Qe6 43. Qd8+ Kh7 44. Qxa5 b3 45. Rc1 Qd5 46. Qb4 Qg2 47. Qe4+ Qxe4 48. dxe4 b2 49. Rb1 Ba2 50. Rxb2 Nc4+ 51. Kc3 Nxb2

### 9-я партия
Первый ход в партии сделал доктор Шилпак Амбул, высокий комиссар Индии в Сингапуре. Разыгранный дебют указывается как защита Боголюбова или как каталонское начало. Соперники пошли на популярный дебютный вариант, который, тем не менее, именно в этом матче встретился впервые. Ход Гукеша 10.♗c3, по сравнению с 10.♗f4 и 10.b3, является теоретически редким. Игравший белыми Гукеш оказывал стратегическое давление на позицию Дин Лижэня, но тот удерживал равновесие, делая точные ходы в обороне. Претендент играл быстро и уверенно, а чемпион, наоборот, тратил много времени, особенно на ходы 10…♝b7 и 15…♞b6. Гукеш сделал опасный ход 16.♗a5, после чего Дин Лижэнь опять задумался и вместо того чтобы сыграть 17…♞xc4, что привело бы к массовым разменам, сыграл 17…♝xf3 решившись защищать несколько худшую позицию в миттельшпиле. Позже он сказал, что упустил возможность легко уравнять позицию ходом 17…♞xc4. К 20-му ходу у Гукеша было 80 минут против 30-ти у Дин Лижэня. Однако в дальнейшем соперники играли очень точно: чемпион нейтрализовал инициативу белых и на 28-м ходу перешёл в равное окончание, в котором даже получил небольшое преимущество. Партия завершилась вничью. Гукеш отметил „очень точную игру обеих сторон“.
[Event "FIDE World Championship Match 2024"]
[Site "Singapore SGP"]
[Date "2024.12.05"]
[Round "9"]
[White "Gukesh D"]
[Black "Ding, Liren"]
[Result "1/2-1/2"]
[WhiteElo "2783"]
[WhiteTitle "GM"]
[WhiteFideId "46616543"]
[BlackElo "2728"]
[BlackTitle "GM"]
[BlackFideId "8603677"]
[TimeControl "40/7200:1800+30"]
[Variant "Standard"]
[ECO "E11"]
[Opening "Bogo-Indian Defense: Retreat Variation"]
[Annotator "https://lichess.org/broadcast/-/-/HMJKeeue"]
[StudyName "Game 9"]
[ChapterName "Gukesh D - Ding, Liren"]
1. d4 Nf6 2. c4 e6 3. g3 Bb4+ 4. Bd2 Be7 5. Bg2 d5 6. Nf3 O-O 7. O-O c6 8. Qc2 Nbd7 9. Rd1 b6 10. Bc3 Bb7 11. Nbd2 Qc7 12. Rac1 Rfd8 13. b4 c5 14. bxc5 bxc5 15. Qb2 Nb6 16. Ba5 dxc4 17. Nxc4 Bxf3 18. Bxb6 axb6 19. Bxf3 Ra6 20. Qb5 Rxa2 21. Nxb6 Qa7 22. Qb1 Rb8 23. dxc5 Ra6 24. Qb5 Bxc5 25. Qxc5 Qxb6 26. Qxb6 Raxb6 27. Rc6 Rxc6 28. Bxc6 g5 29. Kg2 Rb2 30. Kf1 Kg7 31. h3 h5 32. Ra1 Rc2 33. Bb5 Rc5 34. Bd3 Nd7 35. f4 gxf4 36. gxf4 Rc3 37. Kf2 Nc5 38. Ke3 Nxd3 39. exd3 Rc2 40. Kf3 Rd2 41. Ra3 Kg6 42. Rb3 f6 43. Ra3 Kf5 44. Ra5+ e5 45. fxe5 Rxd3+ 46. Ke2 Rxh3 47. exf6+ Kxf6 48. Kf2 h4 49. Kg2 Rg3+ 50. Kh2 Kg6 51. Rb5 Rg5 52. Rxg5+ Kxg5 53. Kh3 Kf6 54. Kxh4

### 10-я партия
Дин Лижэнь разыграл аналогичный 6-й партии дебют — лондонскую систему. Это был третий случай применения этого дебюта за 138-летнюю историю матчей за звание чемпиона мира по шахматам. Гукеш потратил почти 30 минут на необычный для данной позиции ход 10…♞h5. Чемпион мира пошёл на упрощения, к 14-му ходу соперники разменяли коней, слонов и ферзей. Позиция быстро стала равной, шахматисты избегали осложнений и на 36-м ходу зафиксировали трёхкратное повторение ходов. Чемпион мира после 14-го хода сохранял небольшое преимущество, но не предпринял шагов к его реализации. Претендент отметил: „Сейчас цена каждой партии выше, чем прежде, но мой подход и моя цель остаются неизменными: играть хорошие партии“. Чемпион мира заявил: „Нет места для ошибок, каждое поражение приведёт к очень плохой ситуации. Нам нужно сохранять осторожность, делая каждый ход“.
[Event "FIDE World Championship Match 2024"]
[Site "Singapore SGP"]
[Date "2024.12.07"]
[Round "10"]
[White "Ding, Liren"]
[Black "Gukesh D"]
[Result "1/2-1/2"]
[WhiteElo "2728"]
[WhiteTitle "GM"]
[WhiteFideId "8603677"]
[BlackElo "2783"]
[BlackTitle "GM"]
[BlackFideId "46616543"]
[TimeControl "40/7200:1800+30"]
[Variant "Standard"]
[ECO "D02"]
[Opening "Queen's Pawn Game: London System"]
[Annotator "https://lichess.org/broadcast/-/-/X5h2mPby"]
[StudyName "Game 10"]
[ChapterName "Ding, Liren - Gukesh D"]
1. d4 Nf6 2. Nf3 d5 3. Bf4 e6 4. e3 c5 5. Be2 Bd6 6. dxc5 Bxc5 7. c4 O-O 8. O-O Nc6 9. Nc3 dxc4 10. Bxc4 Nh5 11. Bg5 Be7 12. Ne4 Nf6 13. Nxf6+ Bxf6 14. Qxd8 Rxd8 15. Bxf6 gxf6 16. Rfd1 Bd7 17. Rac1 Be8 18. Rxd8 Rxd8 19. Kf1 Kg7 20. a3 f5 21. Ke1 Kf6 22. Be2 Ne7 23. g3 Rc8 24. Rxc8 Nxc8 25. Nd2 Nd6 26. Nc4 Nxc4 27. Bxc4 Bc6 28. f4 b6 29. Kd2 Ke7 30. Kc3 Kd6 31. b4 f6 32. Kd4 h6 33. Bb3 Bb7 34. Bc4 Bc6 35. Bb3 Bb7 36. Bc4 Bc6

### 11-я партия
Гукеш разыграл белыми дебют Рети. Соперники пошли на острый вариант: 1.♘f3 d5 2.c4 d4 3.b4 c5, который ведёт к сложной тактической борьбе. На первые 5 ходов чемпион мира потратил больше 60-ти минут. Гукеш применил дебютную новинку 5.a3, а Дин Лижэнь сказал, что его длительные размышления над ходом 5…♞f6 ни к чему не привели.
|   | a | b | c | d | e | f | g | h |   |
| - | --- | --- | --- | --- | --- | --- | --- | --- | - |
| 8 | a8 чёрная ладья · e8 чёрный король · f8 чёрный слон · h8 чёрная ладья · b7 чёрная пешка · c7 чёрный ферзь · d7 чёрный конь · e7 чёрная пешка · f7 чёрная пешка · g7 чёрная пешка · h7 чёрная пешка · f6 чёрный конь · a5 чёрная пешка · b5 белая пешка · c4 белая пешка · d4 чёрная пешка · a3 белая пешка · d3 белая пешка · f3 белый ферзь · h3 белая пешка · f2 белая пешка · g2 белая пешка · a1 белая ладья · b1 белый конь · c1 белый слон · e1 белый король · f1 белый слон · h1 белая ладья | a8 чёрная ладья · e8 чёрный король · f8 чёрный слон · h8 чёрная ладья · b7 чёрная пешка · c7 чёрный ферзь · d7 чёрный конь · e7 чёрная пешка · f7 чёрная пешка · g7 чёрная пешка · h7 чёрная пешка · f6 чёрный конь · a5 чёрная пешка · b5 белая пешка · c4 белая пешка · d4 чёрная пешка · a3 белая пешка · d3 белая пешка · f3 белый ферзь · h3 белая пешка · f2 белая пешка · g2 белая пешка · a1 белая ладья · b1 белый конь · c1 белый слон · e1 белый король · f1 белый слон · h1 белая ладья | a8 чёрная ладья · e8 чёрный король · f8 чёрный слон · h8 чёрная ладья · b7 чёрная пешка · c7 чёрный ферзь · d7 чёрный конь · e7 чёрная пешка · f7 чёрная пешка · g7 чёрная пешка · h7 чёрная пешка · f6 чёрный конь · a5 чёрная пешка · b5 белая пешка · c4 белая пешка · d4 чёрная пешка · a3 белая пешка · d3 белая пешка · f3 белый ферзь · h3 белая пешка · f2 белая пешка · g2 белая пешка · a1 белая ладья · b1 белый конь · c1 белый слон · e1 белый король · f1 белый слон · h1 белая ладья | a8 чёрная ладья · e8 чёрный король · f8 чёрный слон · h8 чёрная ладья · b7 чёрная пешка · c7 чёрный ферзь · d7 чёрный конь · e7 чёрная пешка · f7 чёрная пешка · g7 чёрная пешка · h7 чёрная пешка · f6 чёрный конь · a5 чёрная пешка · b5 белая пешка · c4 белая пешка · d4 чёрная пешка · a3 белая пешка · d3 белая пешка · f3 белый ферзь · h3 белая пешка · f2 белая пешка · g2 белая пешка · a1 белая ладья · b1 белый конь · c1 белый слон · e1 белый король · f1 белый слон · h1 белая ладья | a8 чёрная ладья · e8 чёрный король · f8 чёрный слон · h8 чёрная ладья · b7 чёрная пешка · c7 чёрный ферзь · d7 чёрный конь · e7 чёрная пешка · f7 чёрная пешка · g7 чёрная пешка · h7 чёрная пешка · f6 чёрный конь · a5 чёрная пешка · b5 белая пешка · c4 белая пешка · d4 чёрная пешка · a3 белая пешка · d3 белая пешка · f3 белый ферзь · h3 белая пешка · f2 белая пешка · g2 белая пешка · a1 белая ладья · b1 белый конь · c1 белый слон · e1 белый король · f1 белый слон · h1 белая ладья | a8 чёрная ладья · e8 чёрный король · f8 чёрный слон · h8 чёрная ладья · b7 чёрная пешка · c7 чёрный ферзь · d7 чёрный конь · e7 чёрная пешка · f7 чёрная пешка · g7 чёрная пешка · h7 чёрная пешка · f6 чёрный конь · a5 чёрная пешка · b5 белая пешка · c4 белая пешка · d4 чёрная пешка · a3 белая пешка · d3 белая пешка · f3 белый ферзь · h3 белая пешка · f2 белая пешка · g2 белая пешка · a1 белая ладья · b1 белый конь · c1 белый слон · e1 белый король · f1 белый слон · h1 белая ладья | a8 чёрная ладья · e8 чёрный король · f8 чёрный слон · h8 чёрная ладья · b7 чёрная пешка · c7 чёрный ферзь · d7 чёрный конь · e7 чёрная пешка · f7 чёрная пешка · g7 чёрная пешка · h7 чёрная пешка · f6 чёрный конь · a5 чёрная пешка · b5 белая пешка · c4 белая пешка · d4 чёрная пешка · a3 белая пешка · d3 белая пешка · f3 белый ферзь · h3 белая пешка · f2 белая пешка · g2 белая пешка · a1 белая ладья · b1 белый конь · c1 белый слон · e1 белый король · f1 белый слон · h1 белая ладья | a8 чёрная ладья · e8 чёрный король · f8 чёрный слон · h8 чёрная ладья · b7 чёрная пешка · c7 чёрный ферзь · d7 чёрный конь · e7 чёрная пешка · f7 чёрная пешка · g7 чёрная пешка · h7 чёрная пешка · f6 чёрный конь · a5 чёрная пешка · b5 белая пешка · c4 белая пешка · d4 чёрная пешка · a3 белая пешка · d3 белая пешка · f3 белый ферзь · h3 белая пешка · f2 белая пешка · g2 белая пешка · a1 белая ладья · b1 белый конь · c1 белый слон · e1 белый король · f1 белый слон · h1 белая ладья | 8 |
| 7 | a8 чёрная ладья · e8 чёрный король · f8 чёрный слон · h8 чёрная ладья · b7 чёрная пешка · c7 чёрный ферзь · d7 чёрный конь · e7 чёрная пешка · f7 чёрная пешка · g7 чёрная пешка · h7 чёрная пешка · f6 чёрный конь · a5 чёрная пешка · b5 белая пешка · c4 белая пешка · d4 чёрная пешка · a3 белая пешка · d3 белая пешка · f3 белый ферзь · h3 белая пешка · f2 белая пешка · g2 белая пешка · a1 белая ладья · b1 белый конь · c1 белый слон · e1 белый король · f1 белый слон · h1 белая ладья | a8 чёрная ладья · e8 чёрный король · f8 чёрный слон · h8 чёрная ладья · b7 чёрная пешка · c7 чёрный ферзь · d7 чёрный конь · e7 чёрная пешка · f7 чёрная пешка · g7 чёрная пешка · h7 чёрная пешка · f6 чёрный конь · a5 чёрная пешка · b5 белая пешка · c4 белая пешка · d4 чёрная пешка · a3 белая пешка · d3 белая пешка · f3 белый ферзь · h3 белая пешка · f2 белая пешка · g2 белая пешка · a1 белая ладья · b1 белый конь · c1 белый слон · e1 белый король · f1 белый слон · h1 белая ладья | a8 чёрная ладья · e8 чёрный король · f8 чёрный слон · h8 чёрная ладья · b7 чёрная пешка · c7 чёрный ферзь · d7 чёрный конь · e7 чёрная пешка · f7 чёрная пешка · g7 чёрная пешка · h7 чёрная пешка · f6 чёрный конь · a5 чёрная пешка · b5 белая пешка · c4 белая пешка · d4 чёрная пешка · a3 белая пешка · d3 белая пешка · f3 белый ферзь · h3 белая пешка · f2 белая пешка · g2 белая пешка · a1 белая ладья · b1 белый конь · c1 белый слон · e1 белый король · f1 белый слон · h1 белая ладья | a8 чёрная ладья · e8 чёрный король · f8 чёрный слон · h8 чёрная ладья · b7 чёрная пешка · c7 чёрный ферзь · d7 чёрный конь · e7 чёрная пешка · f7 чёрная пешка · g7 чёрная пешка · h7 чёрная пешка · f6 чёрный конь · a5 чёрная пешка · b5 белая пешка · c4 белая пешка · d4 чёрная пешка · a3 белая пешка · d3 белая пешка · f3 белый ферзь · h3 белая пешка · f2 белая пешка · g2 белая пешка · a1 белая ладья · b1 белый конь · c1 белый слон · e1 белый король · f1 белый слон · h1 белая ладья | a8 чёрная ладья · e8 чёрный король · f8 чёрный слон · h8 чёрная ладья · b7 чёрная пешка · c7 чёрный ферзь · d7 чёрный конь · e7 чёрная пешка · f7 чёрная пешка · g7 чёрная пешка · h7 чёрная пешка · f6 чёрный конь · a5 чёрная пешка · b5 белая пешка · c4 белая пешка · d4 чёрная пешка · a3 белая пешка · d3 белая пешка · f3 белый ферзь · h3 белая пешка · f2 белая пешка · g2 белая пешка · a1 белая ладья · b1 белый конь · c1 белый слон · e1 белый король · f1 белый слон · h1 белая ладья | a8 чёрная ладья · e8 чёрный король · f8 чёрный слон · h8 чёрная ладья · b7 чёрная пешка · c7 чёрный ферзь · d7 чёрный конь · e7 чёрная пешка · f7 чёрная пешка · g7 чёрная пешка · h7 чёрная пешка · f6 чёрный конь · a5 чёрная пешка · b5 белая пешка · c4 белая пешка · d4 чёрная пешка · a3 белая пешка · d3 белая пешка · f3 белый ферзь · h3 белая пешка · f2 белая пешка · g2 белая пешка · a1 белая ладья · b1 белый конь · c1 белый слон · e1 белый король · f1 белый слон · h1 белая ладья | a8 чёрная ладья · e8 чёрный король · f8 чёрный слон · h8 чёрная ладья · b7 чёрная пешка · c7 чёрный ферзь · d7 чёрный конь · e7 чёрная пешка · f7 чёрная пешка · g7 чёрная пешка · h7 чёрная пешка · f6 чёрный конь · a5 чёрная пешка · b5 белая пешка · c4 белая пешка · d4 чёрная пешка · a3 белая пешка · d3 белая пешка · f3 белый ферзь · h3 белая пешка · f2 белая пешка · g2 белая пешка · a1 белая ладья · b1 белый конь · c1 белый слон · e1 белый король · f1 белый слон · h1 белая ладья | a8 чёрная ладья · e8 чёрный король · f8 чёрный слон · h8 чёрная ладья · b7 чёрная пешка · c7 чёрный ферзь · d7 чёрный конь · e7 чёрная пешка · f7 чёрная пешка · g7 чёрная пешка · h7 чёрная пешка · f6 чёрный конь · a5 чёрная пешка · b5 белая пешка · c4 белая пешка · d4 чёрная пешка · a3 белая пешка · d3 белая пешка · f3 белый ферзь · h3 белая пешка · f2 белая пешка · g2 белая пешка · a1 белая ладья · b1 белый конь · c1 белый слон · e1 белый король · f1 белый слон · h1 белая ладья | 7 |
| 6 | a8 чёрная ладья · e8 чёрный король · f8 чёрный слон · h8 чёрная ладья · b7 чёрная пешка · c7 чёрный ферзь · d7 чёрный конь · e7 чёрная пешка · f7 чёрная пешка · g7 чёрная пешка · h7 чёрная пешка · f6 чёрный конь · a5 чёрная пешка · b5 белая пешка · c4 белая пешка · d4 чёрная пешка · a3 белая пешка · d3 белая пешка · f3 белый ферзь · h3 белая пешка · f2 белая пешка · g2 белая пешка · a1 белая ладья · b1 белый конь · c1 белый слон · e1 белый король · f1 белый слон · h1 белая ладья | a8 чёрная ладья · e8 чёрный король · f8 чёрный слон · h8 чёрная ладья · b7 чёрная пешка · c7 чёрный ферзь · d7 чёрный конь · e7 чёрная пешка · f7 чёрная пешка · g7 чёрная пешка · h7 чёрная пешка · f6 чёрный конь · a5 чёрная пешка · b5 белая пешка · c4 белая пешка · d4 чёрная пешка · a3 белая пешка · d3 белая пешка · f3 белый ферзь · h3 белая пешка · f2 белая пешка · g2 белая пешка · a1 белая ладья · b1 белый конь · c1 белый слон · e1 белый король · f1 белый слон · h1 белая ладья | a8 чёрная ладья · e8 чёрный король · f8 чёрный слон · h8 чёрная ладья · b7 чёрная пешка · c7 чёрный ферзь · d7 чёрный конь · e7 чёрная пешка · f7 чёрная пешка · g7 чёрная пешка · h7 чёрная пешка · f6 чёрный конь · a5 чёрная пешка · b5 белая пешка · c4 белая пешка · d4 чёрная пешка · a3 белая пешка · d3 белая пешка · f3 белый ферзь · h3 белая пешка · f2 белая пешка · g2 белая пешка · a1 белая ладья · b1 белый конь · c1 белый слон · e1 белый король · f1 белый слон · h1 белая ладья | a8 чёрная ладья · e8 чёрный король · f8 чёрный слон · h8 чёрная ладья · b7 чёрная пешка · c7 чёрный ферзь · d7 чёрный конь · e7 чёрная пешка · f7 чёрная пешка · g7 чёрная пешка · h7 чёрная пешка · f6 чёрный конь · a5 чёрная пешка · b5 белая пешка · c4 белая пешка · d4 чёрная пешка · a3 белая пешка · d3 белая пешка · f3 белый ферзь · h3 белая пешка · f2 белая пешка · g2 белая пешка · a1 белая ладья · b1 белый конь · c1 белый слон · e1 белый король · f1 белый слон · h1 белая ладья | a8 чёрная ладья · e8 чёрный король · f8 чёрный слон · h8 чёрная ладья · b7 чёрная пешка · c7 чёрный ферзь · d7 чёрный конь · e7 чёрная пешка · f7 чёрная пешка · g7 чёрная пешка · h7 чёрная пешка · f6 чёрный конь · a5 чёрная пешка · b5 белая пешка · c4 белая пешка · d4 чёрная пешка · a3 белая пешка · d3 белая пешка · f3 белый ферзь · h3 белая пешка · f2 белая пешка · g2 белая пешка · a1 белая ладья · b1 белый конь · c1 белый слон · e1 белый король · f1 белый слон · h1 белая ладья | a8 чёрная ладья · e8 чёрный король · f8 чёрный слон · h8 чёрная ладья · b7 чёрная пешка · c7 чёрный ферзь · d7 чёрный конь · e7 чёрная пешка · f7 чёрная пешка · g7 чёрная пешка · h7 чёрная пешка · f6 чёрный конь · a5 чёрная пешка · b5 белая пешка · c4 белая пешка · d4 чёрная пешка · a3 белая пешка · d3 белая пешка · f3 белый ферзь · h3 белая пешка · f2 белая пешка · g2 белая пешка · a1 белая ладья · b1 белый конь · c1 белый слон · e1 белый король · f1 белый слон · h1 белая ладья | a8 чёрная ладья · e8 чёрный король · f8 чёрный слон · h8 чёрная ладья · b7 чёрная пешка · c7 чёрный ферзь · d7 чёрный конь · e7 чёрная пешка · f7 чёрная пешка · g7 чёрная пешка · h7 чёрная пешка · f6 чёрный конь · a5 чёрная пешка · b5 белая пешка · c4 белая пешка · d4 чёрная пешка · a3 белая пешка · d3 белая пешка · f3 белый ферзь · h3 белая пешка · f2 белая пешка · g2 белая пешка · a1 белая ладья · b1 белый конь · c1 белый слон · e1 белый король · f1 белый слон · h1 белая ладья | a8 чёрная ладья · e8 чёрный король · f8 чёрный слон · h8 чёрная ладья · b7 чёрная пешка · c7 чёрный ферзь · d7 чёрный конь · e7 чёрная пешка · f7 чёрная пешка · g7 чёрная пешка · h7 чёрная пешка · f6 чёрный конь · a5 чёрная пешка · b5 белая пешка · c4 белая пешка · d4 чёрная пешка · a3 белая пешка · d3 белая пешка · f3 белый ферзь · h3 белая пешка · f2 белая пешка · g2 белая пешка · a1 белая ладья · b1 белый конь · c1 белый слон · e1 белый король · f1 белый слон · h1 белая ладья | 6 |
| 5 | a8 чёрная ладья · e8 чёрный король · f8 чёрный слон · h8 чёрная ладья · b7 чёрная пешка · c7 чёрный ферзь · d7 чёрный конь · e7 чёрная пешка · f7 чёрная пешка · g7 чёрная пешка · h7 чёрная пешка · f6 чёрный конь · a5 чёрная пешка · b5 белая пешка · c4 белая пешка · d4 чёрная пешка · a3 белая пешка · d3 белая пешка · f3 белый ферзь · h3 белая пешка · f2 белая пешка · g2 белая пешка · a1 белая ладья · b1 белый конь · c1 белый слон · e1 белый король · f1 белый слон · h1 белая ладья | a8 чёрная ладья · e8 чёрный король · f8 чёрный слон · h8 чёрная ладья · b7 чёрная пешка · c7 чёрный ферзь · d7 чёрный конь · e7 чёрная пешка · f7 чёрная пешка · g7 чёрная пешка · h7 чёрная пешка · f6 чёрный конь · a5 чёрная пешка · b5 белая пешка · c4 белая пешка · d4 чёрная пешка · a3 белая пешка · d3 белая пешка · f3 белый ферзь · h3 белая пешка · f2 белая пешка · g2 белая пешка · a1 белая ладья · b1 белый конь · c1 белый слон · e1 белый король · f1 белый слон · h1 белая ладья | a8 чёрная ладья · e8 чёрный король · f8 чёрный слон · h8 чёрная ладья · b7 чёрная пешка · c7 чёрный ферзь · d7 чёрный конь · e7 чёрная пешка · f7 чёрная пешка · g7 чёрная пешка · h7 чёрная пешка · f6 чёрный конь · a5 чёрная пешка · b5 белая пешка · c4 белая пешка · d4 чёрная пешка · a3 белая пешка · d3 белая пешка · f3 белый ферзь · h3 белая пешка · f2 белая пешка · g2 белая пешка · a1 белая ладья · b1 белый конь · c1 белый слон · e1 белый король · f1 белый слон · h1 белая ладья | a8 чёрная ладья · e8 чёрный король · f8 чёрный слон · h8 чёрная ладья · b7 чёрная пешка · c7 чёрный ферзь · d7 чёрный конь · e7 чёрная пешка · f7 чёрная пешка · g7 чёрная пешка · h7 чёрная пешка · f6 чёрный конь · a5 чёрная пешка · b5 белая пешка · c4 белая пешка · d4 чёрная пешка · a3 белая пешка · d3 белая пешка · f3 белый ферзь · h3 белая пешка · f2 белая пешка · g2 белая пешка · a1 белая ладья · b1 белый конь · c1 белый слон · e1 белый король · f1 белый слон · h1 белая ладья | a8 чёрная ладья · e8 чёрный король · f8 чёрный слон · h8 чёрная ладья · b7 чёрная пешка · c7 чёрный ферзь · d7 чёрный конь · e7 чёрная пешка · f7 чёрная пешка · g7 чёрная пешка · h7 чёрная пешка · f6 чёрный конь · a5 чёрная пешка · b5 белая пешка · c4 белая пешка · d4 чёрная пешка · a3 белая пешка · d3 белая пешка · f3 белый ферзь · h3 белая пешка · f2 белая пешка · g2 белая пешка · a1 белая ладья · b1 белый конь · c1 белый слон · e1 белый король · f1 белый слон · h1 белая ладья | a8 чёрная ладья · e8 чёрный король · f8 чёрный слон · h8 чёрная ладья · b7 чёрная пешка · c7 чёрный ферзь · d7 чёрный конь · e7 чёрная пешка · f7 чёрная пешка · g7 чёрная пешка · h7 чёрная пешка · f6 чёрный конь · a5 чёрная пешка · b5 белая пешка · c4 белая пешка · d4 чёрная пешка · a3 белая пешка · d3 белая пешка · f3 белый ферзь · h3 белая пешка · f2 белая пешка · g2 белая пешка · a1 белая ладья · b1 белый конь · c1 белый слон · e1 белый король · f1 белый слон · h1 белая ладья | a8 чёрная ладья · e8 чёрный король · f8 чёрный слон · h8 чёрная ладья · b7 чёрная пешка · c7 чёрный ферзь · d7 чёрный конь · e7 чёрная пешка · f7 чёрная пешка · g7 чёрная пешка · h7 чёрная пешка · f6 чёрный конь · a5 чёрная пешка · b5 белая пешка · c4 белая пешка · d4 чёрная пешка · a3 белая пешка · d3 белая пешка · f3 белый ферзь · h3 белая пешка · f2 белая пешка · g2 белая пешка · a1 белая ладья · b1 белый конь · c1 белый слон · e1 белый король · f1 белый слон · h1 белая ладья | a8 чёрная ладья · e8 чёрный король · f8 чёрный слон · h8 чёрная ладья · b7 чёрная пешка · c7 чёрный ферзь · d7 чёрный конь · e7 чёрная пешка · f7 чёрная пешка · g7 чёрная пешка · h7 чёрная пешка · f6 чёрный конь · a5 чёрная пешка · b5 белая пешка · c4 белая пешка · d4 чёрная пешка · a3 белая пешка · d3 белая пешка · f3 белый ферзь · h3 белая пешка · f2 белая пешка · g2 белая пешка · a1 белая ладья · b1 белый конь · c1 белый слон · e1 белый король · f1 белый слон · h1 белая ладья | 5 |
| 4 | a8 чёрная ладья · e8 чёрный король · f8 чёрный слон · h8 чёрная ладья · b7 чёрная пешка · c7 чёрный ферзь · d7 чёрный конь · e7 чёрная пешка · f7 чёрная пешка · g7 чёрная пешка · h7 чёрная пешка · f6 чёрный конь · a5 чёрная пешка · b5 белая пешка · c4 белая пешка · d4 чёрная пешка · a3 белая пешка · d3 белая пешка · f3 белый ферзь · h3 белая пешка · f2 белая пешка · g2 белая пешка · a1 белая ладья · b1 белый конь · c1 белый слон · e1 белый король · f1 белый слон · h1 белая ладья | a8 чёрная ладья · e8 чёрный король · f8 чёрный слон · h8 чёрная ладья · b7 чёрная пешка · c7 чёрный ферзь · d7 чёрный конь · e7 чёрная пешка · f7 чёрная пешка · g7 чёрная пешка · h7 чёрная пешка · f6 чёрный конь · a5 чёрная пешка · b5 белая пешка · c4 белая пешка · d4 чёрная пешка · a3 белая пешка · d3 белая пешка · f3 белый ферзь · h3 белая пешка · f2 белая пешка · g2 белая пешка · a1 белая ладья · b1 белый конь · c1 белый слон · e1 белый король · f1 белый слон · h1 белая ладья | a8 чёрная ладья · e8 чёрный король · f8 чёрный слон · h8 чёрная ладья · b7 чёрная пешка · c7 чёрный ферзь · d7 чёрный конь · e7 чёрная пешка · f7 чёрная пешка · g7 чёрная пешка · h7 чёрная пешка · f6 чёрный конь · a5 чёрная пешка · b5 белая пешка · c4 белая пешка · d4 чёрная пешка · a3 белая пешка · d3 белая пешка · f3 белый ферзь · h3 белая пешка · f2 белая пешка · g2 белая пешка · a1 белая ладья · b1 белый конь · c1 белый слон · e1 белый король · f1 белый слон · h1 белая ладья | a8 чёрная ладья · e8 чёрный король · f8 чёрный слон · h8 чёрная ладья · b7 чёрная пешка · c7 чёрный ферзь · d7 чёрный конь · e7 чёрная пешка · f7 чёрная пешка · g7 чёрная пешка · h7 чёрная пешка · f6 чёрный конь · a5 чёрная пешка · b5 белая пешка · c4 белая пешка · d4 чёрная пешка · a3 белая пешка · d3 белая пешка · f3 белый ферзь · h3 белая пешка · f2 белая пешка · g2 белая пешка · a1 белая ладья · b1 белый конь · c1 белый слон · e1 белый король · f1 белый слон · h1 белая ладья | a8 чёрная ладья · e8 чёрный король · f8 чёрный слон · h8 чёрная ладья · b7 чёрная пешка · c7 чёрный ферзь · d7 чёрный конь · e7 чёрная пешка · f7 чёрная пешка · g7 чёрная пешка · h7 чёрная пешка · f6 чёрный конь · a5 чёрная пешка · b5 белая пешка · c4 белая пешка · d4 чёрная пешка · a3 белая пешка · d3 белая пешка · f3 белый ферзь · h3 белая пешка · f2 белая пешка · g2 белая пешка · a1 белая ладья · b1 белый конь · c1 белый слон · e1 белый король · f1 белый слон · h1 белая ладья | a8 чёрная ладья · e8 чёрный король · f8 чёрный слон · h8 чёрная ладья · b7 чёрная пешка · c7 чёрный ферзь · d7 чёрный конь · e7 чёрная пешка · f7 чёрная пешка · g7 чёрная пешка · h7 чёрная пешка · f6 чёрный конь · a5 чёрная пешка · b5 белая пешка · c4 белая пешка · d4 чёрная пешка · a3 белая пешка · d3 белая пешка · f3 белый ферзь · h3 белая пешка · f2 белая пешка · g2 белая пешка · a1 белая ладья · b1 белый конь · c1 белый слон · e1 белый король · f1 белый слон · h1 белая ладья | a8 чёрная ладья · e8 чёрный король · f8 чёрный слон · h8 чёрная ладья · b7 чёрная пешка · c7 чёрный ферзь · d7 чёрный конь · e7 чёрная пешка · f7 чёрная пешка · g7 чёрная пешка · h7 чёрная пешка · f6 чёрный конь · a5 чёрная пешка · b5 белая пешка · c4 белая пешка · d4 чёрная пешка · a3 белая пешка · d3 белая пешка · f3 белый ферзь · h3 белая пешка · f2 белая пешка · g2 белая пешка · a1 белая ладья · b1 белый конь · c1 белый слон · e1 белый король · f1 белый слон · h1 белая ладья | a8 чёрная ладья · e8 чёрный король · f8 чёрный слон · h8 чёрная ладья · b7 чёрная пешка · c7 чёрный ферзь · d7 чёрный конь · e7 чёрная пешка · f7 чёрная пешка · g7 чёрная пешка · h7 чёрная пешка · f6 чёрный конь · a5 чёрная пешка · b5 белая пешка · c4 белая пешка · d4 чёрная пешка · a3 белая пешка · d3 белая пешка · f3 белый ферзь · h3 белая пешка · f2 белая пешка · g2 белая пешка · a1 белая ладья · b1 белый конь · c1 белый слон · e1 белый король · f1 белый слон · h1 белая ладья | 4 |
| 3 | a8 чёрная ладья · e8 чёрный король · f8 чёрный слон · h8 чёрная ладья · b7 чёрная пешка · c7 чёрный ферзь · d7 чёрный конь · e7 чёрная пешка · f7 чёрная пешка · g7 чёрная пешка · h7 чёрная пешка · f6 чёрный конь · a5 чёрная пешка · b5 белая пешка · c4 белая пешка · d4 чёрная пешка · a3 белая пешка · d3 белая пешка · f3 белый ферзь · h3 белая пешка · f2 белая пешка · g2 белая пешка · a1 белая ладья · b1 белый конь · c1 белый слон · e1 белый король · f1 белый слон · h1 белая ладья | a8 чёрная ладья · e8 чёрный король · f8 чёрный слон · h8 чёрная ладья · b7 чёрная пешка · c7 чёрный ферзь · d7 чёрный конь · e7 чёрная пешка · f7 чёрная пешка · g7 чёрная пешка · h7 чёрная пешка · f6 чёрный конь · a5 чёрная пешка · b5 белая пешка · c4 белая пешка · d4 чёрная пешка · a3 белая пешка · d3 белая пешка · f3 белый ферзь · h3 белая пешка · f2 белая пешка · g2 белая пешка · a1 белая ладья · b1 белый конь · c1 белый слон · e1 белый король · f1 белый слон · h1 белая ладья | a8 чёрная ладья · e8 чёрный король · f8 чёрный слон · h8 чёрная ладья · b7 чёрная пешка · c7 чёрный ферзь · d7 чёрный конь · e7 чёрная пешка · f7 чёрная пешка · g7 чёрная пешка · h7 чёрная пешка · f6 чёрный конь · a5 чёрная пешка · b5 белая пешка · c4 белая пешка · d4 чёрная пешка · a3 белая пешка · d3 белая пешка · f3 белый ферзь · h3 белая пешка · f2 белая пешка · g2 белая пешка · a1 белая ладья · b1 белый конь · c1 белый слон · e1 белый король · f1 белый слон · h1 белая ладья | a8 чёрная ладья · e8 чёрный король · f8 чёрный слон · h8 чёрная ладья · b7 чёрная пешка · c7 чёрный ферзь · d7 чёрный конь · e7 чёрная пешка · f7 чёрная пешка · g7 чёрная пешка · h7 чёрная пешка · f6 чёрный конь · a5 чёрная пешка · b5 белая пешка · c4 белая пешка · d4 чёрная пешка · a3 белая пешка · d3 белая пешка · f3 белый ферзь · h3 белая пешка · f2 белая пешка · g2 белая пешка · a1 белая ладья · b1 белый конь · c1 белый слон · e1 белый король · f1 белый слон · h1 белая ладья | a8 чёрная ладья · e8 чёрный король · f8 чёрный слон · h8 чёрная ладья · b7 чёрная пешка · c7 чёрный ферзь · d7 чёрный конь · e7 чёрная пешка · f7 чёрная пешка · g7 чёрная пешка · h7 чёрная пешка · f6 чёрный конь · a5 чёрная пешка · b5 белая пешка · c4 белая пешка · d4 чёрная пешка · a3 белая пешка · d3 белая пешка · f3 белый ферзь · h3 белая пешка · f2 белая пешка · g2 белая пешка · a1 белая ладья · b1 белый конь · c1 белый слон · e1 белый король · f1 белый слон · h1 белая ладья | a8 чёрная ладья · e8 чёрный король · f8 чёрный слон · h8 чёрная ладья · b7 чёрная пешка · c7 чёрный ферзь · d7 чёрный конь · e7 чёрная пешка · f7 чёрная пешка · g7 чёрная пешка · h7 чёрная пешка · f6 чёрный конь · a5 чёрная пешка · b5 белая пешка · c4 белая пешка · d4 чёрная пешка · a3 белая пешка · d3 белая пешка · f3 белый ферзь · h3 белая пешка · f2 белая пешка · g2 белая пешка · a1 белая ладья · b1 белый конь · c1 белый слон · e1 белый король · f1 белый слон · h1 белая ладья | a8 чёрная ладья · e8 чёрный король · f8 чёрный слон · h8 чёрная ладья · b7 чёрная пешка · c7 чёрный ферзь · d7 чёрный конь · e7 чёрная пешка · f7 чёрная пешка · g7 чёрная пешка · h7 чёрная пешка · f6 чёрный конь · a5 чёрная пешка · b5 белая пешка · c4 белая пешка · d4 чёрная пешка · a3 белая пешка · d3 белая пешка · f3 белый ферзь · h3 белая пешка · f2 белая пешка · g2 белая пешка · a1 белая ладья · b1 белый конь · c1 белый слон · e1 белый король · f1 белый слон · h1 белая ладья | a8 чёрная ладья · e8 чёрный король · f8 чёрный слон · h8 чёрная ладья · b7 чёрная пешка · c7 чёрный ферзь · d7 чёрный конь · e7 чёрная пешка · f7 чёрная пешка · g7 чёрная пешка · h7 чёрная пешка · f6 чёрный конь · a5 чёрная пешка · b5 белая пешка · c4 белая пешка · d4 чёрная пешка · a3 белая пешка · d3 белая пешка · f3 белый ферзь · h3 белая пешка · f2 белая пешка · g2 белая пешка · a1 белая ладья · b1 белый конь · c1 белый слон · e1 белый король · f1 белый слон · h1 белая ладья | 3 |
| 2 | a8 чёрная ладья · e8 чёрный король · f8 чёрный слон · h8 чёрная ладья · b7 чёрная пешка · c7 чёрный ферзь · d7 чёрный конь · e7 чёрная пешка · f7 чёрная пешка · g7 чёрная пешка · h7 чёрная пешка · f6 чёрный конь · a5 чёрная пешка · b5 белая пешка · c4 белая пешка · d4 чёрная пешка · a3 белая пешка · d3 белая пешка · f3 белый ферзь · h3 белая пешка · f2 белая пешка · g2 белая пешка · a1 белая ладья · b1 белый конь · c1 белый слон · e1 белый король · f1 белый слон · h1 белая ладья | a8 чёрная ладья · e8 чёрный король · f8 чёрный слон · h8 чёрная ладья · b7 чёрная пешка · c7 чёрный ферзь · d7 чёрный конь · e7 чёрная пешка · f7 чёрная пешка · g7 чёрная пешка · h7 чёрная пешка · f6 чёрный конь · a5 чёрная пешка · b5 белая пешка · c4 белая пешка · d4 чёрная пешка · a3 белая пешка · d3 белая пешка · f3 белый ферзь · h3 белая пешка · f2 белая пешка · g2 белая пешка · a1 белая ладья · b1 белый конь · c1 белый слон · e1 белый король · f1 белый слон · h1 белая ладья | a8 чёрная ладья · e8 чёрный король · f8 чёрный слон · h8 чёрная ладья · b7 чёрная пешка · c7 чёрный ферзь · d7 чёрный конь · e7 чёрная пешка · f7 чёрная пешка · g7 чёрная пешка · h7 чёрная пешка · f6 чёрный конь · a5 чёрная пешка · b5 белая пешка · c4 белая пешка · d4 чёрная пешка · a3 белая пешка · d3 белая пешка · f3 белый ферзь · h3 белая пешка · f2 белая пешка · g2 белая пешка · a1 белая ладья · b1 белый конь · c1 белый слон · e1 белый король · f1 белый слон · h1 белая ладья | a8 чёрная ладья · e8 чёрный король · f8 чёрный слон · h8 чёрная ладья · b7 чёрная пешка · c7 чёрный ферзь · d7 чёрный конь · e7 чёрная пешка · f7 чёрная пешка · g7 чёрная пешка · h7 чёрная пешка · f6 чёрный конь · a5 чёрная пешка · b5 белая пешка · c4 белая пешка · d4 чёрная пешка · a3 белая пешка · d3 белая пешка · f3 белый ферзь · h3 белая пешка · f2 белая пешка · g2 белая пешка · a1 белая ладья · b1 белый конь · c1 белый слон · e1 белый король · f1 белый слон · h1 белая ладья | a8 чёрная ладья · e8 чёрный король · f8 чёрный слон · h8 чёрная ладья · b7 чёрная пешка · c7 чёрный ферзь · d7 чёрный конь · e7 чёрная пешка · f7 чёрная пешка · g7 чёрная пешка · h7 чёрная пешка · f6 чёрный конь · a5 чёрная пешка · b5 белая пешка · c4 белая пешка · d4 чёрная пешка · a3 белая пешка · d3 белая пешка · f3 белый ферзь · h3 белая пешка · f2 белая пешка · g2 белая пешка · a1 белая ладья · b1 белый конь · c1 белый слон · e1 белый король · f1 белый слон · h1 белая ладья | a8 чёрная ладья · e8 чёрный король · f8 чёрный слон · h8 чёрная ладья · b7 чёрная пешка · c7 чёрный ферзь · d7 чёрный конь · e7 чёрная пешка · f7 чёрная пешка · g7 чёрная пешка · h7 чёрная пешка · f6 чёрный конь · a5 чёрная пешка · b5 белая пешка · c4 белая пешка · d4 чёрная пешка · a3 белая пешка · d3 белая пешка · f3 белый ферзь · h3 белая пешка · f2 белая пешка · g2 белая пешка · a1 белая ладья · b1 белый конь · c1 белый слон · e1 белый король · f1 белый слон · h1 белая ладья | a8 чёрная ладья · e8 чёрный король · f8 чёрный слон · h8 чёрная ладья · b7 чёрная пешка · c7 чёрный ферзь · d7 чёрный конь · e7 чёрная пешка · f7 чёрная пешка · g7 чёрная пешка · h7 чёрная пешка · f6 чёрный конь · a5 чёрная пешка · b5 белая пешка · c4 белая пешка · d4 чёрная пешка · a3 белая пешка · d3 белая пешка · f3 белый ферзь · h3 белая пешка · f2 белая пешка · g2 белая пешка · a1 белая ладья · b1 белый конь · c1 белый слон · e1 белый король · f1 белый слон · h1 белая ладья | a8 чёрная ладья · e8 чёрный король · f8 чёрный слон · h8 чёрная ладья · b7 чёрная пешка · c7 чёрный ферзь · d7 чёрный конь · e7 чёрная пешка · f7 чёрная пешка · g7 чёрная пешка · h7 чёрная пешка · f6 чёрный конь · a5 чёрная пешка · b5 белая пешка · c4 белая пешка · d4 чёрная пешка · a3 белая пешка · d3 белая пешка · f3 белый ферзь · h3 белая пешка · f2 белая пешка · g2 белая пешка · a1 белая ладья · b1 белый конь · c1 белый слон · e1 белый король · f1 белый слон · h1 белая ладья | 2 |
| 1 | a8 чёрная ладья · e8 чёрный король · f8 чёрный слон · h8 чёрная ладья · b7 чёрная пешка · c7 чёрный ферзь · d7 чёрный конь · e7 чёрная пешка · f7 чёрная пешка · g7 чёрная пешка · h7 чёрная пешка · f6 чёрный конь · a5 чёрная пешка · b5 белая пешка · c4 белая пешка · d4 чёрная пешка · a3 белая пешка · d3 белая пешка · f3 белый ферзь · h3 белая пешка · f2 белая пешка · g2 белая пешка · a1 белая ладья · b1 белый конь · c1 белый слон · e1 белый король · f1 белый слон · h1 белая ладья | a8 чёрная ладья · e8 чёрный король · f8 чёрный слон · h8 чёрная ладья · b7 чёрная пешка · c7 чёрный ферзь · d7 чёрный конь · e7 чёрная пешка · f7 чёрная пешка · g7 чёрная пешка · h7 чёрная пешка · f6 чёрный конь · a5 чёрная пешка · b5 белая пешка · c4 белая пешка · d4 чёрная пешка · a3 белая пешка · d3 белая пешка · f3 белый ферзь · h3 белая пешка · f2 белая пешка · g2 белая пешка · a1 белая ладья · b1 белый конь · c1 белый слон · e1 белый король · f1 белый слон · h1 белая ладья | a8 чёрная ладья · e8 чёрный король · f8 чёрный слон · h8 чёрная ладья · b7 чёрная пешка · c7 чёрный ферзь · d7 чёрный конь · e7 чёрная пешка · f7 чёрная пешка · g7 чёрная пешка · h7 чёрная пешка · f6 чёрный конь · a5 чёрная пешка · b5 белая пешка · c4 белая пешка · d4 чёрная пешка · a3 белая пешка · d3 белая пешка · f3 белый ферзь · h3 белая пешка · f2 белая пешка · g2 белая пешка · a1 белая ладья · b1 белый конь · c1 белый слон · e1 белый король · f1 белый слон · h1 белая ладья | a8 чёрная ладья · e8 чёрный король · f8 чёрный слон · h8 чёрная ладья · b7 чёрная пешка · c7 чёрный ферзь · d7 чёрный конь · e7 чёрная пешка · f7 чёрная пешка · g7 чёрная пешка · h7 чёрная пешка · f6 чёрный конь · a5 чёрная пешка · b5 белая пешка · c4 белая пешка · d4 чёрная пешка · a3 белая пешка · d3 белая пешка · f3 белый ферзь · h3 белая пешка · f2 белая пешка · g2 белая пешка · a1 белая ладья · b1 белый конь · c1 белый слон · e1 белый король · f1 белый слон · h1 белая ладья | a8 чёрная ладья · e8 чёрный король · f8 чёрный слон · h8 чёрная ладья · b7 чёрная пешка · c7 чёрный ферзь · d7 чёрный конь · e7 чёрная пешка · f7 чёрная пешка · g7 чёрная пешка · h7 чёрная пешка · f6 чёрный конь · a5 чёрная пешка · b5 белая пешка · c4 белая пешка · d4 чёрная пешка · a3 белая пешка · d3 белая пешка · f3 белый ферзь · h3 белая пешка · f2 белая пешка · g2 белая пешка · a1 белая ладья · b1 белый конь · c1 белый слон · e1 белый король · f1 белый слон · h1 белая ладья | a8 чёрная ладья · e8 чёрный король · f8 чёрный слон · h8 чёрная ладья · b7 чёрная пешка · c7 чёрный ферзь · d7 чёрный конь · e7 чёрная пешка · f7 чёрная пешка · g7 чёрная пешка · h7 чёрная пешка · f6 чёрный конь · a5 чёрная пешка · b5 белая пешка · c4 белая пешка · d4 чёрная пешка · a3 белая пешка · d3 белая пешка · f3 белый ферзь · h3 белая пешка · f2 белая пешка · g2 белая пешка · a1 белая ладья · b1 белый конь · c1 белый слон · e1 белый король · f1 белый слон · h1 белая ладья | a8 чёрная ладья · e8 чёрный король · f8 чёрный слон · h8 чёрная ладья · b7 чёрная пешка · c7 чёрный ферзь · d7 чёрный конь · e7 чёрная пешка · f7 чёрная пешка · g7 чёрная пешка · h7 чёрная пешка · f6 чёрный конь · a5 чёрная пешка · b5 белая пешка · c4 белая пешка · d4 чёрная пешка · a3 белая пешка · d3 белая пешка · f3 белый ферзь · h3 белая пешка · f2 белая пешка · g2 белая пешка · a1 белая ладья · b1 белый конь · c1 белый слон · e1 белый король · f1 белый слон · h1 белая ладья | a8 чёрная ладья · e8 чёрный король · f8 чёрный слон · h8 чёрная ладья · b7 чёрная пешка · c7 чёрный ферзь · d7 чёрный конь · e7 чёрная пешка · f7 чёрная пешка · g7 чёрная пешка · h7 чёрная пешка · f6 чёрный конь · a5 чёрная пешка · b5 белая пешка · c4 белая пешка · d4 чёрная пешка · a3 белая пешка · d3 белая пешка · f3 белый ферзь · h3 белая пешка · f2 белая пешка · g2 белая пешка · a1 белая ладья · b1 белый конь · c1 белый слон · e1 белый король · f1 белый слон · h1 белая ладья | 1 |
|   | a | b | c | d | e | f | g | h |   |

Несмотря на уверенную игру в дебюте, Гукеш промедлил, сыграв 9.d3. Свой план он назвал глупым, сказав, что сильнее было 9.c5. Чемпион мира неожиданно сыграл 10…♞bd7! с идеей перевода коня на c5, после чего у чёрных была бы отличная позиция. Гукеш, заметив, что потерял перевес, затратил больше часа на ход 11.g3 (самое большое время затраченное на ход в этом матче). Перевес по времени и по позиции у Гукеша исчез, а Дин Лижэнь, наоборот, начал давить, однако на 15-м ходу допустил неточность 15…g6?!, которую позже сам раскритиковал: „Я сделал ужасный ход, не заметив 16.a4… Не думаю, что после этого у меня были шансы“. Гукеш почувствовал, что может использовать эту ошибку, и смог найти правильный порядок ходов: 16.a4, 17.b6 и 18.♗a3. К 25-му ходу претендент начал оказывать серьёзное давление на пешку b7, однако вместо сдвоения ладей по вертикали b сделал ход 25.♘a1, упуская перевес. Дин Лижэнь потратил на ответный ход 6 минут из оставшихся 14-ти и ошибся. После 26…e6? белые вновь получили возможность развить атаку. После того, как Гукеш всё же сдвоил ладьи, чёрным следовало перекрыть вертикаль ходом 28…♞b4, сохраняя равенство. Вместо этого чемпион допустил грубейший зевок 28…♛c8??, и после 29.♕xc6 сразу сдался: ответное взятие на c6 было невозможно из-за потери ладьи на b8. У белых осталась лишняя фигура.
[Event "FIDE World Championship Match 2024"]
[Site "Singapore SGP"]
[Date "2024.12.08"]
[Round "11"]
[White "Gukesh D"]
[Black "Ding, Liren"]
[Result "1-0"]
[WhiteElo "2783"]
[WhiteTitle "GM"]
[WhiteFideId "46616543"]
[BlackElo "2728"]
[BlackTitle "GM"]
[BlackFideId "8603677"]
[TimeControl "40/7200:1800+30"]
[Variant "Standard"]
[ECO "A09"]
[Opening "Réti Opening: Reversed Blumenfeld Gambit"]
[Annotator "https://lichess.org/broadcast/-/-/z3yejSAa"]
[StudyName "Game 11"]
[ChapterName "Gukesh D - Ding, Liren"]
1. Nf3 d5 2. c4 d4 3. b4 c5 4. e3 Nf6 5. a3 Bg4 6. exd4 cxd4 7. h3 Bxf3 8. Qxf3 Qc7 9. d3 a5 10. b5 Nbd7 11. g3 Nc5 12. Bg2 Nfd7 13. O-O Ne5 14. Qf4 Rd8 15. Rd1 g6 16. a4 h5 17. b6 Qd6 18. Ba3 Bh6 19. Bxc5 Qxc5 20. Qe4 Nc6 21. Na3 Rd7 22. Nc2 Qxb6 23. Rab1 Qc7 24. Rb5 O-O 25. Na1 Rb8 26. Nb3 e6 27. Nc5 Re7 28. Rdb1 Qc8 29. Qxc6

### 12-я партия
|   | a | b | c | d | e | f | g | h |   |
| - | --- | --- | --- | --- | --- | --- | --- | --- | - |
| 8 | b8 чёрная ладья · d8 чёрный ферзь · e8 чёрная ладья · g8 чёрный король · b7 чёрная пешка · c7 чёрная пешка · d7 чёрный конь · e7 чёрный слон · f7 чёрная пешка · g7 чёрная пешка · c6 чёрный конь · h6 чёрная пешка · a5 чёрная пешка · b5 белый конь · e5 чёрная пешка · f5 чёрный слон · c4 белая пешка · a3 белая пешка · d3 белая пешка · e3 белый слон · f3 белый конь · g3 белая пешка · h3 белая пешка · b2 белая пешка · c2 белый ферзь · f2 белая пешка · g2 белый слон · h2 белый король · d1 белая ладья · e1 белая ладья | b8 чёрная ладья · d8 чёрный ферзь · e8 чёрная ладья · g8 чёрный король · b7 чёрная пешка · c7 чёрная пешка · d7 чёрный конь · e7 чёрный слон · f7 чёрная пешка · g7 чёрная пешка · c6 чёрный конь · h6 чёрная пешка · a5 чёрная пешка · b5 белый конь · e5 чёрная пешка · f5 чёрный слон · c4 белая пешка · a3 белая пешка · d3 белая пешка · e3 белый слон · f3 белый конь · g3 белая пешка · h3 белая пешка · b2 белая пешка · c2 белый ферзь · f2 белая пешка · g2 белый слон · h2 белый король · d1 белая ладья · e1 белая ладья | b8 чёрная ладья · d8 чёрный ферзь · e8 чёрная ладья · g8 чёрный король · b7 чёрная пешка · c7 чёрная пешка · d7 чёрный конь · e7 чёрный слон · f7 чёрная пешка · g7 чёрная пешка · c6 чёрный конь · h6 чёрная пешка · a5 чёрная пешка · b5 белый конь · e5 чёрная пешка · f5 чёрный слон · c4 белая пешка · a3 белая пешка · d3 белая пешка · e3 белый слон · f3 белый конь · g3 белая пешка · h3 белая пешка · b2 белая пешка · c2 белый ферзь · f2 белая пешка · g2 белый слон · h2 белый король · d1 белая ладья · e1 белая ладья | b8 чёрная ладья · d8 чёрный ферзь · e8 чёрная ладья · g8 чёрный король · b7 чёрная пешка · c7 чёрная пешка · d7 чёрный конь · e7 чёрный слон · f7 чёрная пешка · g7 чёрная пешка · c6 чёрный конь · h6 чёрная пешка · a5 чёрная пешка · b5 белый конь · e5 чёрная пешка · f5 чёрный слон · c4 белая пешка · a3 белая пешка · d3 белая пешка · e3 белый слон · f3 белый конь · g3 белая пешка · h3 белая пешка · b2 белая пешка · c2 белый ферзь · f2 белая пешка · g2 белый слон · h2 белый король · d1 белая ладья · e1 белая ладья | b8 чёрная ладья · d8 чёрный ферзь · e8 чёрная ладья · g8 чёрный король · b7 чёрная пешка · c7 чёрная пешка · d7 чёрный конь · e7 чёрный слон · f7 чёрная пешка · g7 чёрная пешка · c6 чёрный конь · h6 чёрная пешка · a5 чёрная пешка · b5 белый конь · e5 чёрная пешка · f5 чёрный слон · c4 белая пешка · a3 белая пешка · d3 белая пешка · e3 белый слон · f3 белый конь · g3 белая пешка · h3 белая пешка · b2 белая пешка · c2 белый ферзь · f2 белая пешка · g2 белый слон · h2 белый король · d1 белая ладья · e1 белая ладья | b8 чёрная ладья · d8 чёрный ферзь · e8 чёрная ладья · g8 чёрный король · b7 чёрная пешка · c7 чёрная пешка · d7 чёрный конь · e7 чёрный слон · f7 чёрная пешка · g7 чёрная пешка · c6 чёрный конь · h6 чёрная пешка · a5 чёрная пешка · b5 белый конь · e5 чёрная пешка · f5 чёрный слон · c4 белая пешка · a3 белая пешка · d3 белая пешка · e3 белый слон · f3 белый конь · g3 белая пешка · h3 белая пешка · b2 белая пешка · c2 белый ферзь · f2 белая пешка · g2 белый слон · h2 белый король · d1 белая ладья · e1 белая ладья | b8 чёрная ладья · d8 чёрный ферзь · e8 чёрная ладья · g8 чёрный король · b7 чёрная пешка · c7 чёрная пешка · d7 чёрный конь · e7 чёрный слон · f7 чёрная пешка · g7 чёрная пешка · c6 чёрный конь · h6 чёрная пешка · a5 чёрная пешка · b5 белый конь · e5 чёрная пешка · f5 чёрный слон · c4 белая пешка · a3 белая пешка · d3 белая пешка · e3 белый слон · f3 белый конь · g3 белая пешка · h3 белая пешка · b2 белая пешка · c2 белый ферзь · f2 белая пешка · g2 белый слон · h2 белый король · d1 белая ладья · e1 белая ладья | b8 чёрная ладья · d8 чёрный ферзь · e8 чёрная ладья · g8 чёрный король · b7 чёрная пешка · c7 чёрная пешка · d7 чёрный конь · e7 чёрный слон · f7 чёрная пешка · g7 чёрная пешка · c6 чёрный конь · h6 чёрная пешка · a5 чёрная пешка · b5 белый конь · e5 чёрная пешка · f5 чёрный слон · c4 белая пешка · a3 белая пешка · d3 белая пешка · e3 белый слон · f3 белый конь · g3 белая пешка · h3 белая пешка · b2 белая пешка · c2 белый ферзь · f2 белая пешка · g2 белый слон · h2 белый король · d1 белая ладья · e1 белая ладья | 8 |
| 7 | b8 чёрная ладья · d8 чёрный ферзь · e8 чёрная ладья · g8 чёрный король · b7 чёрная пешка · c7 чёрная пешка · d7 чёрный конь · e7 чёрный слон · f7 чёрная пешка · g7 чёрная пешка · c6 чёрный конь · h6 чёрная пешка · a5 чёрная пешка · b5 белый конь · e5 чёрная пешка · f5 чёрный слон · c4 белая пешка · a3 белая пешка · d3 белая пешка · e3 белый слон · f3 белый конь · g3 белая пешка · h3 белая пешка · b2 белая пешка · c2 белый ферзь · f2 белая пешка · g2 белый слон · h2 белый король · d1 белая ладья · e1 белая ладья | b8 чёрная ладья · d8 чёрный ферзь · e8 чёрная ладья · g8 чёрный король · b7 чёрная пешка · c7 чёрная пешка · d7 чёрный конь · e7 чёрный слон · f7 чёрная пешка · g7 чёрная пешка · c6 чёрный конь · h6 чёрная пешка · a5 чёрная пешка · b5 белый конь · e5 чёрная пешка · f5 чёрный слон · c4 белая пешка · a3 белая пешка · d3 белая пешка · e3 белый слон · f3 белый конь · g3 белая пешка · h3 белая пешка · b2 белая пешка · c2 белый ферзь · f2 белая пешка · g2 белый слон · h2 белый король · d1 белая ладья · e1 белая ладья | b8 чёрная ладья · d8 чёрный ферзь · e8 чёрная ладья · g8 чёрный король · b7 чёрная пешка · c7 чёрная пешка · d7 чёрный конь · e7 чёрный слон · f7 чёрная пешка · g7 чёрная пешка · c6 чёрный конь · h6 чёрная пешка · a5 чёрная пешка · b5 белый конь · e5 чёрная пешка · f5 чёрный слон · c4 белая пешка · a3 белая пешка · d3 белая пешка · e3 белый слон · f3 белый конь · g3 белая пешка · h3 белая пешка · b2 белая пешка · c2 белый ферзь · f2 белая пешка · g2 белый слон · h2 белый король · d1 белая ладья · e1 белая ладья | b8 чёрная ладья · d8 чёрный ферзь · e8 чёрная ладья · g8 чёрный король · b7 чёрная пешка · c7 чёрная пешка · d7 чёрный конь · e7 чёрный слон · f7 чёрная пешка · g7 чёрная пешка · c6 чёрный конь · h6 чёрная пешка · a5 чёрная пешка · b5 белый конь · e5 чёрная пешка · f5 чёрный слон · c4 белая пешка · a3 белая пешка · d3 белая пешка · e3 белый слон · f3 белый конь · g3 белая пешка · h3 белая пешка · b2 белая пешка · c2 белый ферзь · f2 белая пешка · g2 белый слон · h2 белый король · d1 белая ладья · e1 белая ладья | b8 чёрная ладья · d8 чёрный ферзь · e8 чёрная ладья · g8 чёрный король · b7 чёрная пешка · c7 чёрная пешка · d7 чёрный конь · e7 чёрный слон · f7 чёрная пешка · g7 чёрная пешка · c6 чёрный конь · h6 чёрная пешка · a5 чёрная пешка · b5 белый конь · e5 чёрная пешка · f5 чёрный слон · c4 белая пешка · a3 белая пешка · d3 белая пешка · e3 белый слон · f3 белый конь · g3 белая пешка · h3 белая пешка · b2 белая пешка · c2 белый ферзь · f2 белая пешка · g2 белый слон · h2 белый король · d1 белая ладья · e1 белая ладья | b8 чёрная ладья · d8 чёрный ферзь · e8 чёрная ладья · g8 чёрный король · b7 чёрная пешка · c7 чёрная пешка · d7 чёрный конь · e7 чёрный слон · f7 чёрная пешка · g7 чёрная пешка · c6 чёрный конь · h6 чёрная пешка · a5 чёрная пешка · b5 белый конь · e5 чёрная пешка · f5 чёрный слон · c4 белая пешка · a3 белая пешка · d3 белая пешка · e3 белый слон · f3 белый конь · g3 белая пешка · h3 белая пешка · b2 белая пешка · c2 белый ферзь · f2 белая пешка · g2 белый слон · h2 белый король · d1 белая ладья · e1 белая ладья | b8 чёрная ладья · d8 чёрный ферзь · e8 чёрная ладья · g8 чёрный король · b7 чёрная пешка · c7 чёрная пешка · d7 чёрный конь · e7 чёрный слон · f7 чёрная пешка · g7 чёрная пешка · c6 чёрный конь · h6 чёрная пешка · a5 чёрная пешка · b5 белый конь · e5 чёрная пешка · f5 чёрный слон · c4 белая пешка · a3 белая пешка · d3 белая пешка · e3 белый слон · f3 белый конь · g3 белая пешка · h3 белая пешка · b2 белая пешка · c2 белый ферзь · f2 белая пешка · g2 белый слон · h2 белый король · d1 белая ладья · e1 белая ладья | b8 чёрная ладья · d8 чёрный ферзь · e8 чёрная ладья · g8 чёрный король · b7 чёрная пешка · c7 чёрная пешка · d7 чёрный конь · e7 чёрный слон · f7 чёрная пешка · g7 чёрная пешка · c6 чёрный конь · h6 чёрная пешка · a5 чёрная пешка · b5 белый конь · e5 чёрная пешка · f5 чёрный слон · c4 белая пешка · a3 белая пешка · d3 белая пешка · e3 белый слон · f3 белый конь · g3 белая пешка · h3 белая пешка · b2 белая пешка · c2 белый ферзь · f2 белая пешка · g2 белый слон · h2 белый король · d1 белая ладья · e1 белая ладья | 7 |
| 6 | b8 чёрная ладья · d8 чёрный ферзь · e8 чёрная ладья · g8 чёрный король · b7 чёрная пешка · c7 чёрная пешка · d7 чёрный конь · e7 чёрный слон · f7 чёрная пешка · g7 чёрная пешка · c6 чёрный конь · h6 чёрная пешка · a5 чёрная пешка · b5 белый конь · e5 чёрная пешка · f5 чёрный слон · c4 белая пешка · a3 белая пешка · d3 белая пешка · e3 белый слон · f3 белый конь · g3 белая пешка · h3 белая пешка · b2 белая пешка · c2 белый ферзь · f2 белая пешка · g2 белый слон · h2 белый король · d1 белая ладья · e1 белая ладья | b8 чёрная ладья · d8 чёрный ферзь · e8 чёрная ладья · g8 чёрный король · b7 чёрная пешка · c7 чёрная пешка · d7 чёрный конь · e7 чёрный слон · f7 чёрная пешка · g7 чёрная пешка · c6 чёрный конь · h6 чёрная пешка · a5 чёрная пешка · b5 белый конь · e5 чёрная пешка · f5 чёрный слон · c4 белая пешка · a3 белая пешка · d3 белая пешка · e3 белый слон · f3 белый конь · g3 белая пешка · h3 белая пешка · b2 белая пешка · c2 белый ферзь · f2 белая пешка · g2 белый слон · h2 белый король · d1 белая ладья · e1 белая ладья | b8 чёрная ладья · d8 чёрный ферзь · e8 чёрная ладья · g8 чёрный король · b7 чёрная пешка · c7 чёрная пешка · d7 чёрный конь · e7 чёрный слон · f7 чёрная пешка · g7 чёрная пешка · c6 чёрный конь · h6 чёрная пешка · a5 чёрная пешка · b5 белый конь · e5 чёрная пешка · f5 чёрный слон · c4 белая пешка · a3 белая пешка · d3 белая пешка · e3 белый слон · f3 белый конь · g3 белая пешка · h3 белая пешка · b2 белая пешка · c2 белый ферзь · f2 белая пешка · g2 белый слон · h2 белый король · d1 белая ладья · e1 белая ладья | b8 чёрная ладья · d8 чёрный ферзь · e8 чёрная ладья · g8 чёрный король · b7 чёрная пешка · c7 чёрная пешка · d7 чёрный конь · e7 чёрный слон · f7 чёрная пешка · g7 чёрная пешка · c6 чёрный конь · h6 чёрная пешка · a5 чёрная пешка · b5 белый конь · e5 чёрная пешка · f5 чёрный слон · c4 белая пешка · a3 белая пешка · d3 белая пешка · e3 белый слон · f3 белый конь · g3 белая пешка · h3 белая пешка · b2 белая пешка · c2 белый ферзь · f2 белая пешка · g2 белый слон · h2 белый король · d1 белая ладья · e1 белая ладья | b8 чёрная ладья · d8 чёрный ферзь · e8 чёрная ладья · g8 чёрный король · b7 чёрная пешка · c7 чёрная пешка · d7 чёрный конь · e7 чёрный слон · f7 чёрная пешка · g7 чёрная пешка · c6 чёрный конь · h6 чёрная пешка · a5 чёрная пешка · b5 белый конь · e5 чёрная пешка · f5 чёрный слон · c4 белая пешка · a3 белая пешка · d3 белая пешка · e3 белый слон · f3 белый конь · g3 белая пешка · h3 белая пешка · b2 белая пешка · c2 белый ферзь · f2 белая пешка · g2 белый слон · h2 белый король · d1 белая ладья · e1 белая ладья | b8 чёрная ладья · d8 чёрный ферзь · e8 чёрная ладья · g8 чёрный король · b7 чёрная пешка · c7 чёрная пешка · d7 чёрный конь · e7 чёрный слон · f7 чёрная пешка · g7 чёрная пешка · c6 чёрный конь · h6 чёрная пешка · a5 чёрная пешка · b5 белый конь · e5 чёрная пешка · f5 чёрный слон · c4 белая пешка · a3 белая пешка · d3 белая пешка · e3 белый слон · f3 белый конь · g3 белая пешка · h3 белая пешка · b2 белая пешка · c2 белый ферзь · f2 белая пешка · g2 белый слон · h2 белый король · d1 белая ладья · e1 белая ладья | b8 чёрная ладья · d8 чёрный ферзь · e8 чёрная ладья · g8 чёрный король · b7 чёрная пешка · c7 чёрная пешка · d7 чёрный конь · e7 чёрный слон · f7 чёрная пешка · g7 чёрная пешка · c6 чёрный конь · h6 чёрная пешка · a5 чёрная пешка · b5 белый конь · e5 чёрная пешка · f5 чёрный слон · c4 белая пешка · a3 белая пешка · d3 белая пешка · e3 белый слон · f3 белый конь · g3 белая пешка · h3 белая пешка · b2 белая пешка · c2 белый ферзь · f2 белая пешка · g2 белый слон · h2 белый король · d1 белая ладья · e1 белая ладья | b8 чёрная ладья · d8 чёрный ферзь · e8 чёрная ладья · g8 чёрный король · b7 чёрная пешка · c7 чёрная пешка · d7 чёрный конь · e7 чёрный слон · f7 чёрная пешка · g7 чёрная пешка · c6 чёрный конь · h6 чёрная пешка · a5 чёрная пешка · b5 белый конь · e5 чёрная пешка · f5 чёрный слон · c4 белая пешка · a3 белая пешка · d3 белая пешка · e3 белый слон · f3 белый конь · g3 белая пешка · h3 белая пешка · b2 белая пешка · c2 белый ферзь · f2 белая пешка · g2 белый слон · h2 белый король · d1 белая ладья · e1 белая ладья | 6 |
| 5 | b8 чёрная ладья · d8 чёрный ферзь · e8 чёрная ладья · g8 чёрный король · b7 чёрная пешка · c7 чёрная пешка · d7 чёрный конь · e7 чёрный слон · f7 чёрная пешка · g7 чёрная пешка · c6 чёрный конь · h6 чёрная пешка · a5 чёрная пешка · b5 белый конь · e5 чёрная пешка · f5 чёрный слон · c4 белая пешка · a3 белая пешка · d3 белая пешка · e3 белый слон · f3 белый конь · g3 белая пешка · h3 белая пешка · b2 белая пешка · c2 белый ферзь · f2 белая пешка · g2 белый слон · h2 белый король · d1 белая ладья · e1 белая ладья | b8 чёрная ладья · d8 чёрный ферзь · e8 чёрная ладья · g8 чёрный король · b7 чёрная пешка · c7 чёрная пешка · d7 чёрный конь · e7 чёрный слон · f7 чёрная пешка · g7 чёрная пешка · c6 чёрный конь · h6 чёрная пешка · a5 чёрная пешка · b5 белый конь · e5 чёрная пешка · f5 чёрный слон · c4 белая пешка · a3 белая пешка · d3 белая пешка · e3 белый слон · f3 белый конь · g3 белая пешка · h3 белая пешка · b2 белая пешка · c2 белый ферзь · f2 белая пешка · g2 белый слон · h2 белый король · d1 белая ладья · e1 белая ладья | b8 чёрная ладья · d8 чёрный ферзь · e8 чёрная ладья · g8 чёрный король · b7 чёрная пешка · c7 чёрная пешка · d7 чёрный конь · e7 чёрный слон · f7 чёрная пешка · g7 чёрная пешка · c6 чёрный конь · h6 чёрная пешка · a5 чёрная пешка · b5 белый конь · e5 чёрная пешка · f5 чёрный слон · c4 белая пешка · a3 белая пешка · d3 белая пешка · e3 белый слон · f3 белый конь · g3 белая пешка · h3 белая пешка · b2 белая пешка · c2 белый ферзь · f2 белая пешка · g2 белый слон · h2 белый король · d1 белая ладья · e1 белая ладья | b8 чёрная ладья · d8 чёрный ферзь · e8 чёрная ладья · g8 чёрный король · b7 чёрная пешка · c7 чёрная пешка · d7 чёрный конь · e7 чёрный слон · f7 чёрная пешка · g7 чёрная пешка · c6 чёрный конь · h6 чёрная пешка · a5 чёрная пешка · b5 белый конь · e5 чёрная пешка · f5 чёрный слон · c4 белая пешка · a3 белая пешка · d3 белая пешка · e3 белый слон · f3 белый конь · g3 белая пешка · h3 белая пешка · b2 белая пешка · c2 белый ферзь · f2 белая пешка · g2 белый слон · h2 белый король · d1 белая ладья · e1 белая ладья | b8 чёрная ладья · d8 чёрный ферзь · e8 чёрная ладья · g8 чёрный король · b7 чёрная пешка · c7 чёрная пешка · d7 чёрный конь · e7 чёрный слон · f7 чёрная пешка · g7 чёрная пешка · c6 чёрный конь · h6 чёрная пешка · a5 чёрная пешка · b5 белый конь · e5 чёрная пешка · f5 чёрный слон · c4 белая пешка · a3 белая пешка · d3 белая пешка · e3 белый слон · f3 белый конь · g3 белая пешка · h3 белая пешка · b2 белая пешка · c2 белый ферзь · f2 белая пешка · g2 белый слон · h2 белый король · d1 белая ладья · e1 белая ладья | b8 чёрная ладья · d8 чёрный ферзь · e8 чёрная ладья · g8 чёрный король · b7 чёрная пешка · c7 чёрная пешка · d7 чёрный конь · e7 чёрный слон · f7 чёрная пешка · g7 чёрная пешка · c6 чёрный конь · h6 чёрная пешка · a5 чёрная пешка · b5 белый конь · e5 чёрная пешка · f5 чёрный слон · c4 белая пешка · a3 белая пешка · d3 белая пешка · e3 белый слон · f3 белый конь · g3 белая пешка · h3 белая пешка · b2 белая пешка · c2 белый ферзь · f2 белая пешка · g2 белый слон · h2 белый король · d1 белая ладья · e1 белая ладья | b8 чёрная ладья · d8 чёрный ферзь · e8 чёрная ладья · g8 чёрный король · b7 чёрная пешка · c7 чёрная пешка · d7 чёрный конь · e7 чёрный слон · f7 чёрная пешка · g7 чёрная пешка · c6 чёрный конь · h6 чёрная пешка · a5 чёрная пешка · b5 белый конь · e5 чёрная пешка · f5 чёрный слон · c4 белая пешка · a3 белая пешка · d3 белая пешка · e3 белый слон · f3 белый конь · g3 белая пешка · h3 белая пешка · b2 белая пешка · c2 белый ферзь · f2 белая пешка · g2 белый слон · h2 белый король · d1 белая ладья · e1 белая ладья | b8 чёрная ладья · d8 чёрный ферзь · e8 чёрная ладья · g8 чёрный король · b7 чёрная пешка · c7 чёрная пешка · d7 чёрный конь · e7 чёрный слон · f7 чёрная пешка · g7 чёрная пешка · c6 чёрный конь · h6 чёрная пешка · a5 чёрная пешка · b5 белый конь · e5 чёрная пешка · f5 чёрный слон · c4 белая пешка · a3 белая пешка · d3 белая пешка · e3 белый слон · f3 белый конь · g3 белая пешка · h3 белая пешка · b2 белая пешка · c2 белый ферзь · f2 белая пешка · g2 белый слон · h2 белый король · d1 белая ладья · e1 белая ладья | 5 |
| 4 | b8 чёрная ладья · d8 чёрный ферзь · e8 чёрная ладья · g8 чёрный король · b7 чёрная пешка · c7 чёрная пешка · d7 чёрный конь · e7 чёрный слон · f7 чёрная пешка · g7 чёрная пешка · c6 чёрный конь · h6 чёрная пешка · a5 чёрная пешка · b5 белый конь · e5 чёрная пешка · f5 чёрный слон · c4 белая пешка · a3 белая пешка · d3 белая пешка · e3 белый слон · f3 белый конь · g3 белая пешка · h3 белая пешка · b2 белая пешка · c2 белый ферзь · f2 белая пешка · g2 белый слон · h2 белый король · d1 белая ладья · e1 белая ладья | b8 чёрная ладья · d8 чёрный ферзь · e8 чёрная ладья · g8 чёрный король · b7 чёрная пешка · c7 чёрная пешка · d7 чёрный конь · e7 чёрный слон · f7 чёрная пешка · g7 чёрная пешка · c6 чёрный конь · h6 чёрная пешка · a5 чёрная пешка · b5 белый конь · e5 чёрная пешка · f5 чёрный слон · c4 белая пешка · a3 белая пешка · d3 белая пешка · e3 белый слон · f3 белый конь · g3 белая пешка · h3 белая пешка · b2 белая пешка · c2 белый ферзь · f2 белая пешка · g2 белый слон · h2 белый король · d1 белая ладья · e1 белая ладья | b8 чёрная ладья · d8 чёрный ферзь · e8 чёрная ладья · g8 чёрный король · b7 чёрная пешка · c7 чёрная пешка · d7 чёрный конь · e7 чёрный слон · f7 чёрная пешка · g7 чёрная пешка · c6 чёрный конь · h6 чёрная пешка · a5 чёрная пешка · b5 белый конь · e5 чёрная пешка · f5 чёрный слон · c4 белая пешка · a3 белая пешка · d3 белая пешка · e3 белый слон · f3 белый конь · g3 белая пешка · h3 белая пешка · b2 белая пешка · c2 белый ферзь · f2 белая пешка · g2 белый слон · h2 белый король · d1 белая ладья · e1 белая ладья | b8 чёрная ладья · d8 чёрный ферзь · e8 чёрная ладья · g8 чёрный король · b7 чёрная пешка · c7 чёрная пешка · d7 чёрный конь · e7 чёрный слон · f7 чёрная пешка · g7 чёрная пешка · c6 чёрный конь · h6 чёрная пешка · a5 чёрная пешка · b5 белый конь · e5 чёрная пешка · f5 чёрный слон · c4 белая пешка · a3 белая пешка · d3 белая пешка · e3 белый слон · f3 белый конь · g3 белая пешка · h3 белая пешка · b2 белая пешка · c2 белый ферзь · f2 белая пешка · g2 белый слон · h2 белый король · d1 белая ладья · e1 белая ладья | b8 чёрная ладья · d8 чёрный ферзь · e8 чёрная ладья · g8 чёрный король · b7 чёрная пешка · c7 чёрная пешка · d7 чёрный конь · e7 чёрный слон · f7 чёрная пешка · g7 чёрная пешка · c6 чёрный конь · h6 чёрная пешка · a5 чёрная пешка · b5 белый конь · e5 чёрная пешка · f5 чёрный слон · c4 белая пешка · a3 белая пешка · d3 белая пешка · e3 белый слон · f3 белый конь · g3 белая пешка · h3 белая пешка · b2 белая пешка · c2 белый ферзь · f2 белая пешка · g2 белый слон · h2 белый король · d1 белая ладья · e1 белая ладья | b8 чёрная ладья · d8 чёрный ферзь · e8 чёрная ладья · g8 чёрный король · b7 чёрная пешка · c7 чёрная пешка · d7 чёрный конь · e7 чёрный слон · f7 чёрная пешка · g7 чёрная пешка · c6 чёрный конь · h6 чёрная пешка · a5 чёрная пешка · b5 белый конь · e5 чёрная пешка · f5 чёрный слон · c4 белая пешка · a3 белая пешка · d3 белая пешка · e3 белый слон · f3 белый конь · g3 белая пешка · h3 белая пешка · b2 белая пешка · c2 белый ферзь · f2 белая пешка · g2 белый слон · h2 белый король · d1 белая ладья · e1 белая ладья | b8 чёрная ладья · d8 чёрный ферзь · e8 чёрная ладья · g8 чёрный король · b7 чёрная пешка · c7 чёрная пешка · d7 чёрный конь · e7 чёрный слон · f7 чёрная пешка · g7 чёрная пешка · c6 чёрный конь · h6 чёрная пешка · a5 чёрная пешка · b5 белый конь · e5 чёрная пешка · f5 чёрный слон · c4 белая пешка · a3 белая пешка · d3 белая пешка · e3 белый слон · f3 белый конь · g3 белая пешка · h3 белая пешка · b2 белая пешка · c2 белый ферзь · f2 белая пешка · g2 белый слон · h2 белый король · d1 белая ладья · e1 белая ладья | b8 чёрная ладья · d8 чёрный ферзь · e8 чёрная ладья · g8 чёрный король · b7 чёрная пешка · c7 чёрная пешка · d7 чёрный конь · e7 чёрный слон · f7 чёрная пешка · g7 чёрная пешка · c6 чёрный конь · h6 чёрная пешка · a5 чёрная пешка · b5 белый конь · e5 чёрная пешка · f5 чёрный слон · c4 белая пешка · a3 белая пешка · d3 белая пешка · e3 белый слон · f3 белый конь · g3 белая пешка · h3 белая пешка · b2 белая пешка · c2 белый ферзь · f2 белая пешка · g2 белый слон · h2 белый король · d1 белая ладья · e1 белая ладья | 4 |
| 3 | b8 чёрная ладья · d8 чёрный ферзь · e8 чёрная ладья · g8 чёрный король · b7 чёрная пешка · c7 чёрная пешка · d7 чёрный конь · e7 чёрный слон · f7 чёрная пешка · g7 чёрная пешка · c6 чёрный конь · h6 чёрная пешка · a5 чёрная пешка · b5 белый конь · e5 чёрная пешка · f5 чёрный слон · c4 белая пешка · a3 белая пешка · d3 белая пешка · e3 белый слон · f3 белый конь · g3 белая пешка · h3 белая пешка · b2 белая пешка · c2 белый ферзь · f2 белая пешка · g2 белый слон · h2 белый король · d1 белая ладья · e1 белая ладья | b8 чёрная ладья · d8 чёрный ферзь · e8 чёрная ладья · g8 чёрный король · b7 чёрная пешка · c7 чёрная пешка · d7 чёрный конь · e7 чёрный слон · f7 чёрная пешка · g7 чёрная пешка · c6 чёрный конь · h6 чёрная пешка · a5 чёрная пешка · b5 белый конь · e5 чёрная пешка · f5 чёрный слон · c4 белая пешка · a3 белая пешка · d3 белая пешка · e3 белый слон · f3 белый конь · g3 белая пешка · h3 белая пешка · b2 белая пешка · c2 белый ферзь · f2 белая пешка · g2 белый слон · h2 белый король · d1 белая ладья · e1 белая ладья | b8 чёрная ладья · d8 чёрный ферзь · e8 чёрная ладья · g8 чёрный король · b7 чёрная пешка · c7 чёрная пешка · d7 чёрный конь · e7 чёрный слон · f7 чёрная пешка · g7 чёрная пешка · c6 чёрный конь · h6 чёрная пешка · a5 чёрная пешка · b5 белый конь · e5 чёрная пешка · f5 чёрный слон · c4 белая пешка · a3 белая пешка · d3 белая пешка · e3 белый слон · f3 белый конь · g3 белая пешка · h3 белая пешка · b2 белая пешка · c2 белый ферзь · f2 белая пешка · g2 белый слон · h2 белый король · d1 белая ладья · e1 белая ладья | b8 чёрная ладья · d8 чёрный ферзь · e8 чёрная ладья · g8 чёрный король · b7 чёрная пешка · c7 чёрная пешка · d7 чёрный конь · e7 чёрный слон · f7 чёрная пешка · g7 чёрная пешка · c6 чёрный конь · h6 чёрная пешка · a5 чёрная пешка · b5 белый конь · e5 чёрная пешка · f5 чёрный слон · c4 белая пешка · a3 белая пешка · d3 белая пешка · e3 белый слон · f3 белый конь · g3 белая пешка · h3 белая пешка · b2 белая пешка · c2 белый ферзь · f2 белая пешка · g2 белый слон · h2 белый король · d1 белая ладья · e1 белая ладья | b8 чёрная ладья · d8 чёрный ферзь · e8 чёрная ладья · g8 чёрный король · b7 чёрная пешка · c7 чёрная пешка · d7 чёрный конь · e7 чёрный слон · f7 чёрная пешка · g7 чёрная пешка · c6 чёрный конь · h6 чёрная пешка · a5 чёрная пешка · b5 белый конь · e5 чёрная пешка · f5 чёрный слон · c4 белая пешка · a3 белая пешка · d3 белая пешка · e3 белый слон · f3 белый конь · g3 белая пешка · h3 белая пешка · b2 белая пешка · c2 белый ферзь · f2 белая пешка · g2 белый слон · h2 белый король · d1 белая ладья · e1 белая ладья | b8 чёрная ладья · d8 чёрный ферзь · e8 чёрная ладья · g8 чёрный король · b7 чёрная пешка · c7 чёрная пешка · d7 чёрный конь · e7 чёрный слон · f7 чёрная пешка · g7 чёрная пешка · c6 чёрный конь · h6 чёрная пешка · a5 чёрная пешка · b5 белый конь · e5 чёрная пешка · f5 чёрный слон · c4 белая пешка · a3 белая пешка · d3 белая пешка · e3 белый слон · f3 белый конь · g3 белая пешка · h3 белая пешка · b2 белая пешка · c2 белый ферзь · f2 белая пешка · g2 белый слон · h2 белый король · d1 белая ладья · e1 белая ладья | b8 чёрная ладья · d8 чёрный ферзь · e8 чёрная ладья · g8 чёрный король · b7 чёрная пешка · c7 чёрная пешка · d7 чёрный конь · e7 чёрный слон · f7 чёрная пешка · g7 чёрная пешка · c6 чёрный конь · h6 чёрная пешка · a5 чёрная пешка · b5 белый конь · e5 чёрная пешка · f5 чёрный слон · c4 белая пешка · a3 белая пешка · d3 белая пешка · e3 белый слон · f3 белый конь · g3 белая пешка · h3 белая пешка · b2 белая пешка · c2 белый ферзь · f2 белая пешка · g2 белый слон · h2 белый король · d1 белая ладья · e1 белая ладья | b8 чёрная ладья · d8 чёрный ферзь · e8 чёрная ладья · g8 чёрный король · b7 чёрная пешка · c7 чёрная пешка · d7 чёрный конь · e7 чёрный слон · f7 чёрная пешка · g7 чёрная пешка · c6 чёрный конь · h6 чёрная пешка · a5 чёрная пешка · b5 белый конь · e5 чёрная пешка · f5 чёрный слон · c4 белая пешка · a3 белая пешка · d3 белая пешка · e3 белый слон · f3 белый конь · g3 белая пешка · h3 белая пешка · b2 белая пешка · c2 белый ферзь · f2 белая пешка · g2 белый слон · h2 белый король · d1 белая ладья · e1 белая ладья | 3 |
| 2 | b8 чёрная ладья · d8 чёрный ферзь · e8 чёрная ладья · g8 чёрный король · b7 чёрная пешка · c7 чёрная пешка · d7 чёрный конь · e7 чёрный слон · f7 чёрная пешка · g7 чёрная пешка · c6 чёрный конь · h6 чёрная пешка · a5 чёрная пешка · b5 белый конь · e5 чёрная пешка · f5 чёрный слон · c4 белая пешка · a3 белая пешка · d3 белая пешка · e3 белый слон · f3 белый конь · g3 белая пешка · h3 белая пешка · b2 белая пешка · c2 белый ферзь · f2 белая пешка · g2 белый слон · h2 белый король · d1 белая ладья · e1 белая ладья | b8 чёрная ладья · d8 чёрный ферзь · e8 чёрная ладья · g8 чёрный король · b7 чёрная пешка · c7 чёрная пешка · d7 чёрный конь · e7 чёрный слон · f7 чёрная пешка · g7 чёрная пешка · c6 чёрный конь · h6 чёрная пешка · a5 чёрная пешка · b5 белый конь · e5 чёрная пешка · f5 чёрный слон · c4 белая пешка · a3 белая пешка · d3 белая пешка · e3 белый слон · f3 белый конь · g3 белая пешка · h3 белая пешка · b2 белая пешка · c2 белый ферзь · f2 белая пешка · g2 белый слон · h2 белый король · d1 белая ладья · e1 белая ладья | b8 чёрная ладья · d8 чёрный ферзь · e8 чёрная ладья · g8 чёрный король · b7 чёрная пешка · c7 чёрная пешка · d7 чёрный конь · e7 чёрный слон · f7 чёрная пешка · g7 чёрная пешка · c6 чёрный конь · h6 чёрная пешка · a5 чёрная пешка · b5 белый конь · e5 чёрная пешка · f5 чёрный слон · c4 белая пешка · a3 белая пешка · d3 белая пешка · e3 белый слон · f3 белый конь · g3 белая пешка · h3 белая пешка · b2 белая пешка · c2 белый ферзь · f2 белая пешка · g2 белый слон · h2 белый король · d1 белая ладья · e1 белая ладья | b8 чёрная ладья · d8 чёрный ферзь · e8 чёрная ладья · g8 чёрный король · b7 чёрная пешка · c7 чёрная пешка · d7 чёрный конь · e7 чёрный слон · f7 чёрная пешка · g7 чёрная пешка · c6 чёрный конь · h6 чёрная пешка · a5 чёрная пешка · b5 белый конь · e5 чёрная пешка · f5 чёрный слон · c4 белая пешка · a3 белая пешка · d3 белая пешка · e3 белый слон · f3 белый конь · g3 белая пешка · h3 белая пешка · b2 белая пешка · c2 белый ферзь · f2 белая пешка · g2 белый слон · h2 белый король · d1 белая ладья · e1 белая ладья | b8 чёрная ладья · d8 чёрный ферзь · e8 чёрная ладья · g8 чёрный король · b7 чёрная пешка · c7 чёрная пешка · d7 чёрный конь · e7 чёрный слон · f7 чёрная пешка · g7 чёрная пешка · c6 чёрный конь · h6 чёрная пешка · a5 чёрная пешка · b5 белый конь · e5 чёрная пешка · f5 чёрный слон · c4 белая пешка · a3 белая пешка · d3 белая пешка · e3 белый слон · f3 белый конь · g3 белая пешка · h3 белая пешка · b2 белая пешка · c2 белый ферзь · f2 белая пешка · g2 белый слон · h2 белый король · d1 белая ладья · e1 белая ладья | b8 чёрная ладья · d8 чёрный ферзь · e8 чёрная ладья · g8 чёрный король · b7 чёрная пешка · c7 чёрная пешка · d7 чёрный конь · e7 чёрный слон · f7 чёрная пешка · g7 чёрная пешка · c6 чёрный конь · h6 чёрная пешка · a5 чёрная пешка · b5 белый конь · e5 чёрная пешка · f5 чёрный слон · c4 белая пешка · a3 белая пешка · d3 белая пешка · e3 белый слон · f3 белый конь · g3 белая пешка · h3 белая пешка · b2 белая пешка · c2 белый ферзь · f2 белая пешка · g2 белый слон · h2 белый король · d1 белая ладья · e1 белая ладья | b8 чёрная ладья · d8 чёрный ферзь · e8 чёрная ладья · g8 чёрный король · b7 чёрная пешка · c7 чёрная пешка · d7 чёрный конь · e7 чёрный слон · f7 чёрная пешка · g7 чёрная пешка · c6 чёрный конь · h6 чёрная пешка · a5 чёрная пешка · b5 белый конь · e5 чёрная пешка · f5 чёрный слон · c4 белая пешка · a3 белая пешка · d3 белая пешка · e3 белый слон · f3 белый конь · g3 белая пешка · h3 белая пешка · b2 белая пешка · c2 белый ферзь · f2 белая пешка · g2 белый слон · h2 белый король · d1 белая ладья · e1 белая ладья | b8 чёрная ладья · d8 чёрный ферзь · e8 чёрная ладья · g8 чёрный король · b7 чёрная пешка · c7 чёрная пешка · d7 чёрный конь · e7 чёрный слон · f7 чёрная пешка · g7 чёрная пешка · c6 чёрный конь · h6 чёрная пешка · a5 чёрная пешка · b5 белый конь · e5 чёрная пешка · f5 чёрный слон · c4 белая пешка · a3 белая пешка · d3 белая пешка · e3 белый слон · f3 белый конь · g3 белая пешка · h3 белая пешка · b2 белая пешка · c2 белый ферзь · f2 белая пешка · g2 белый слон · h2 белый король · d1 белая ладья · e1 белая ладья | 2 |
| 1 | b8 чёрная ладья · d8 чёрный ферзь · e8 чёрная ладья · g8 чёрный король · b7 чёрная пешка · c7 чёрная пешка · d7 чёрный конь · e7 чёрный слон · f7 чёрная пешка · g7 чёрная пешка · c6 чёрный конь · h6 чёрная пешка · a5 чёрная пешка · b5 белый конь · e5 чёрная пешка · f5 чёрный слон · c4 белая пешка · a3 белая пешка · d3 белая пешка · e3 белый слон · f3 белый конь · g3 белая пешка · h3 белая пешка · b2 белая пешка · c2 белый ферзь · f2 белая пешка · g2 белый слон · h2 белый король · d1 белая ладья · e1 белая ладья | b8 чёрная ладья · d8 чёрный ферзь · e8 чёрная ладья · g8 чёрный король · b7 чёрная пешка · c7 чёрная пешка · d7 чёрный конь · e7 чёрный слон · f7 чёрная пешка · g7 чёрная пешка · c6 чёрный конь · h6 чёрная пешка · a5 чёрная пешка · b5 белый конь · e5 чёрная пешка · f5 чёрный слон · c4 белая пешка · a3 белая пешка · d3 белая пешка · e3 белый слон · f3 белый конь · g3 белая пешка · h3 белая пешка · b2 белая пешка · c2 белый ферзь · f2 белая пешка · g2 белый слон · h2 белый король · d1 белая ладья · e1 белая ладья | b8 чёрная ладья · d8 чёрный ферзь · e8 чёрная ладья · g8 чёрный король · b7 чёрная пешка · c7 чёрная пешка · d7 чёрный конь · e7 чёрный слон · f7 чёрная пешка · g7 чёрная пешка · c6 чёрный конь · h6 чёрная пешка · a5 чёрная пешка · b5 белый конь · e5 чёрная пешка · f5 чёрный слон · c4 белая пешка · a3 белая пешка · d3 белая пешка · e3 белый слон · f3 белый конь · g3 белая пешка · h3 белая пешка · b2 белая пешка · c2 белый ферзь · f2 белая пешка · g2 белый слон · h2 белый король · d1 белая ладья · e1 белая ладья | b8 чёрная ладья · d8 чёрный ферзь · e8 чёрная ладья · g8 чёрный король · b7 чёрная пешка · c7 чёрная пешка · d7 чёрный конь · e7 чёрный слон · f7 чёрная пешка · g7 чёрная пешка · c6 чёрный конь · h6 чёрная пешка · a5 чёрная пешка · b5 белый конь · e5 чёрная пешка · f5 чёрный слон · c4 белая пешка · a3 белая пешка · d3 белая пешка · e3 белый слон · f3 белый конь · g3 белая пешка · h3 белая пешка · b2 белая пешка · c2 белый ферзь · f2 белая пешка · g2 белый слон · h2 белый король · d1 белая ладья · e1 белая ладья | b8 чёрная ладья · d8 чёрный ферзь · e8 чёрная ладья · g8 чёрный король · b7 чёрная пешка · c7 чёрная пешка · d7 чёрный конь · e7 чёрный слон · f7 чёрная пешка · g7 чёрная пешка · c6 чёрный конь · h6 чёрная пешка · a5 чёрная пешка · b5 белый конь · e5 чёрная пешка · f5 чёрный слон · c4 белая пешка · a3 белая пешка · d3 белая пешка · e3 белый слон · f3 белый конь · g3 белая пешка · h3 белая пешка · b2 белая пешка · c2 белый ферзь · f2 белая пешка · g2 белый слон · h2 белый король · d1 белая ладья · e1 белая ладья | b8 чёрная ладья · d8 чёрный ферзь · e8 чёрная ладья · g8 чёрный король · b7 чёрная пешка · c7 чёрная пешка · d7 чёрный конь · e7 чёрный слон · f7 чёрная пешка · g7 чёрная пешка · c6 чёрный конь · h6 чёрная пешка · a5 чёрная пешка · b5 белый конь · e5 чёрная пешка · f5 чёрный слон · c4 белая пешка · a3 белая пешка · d3 белая пешка · e3 белый слон · f3 белый конь · g3 белая пешка · h3 белая пешка · b2 белая пешка · c2 белый ферзь · f2 белая пешка · g2 белый слон · h2 белый король · d1 белая ладья · e1 белая ладья | b8 чёрная ладья · d8 чёрный ферзь · e8 чёрная ладья · g8 чёрный король · b7 чёрная пешка · c7 чёрная пешка · d7 чёрный конь · e7 чёрный слон · f7 чёрная пешка · g7 чёрная пешка · c6 чёрный конь · h6 чёрная пешка · a5 чёрная пешка · b5 белый конь · e5 чёрная пешка · f5 чёрный слон · c4 белая пешка · a3 белая пешка · d3 белая пешка · e3 белый слон · f3 белый конь · g3 белая пешка · h3 белая пешка · b2 белая пешка · c2 белый ферзь · f2 белая пешка · g2 белый слон · h2 белый король · d1 белая ладья · e1 белая ладья | b8 чёрная ладья · d8 чёрный ферзь · e8 чёрная ладья · g8 чёрный король · b7 чёрная пешка · c7 чёрная пешка · d7 чёрный конь · e7 чёрный слон · f7 чёрная пешка · g7 чёрная пешка · c6 чёрный конь · h6 чёрная пешка · a5 чёрная пешка · b5 белый конь · e5 чёрная пешка · f5 чёрный слон · c4 белая пешка · a3 белая пешка · d3 белая пешка · e3 белый слон · f3 белый конь · g3 белая пешка · h3 белая пешка · b2 белая пешка · c2 белый ферзь · f2 белая пешка · g2 белый слон · h2 белый король · d1 белая ладья · e1 белая ладья | 1 |
|   | a | b | c | d | e | f | g | h |   |

Во второй раз в матче Дин Лижэнь разыграл английское начало, фианкеттировав белопольного слона, нацеливаясь на долгосрочное давление. После 10-го хода он потратил на 30 минут больше, чем соперник, но ему удалось сорвать главный план претендента и оставить его без контригры в некомфортной позиции. На 17-м ходу Гукеш допустил ошибку (17…♝g6!?), потратив 26 минут. Чемпион мира сделал ход 18. d4! в темпе блица, закрепив перевес. Позже Гукеш снова ошибся (22…♝g5?!), на что Дин Лижэнь ответил 23. ♘f4! и получил выигранную позицию (согласно компьютерным оценкам). Оказавшись в цейтноте, чемпион мира сохранил самообладание, делая точные ходы, в итоге Гукеш сдался. Дин Лижэнь сказал: «После 23.♘f4 я понял, что моя позиция намного, намного лучше. До этого, после 15.♘b5, я был очень оптимистичен».

Чемпион мира отыграл безупречную партию от начала до конца, победил претендента и сравнял счёт в матче за две партии до конца. Гукеш играл быстро в спокойном, как казалось, дебюте, где всё было под контролем, но чемпион исполнял ходы с компьютерной точностью, постоянно усиливая давление, пока позиция соперника не развалилась. После партии Дин Лижэнь сказал: «Возможно, это лучшая игра, которую я сыграл за последнее время… Всю партию я просто давил на противника и не оступился, как в прошлой партии».
[Event "Ding - Gukesh World Championship Match"]
[Site "Singapore SIN"]
[Date "2024.12.09"]
[EventDate "2024.11.25"]
[Round "12.1"]
[White "Ding, Liren"]
[Black "Gukesh D"]
[Result "1-0"]
[WhiteElo "2728"]
[WhiteTitle "GM"]
[WhiteFideId "8603677"]
[BlackElo "2783"]
[BlackTitle "GM"]
[BlackFideId "46616543"]
[ECO "A13"]
[Opening "English Opening: Agincourt Defense"]
[StudyName "Game 12"]
[ChapterName "Ding, Liren - Gukesh D"]
[Source "Lichess"]
1. c4 e6 2. g3 d5 3. Bg2 Nf6 4. Nf3 d4 5. O-O Nc6 6. e3 Be7 7. d3 dxe3 8. Bxe3 e5 9. Nc3 O-O 10. Re1 h6 11. a3 a5 12. h3 Be6 13. Kh2 Rb8 14. Qc2 Re8 15. Nb5 Bf5 16. Rad1 Nd7 17. Qd2 Bg6 18. d4 e4 19. Ng1 Nb6 20. Qc3 Bf6 21. Qc2 a4 22. Ne2 Bg5 23. Nf4 Bxf4 24. Bxf4 Rc8 25. Qc3 Nb8 26. d5 Qd7 27. d6 c5 28. Nc7 Rf8 29. Bxe4 Nc6 30. Bg2 Rcd8 31. Nd5 Nxd5 32. cxd5 Nb8 33. Qxc5 Rc8 34. Qd4 Na6 35. Re7 Qb5 36. d7 Rc4 37. Qe3 Rc2 38. Bd6 f6 39. Rxg7+

### 13-я партия
Гукеш в третий раз за матч начал игру ходом 1. е4. Дин Лижэнь, как и в 1-й партии, в ответ разыграл французскую защиту. Гукеш сделал редкий в этой дебютной линии ход 7.a3, а затем ход-новинку 8.♗e3: это заставило чемпиона мира потратить 17 минут на ответ 7..♝e7 и 37 минут на ход 8…♞b4. Позже он сказал, что был сбит с толку» «каверзной идеей» Гукеша, ведь обычно белые играют в той позиции 7.f4. Гукеш вышел из дебюта со значительным перевесом и по времени, и по позиции.
Претендент сыграл 12.♘ge2 вместо агрессивного и принципиального 12.♕g4, потеряв часть перевеса, но после 13.0-0 и 14.♘c3, сохранил комфортную позицию и стал её усиливать, а Дин Лижэнь долго не мог развить своего белопольного слона (это известная проблема французской защиты). Гукеш потратил много времени на 16-й ход, пытаясь найти лучший план для реализации преимущества. Он поддерживал напряжение на доске, улучшая позиции фигур. Дин Лижэнь ошибся, сыграв 31. …♛f7, но Гукеш избрал ошибочный порядок ходов: 31.♘e4 вместо 31.♖xe8+ ♛xe8 32.♘e4 и упустил шанс получить решающее преимущество.

Несмотря на сильный цейтнот, Дин Лижэнь делал точные ходы, продемонстировав отличную технику в обороне. К контрольному 40-му ходу у противников осталось по ферзю и ладье в эндшпиле. Фактически позиция была равной, но Дин Лижэнь вынужден был точно защищаться до 68-го хода. Партия закончилась вничью, Гукеш оказывал значительное давление, но в критические моменты упускал свой шанс.
[Event "Ding - Gukesh World Championship Match"]
[Site "Singapore SIN"]
[Date "2024.12.11"]
[EventDate "2024.11.25"]
[Round "13.1"]
[White "Gukesh D"]
[Black "Ding, Liren"]
[Result "1/2-1/2"]
[WhiteElo "2783"]
[WhiteTitle "GM"]
[WhiteFideId "46616543"]
[BlackElo "2728"]
[BlackTitle "GM"]
[BlackFideId "8603677"]
[ECO "C11"]
[Opening "French Defense: Classical Variation, Steinitz Variation"]
[StudyName "Game 13"]
[ChapterName "Gukesh D - Ding, Liren"]
[Source "Lichess"]
1. e4 e6 2. d4 d5 3. Nc3 Nf6 4. e5 Nfd7 5. Nce2 c5 6. c3 Nc6 7. a3 Be7 8. Be3 Nb6 9. Nf4 cxd4 10. cxd4 Nc4 11. Bxc4 dxc4 12. Nge2 b5 13. O-O O-O 14. Nc3 Rb8 15. Nh5 f5 16. exf6 Bxf6 17. Qf3 Qe8 18. Nxf6+ Rxf6 19. Qe2 Qg6 20. f3 Rf8 21. Rad1 Ne7 22. Bf4 Rb6 23. Bc7 Rb7 24. Bd6 Re8 25. Bxe7 Rexe7 26. Qe5 a6 27. d5 exd5 28. Qxd5+ Qe6 29. Qc5 Re8 30. Rde1 Qf7 31. Ne4 Rf8 32. Nd6 Rc7 33. Qe5 Qf6 34. Qd5+ Kh8 35. Re5 Re7 36. Rfe1 Rxe5 37. Rxe5 h6 38. Qc5 Bd7 39. Ne4 Qf4 40. Re7 Bf5 41. Qd4 Rg8 42. h3 Qc1+ 43. Kf2 Bxe4 44. Rxe4 c3 45. bxc3 Qxa3 46. Kg3 Qb3 47. Re7 a5 48. Rb7 Qc4 49. Qe5 Qc6 50. Qxb5 Qxc3 51. Ra7 Qe1+ 52. Kh2 Qb4 53. Qxb4 axb4 54. Rb7 Ra8 55. Rxb4 Ra2 56. Kg3 Kh7 57. Rb5 Kg6 58. f4 Kf6 59. Kf3 Rc2 60. g3 Rc3+ 61. Kg4 Ra3 62. h4 Rc3 63. Rb6+ Kf7 64. f5 h5+ 65. Kf4 Rc4+ 66. Kf3 Rc3+ 67. Kf4 Rc4+ 68. Kf3 Rc3+ 69. Ke4

### 14-я партия
|   | a | b | c | d | e | f | g | h |   |
| - | --- | --- | --- | --- | --- | --- | --- | --- | - |
| 8 | a8 белый слон · e6 чёрный слон · e5 чёрный король · f5 чёрная пешка · f4 белая ладья · g4 чёрная пешка · g3 белая пешка · b2 чёрная ладья · g1 белый король | a8 белый слон · e6 чёрный слон · e5 чёрный король · f5 чёрная пешка · f4 белая ладья · g4 чёрная пешка · g3 белая пешка · b2 чёрная ладья · g1 белый король | a8 белый слон · e6 чёрный слон · e5 чёрный король · f5 чёрная пешка · f4 белая ладья · g4 чёрная пешка · g3 белая пешка · b2 чёрная ладья · g1 белый король | a8 белый слон · e6 чёрный слон · e5 чёрный король · f5 чёрная пешка · f4 белая ладья · g4 чёрная пешка · g3 белая пешка · b2 чёрная ладья · g1 белый король | a8 белый слон · e6 чёрный слон · e5 чёрный король · f5 чёрная пешка · f4 белая ладья · g4 чёрная пешка · g3 белая пешка · b2 чёрная ладья · g1 белый король | a8 белый слон · e6 чёрный слон · e5 чёрный король · f5 чёрная пешка · f4 белая ладья · g4 чёрная пешка · g3 белая пешка · b2 чёрная ладья · g1 белый король | a8 белый слон · e6 чёрный слон · e5 чёрный король · f5 чёрная пешка · f4 белая ладья · g4 чёрная пешка · g3 белая пешка · b2 чёрная ладья · g1 белый король | a8 белый слон · e6 чёрный слон · e5 чёрный король · f5 чёрная пешка · f4 белая ладья · g4 чёрная пешка · g3 белая пешка · b2 чёрная ладья · g1 белый король | 8 |
| 7 | a8 белый слон · e6 чёрный слон · e5 чёрный король · f5 чёрная пешка · f4 белая ладья · g4 чёрная пешка · g3 белая пешка · b2 чёрная ладья · g1 белый король | a8 белый слон · e6 чёрный слон · e5 чёрный король · f5 чёрная пешка · f4 белая ладья · g4 чёрная пешка · g3 белая пешка · b2 чёрная ладья · g1 белый король | a8 белый слон · e6 чёрный слон · e5 чёрный король · f5 чёрная пешка · f4 белая ладья · g4 чёрная пешка · g3 белая пешка · b2 чёрная ладья · g1 белый король | a8 белый слон · e6 чёрный слон · e5 чёрный король · f5 чёрная пешка · f4 белая ладья · g4 чёрная пешка · g3 белая пешка · b2 чёрная ладья · g1 белый король | a8 белый слон · e6 чёрный слон · e5 чёрный король · f5 чёрная пешка · f4 белая ладья · g4 чёрная пешка · g3 белая пешка · b2 чёрная ладья · g1 белый король | a8 белый слон · e6 чёрный слон · e5 чёрный король · f5 чёрная пешка · f4 белая ладья · g4 чёрная пешка · g3 белая пешка · b2 чёрная ладья · g1 белый король | a8 белый слон · e6 чёрный слон · e5 чёрный король · f5 чёрная пешка · f4 белая ладья · g4 чёрная пешка · g3 белая пешка · b2 чёрная ладья · g1 белый король | a8 белый слон · e6 чёрный слон · e5 чёрный король · f5 чёрная пешка · f4 белая ладья · g4 чёрная пешка · g3 белая пешка · b2 чёрная ладья · g1 белый король | 7 |
| 6 | a8 белый слон · e6 чёрный слон · e5 чёрный король · f5 чёрная пешка · f4 белая ладья · g4 чёрная пешка · g3 белая пешка · b2 чёрная ладья · g1 белый король | a8 белый слон · e6 чёрный слон · e5 чёрный король · f5 чёрная пешка · f4 белая ладья · g4 чёрная пешка · g3 белая пешка · b2 чёрная ладья · g1 белый король | a8 белый слон · e6 чёрный слон · e5 чёрный король · f5 чёрная пешка · f4 белая ладья · g4 чёрная пешка · g3 белая пешка · b2 чёрная ладья · g1 белый король | a8 белый слон · e6 чёрный слон · e5 чёрный король · f5 чёрная пешка · f4 белая ладья · g4 чёрная пешка · g3 белая пешка · b2 чёрная ладья · g1 белый король | a8 белый слон · e6 чёрный слон · e5 чёрный король · f5 чёрная пешка · f4 белая ладья · g4 чёрная пешка · g3 белая пешка · b2 чёрная ладья · g1 белый король | a8 белый слон · e6 чёрный слон · e5 чёрный король · f5 чёрная пешка · f4 белая ладья · g4 чёрная пешка · g3 белая пешка · b2 чёрная ладья · g1 белый король | a8 белый слон · e6 чёрный слон · e5 чёрный король · f5 чёрная пешка · f4 белая ладья · g4 чёрная пешка · g3 белая пешка · b2 чёрная ладья · g1 белый король | a8 белый слон · e6 чёрный слон · e5 чёрный король · f5 чёрная пешка · f4 белая ладья · g4 чёрная пешка · g3 белая пешка · b2 чёрная ладья · g1 белый король | 6 |
| 5 | a8 белый слон · e6 чёрный слон · e5 чёрный король · f5 чёрная пешка · f4 белая ладья · g4 чёрная пешка · g3 белая пешка · b2 чёрная ладья · g1 белый король | a8 белый слон · e6 чёрный слон · e5 чёрный король · f5 чёрная пешка · f4 белая ладья · g4 чёрная пешка · g3 белая пешка · b2 чёрная ладья · g1 белый король | a8 белый слон · e6 чёрный слон · e5 чёрный король · f5 чёрная пешка · f4 белая ладья · g4 чёрная пешка · g3 белая пешка · b2 чёрная ладья · g1 белый король | a8 белый слон · e6 чёрный слон · e5 чёрный король · f5 чёрная пешка · f4 белая ладья · g4 чёрная пешка · g3 белая пешка · b2 чёрная ладья · g1 белый король | a8 белый слон · e6 чёрный слон · e5 чёрный король · f5 чёрная пешка · f4 белая ладья · g4 чёрная пешка · g3 белая пешка · b2 чёрная ладья · g1 белый король | a8 белый слон · e6 чёрный слон · e5 чёрный король · f5 чёрная пешка · f4 белая ладья · g4 чёрная пешка · g3 белая пешка · b2 чёрная ладья · g1 белый король | a8 белый слон · e6 чёрный слон · e5 чёрный король · f5 чёрная пешка · f4 белая ладья · g4 чёрная пешка · g3 белая пешка · b2 чёрная ладья · g1 белый король | a8 белый слон · e6 чёрный слон · e5 чёрный король · f5 чёрная пешка · f4 белая ладья · g4 чёрная пешка · g3 белая пешка · b2 чёрная ладья · g1 белый король | 5 |
| 4 | a8 белый слон · e6 чёрный слон · e5 чёрный король · f5 чёрная пешка · f4 белая ладья · g4 чёрная пешка · g3 белая пешка · b2 чёрная ладья · g1 белый король | a8 белый слон · e6 чёрный слон · e5 чёрный король · f5 чёрная пешка · f4 белая ладья · g4 чёрная пешка · g3 белая пешка · b2 чёрная ладья · g1 белый король | a8 белый слон · e6 чёрный слон · e5 чёрный король · f5 чёрная пешка · f4 белая ладья · g4 чёрная пешка · g3 белая пешка · b2 чёрная ладья · g1 белый король | a8 белый слон · e6 чёрный слон · e5 чёрный король · f5 чёрная пешка · f4 белая ладья · g4 чёрная пешка · g3 белая пешка · b2 чёрная ладья · g1 белый король | a8 белый слон · e6 чёрный слон · e5 чёрный король · f5 чёрная пешка · f4 белая ладья · g4 чёрная пешка · g3 белая пешка · b2 чёрная ладья · g1 белый король | a8 белый слон · e6 чёрный слон · e5 чёрный король · f5 чёрная пешка · f4 белая ладья · g4 чёрная пешка · g3 белая пешка · b2 чёрная ладья · g1 белый король | a8 белый слон · e6 чёрный слон · e5 чёрный король · f5 чёрная пешка · f4 белая ладья · g4 чёрная пешка · g3 белая пешка · b2 чёрная ладья · g1 белый король | a8 белый слон · e6 чёрный слон · e5 чёрный король · f5 чёрная пешка · f4 белая ладья · g4 чёрная пешка · g3 белая пешка · b2 чёрная ладья · g1 белый король | 4 |
| 3 | a8 белый слон · e6 чёрный слон · e5 чёрный король · f5 чёрная пешка · f4 белая ладья · g4 чёрная пешка · g3 белая пешка · b2 чёрная ладья · g1 белый король | a8 белый слон · e6 чёрный слон · e5 чёрный король · f5 чёрная пешка · f4 белая ладья · g4 чёрная пешка · g3 белая пешка · b2 чёрная ладья · g1 белый король | a8 белый слон · e6 чёрный слон · e5 чёрный король · f5 чёрная пешка · f4 белая ладья · g4 чёрная пешка · g3 белая пешка · b2 чёрная ладья · g1 белый король | a8 белый слон · e6 чёрный слон · e5 чёрный король · f5 чёрная пешка · f4 белая ладья · g4 чёрная пешка · g3 белая пешка · b2 чёрная ладья · g1 белый король | a8 белый слон · e6 чёрный слон · e5 чёрный король · f5 чёрная пешка · f4 белая ладья · g4 чёрная пешка · g3 белая пешка · b2 чёрная ладья · g1 белый король | a8 белый слон · e6 чёрный слон · e5 чёрный король · f5 чёрная пешка · f4 белая ладья · g4 чёрная пешка · g3 белая пешка · b2 чёрная ладья · g1 белый король | a8 белый слон · e6 чёрный слон · e5 чёрный король · f5 чёрная пешка · f4 белая ладья · g4 чёрная пешка · g3 белая пешка · b2 чёрная ладья · g1 белый король | a8 белый слон · e6 чёрный слон · e5 чёрный король · f5 чёрная пешка · f4 белая ладья · g4 чёрная пешка · g3 белая пешка · b2 чёрная ладья · g1 белый король | 3 |
| 2 | a8 белый слон · e6 чёрный слон · e5 чёрный король · f5 чёрная пешка · f4 белая ладья · g4 чёрная пешка · g3 белая пешка · b2 чёрная ладья · g1 белый король | a8 белый слон · e6 чёрный слон · e5 чёрный король · f5 чёрная пешка · f4 белая ладья · g4 чёрная пешка · g3 белая пешка · b2 чёрная ладья · g1 белый король | a8 белый слон · e6 чёрный слон · e5 чёрный король · f5 чёрная пешка · f4 белая ладья · g4 чёрная пешка · g3 белая пешка · b2 чёрная ладья · g1 белый король | a8 белый слон · e6 чёрный слон · e5 чёрный король · f5 чёрная пешка · f4 белая ладья · g4 чёрная пешка · g3 белая пешка · b2 чёрная ладья · g1 белый король | a8 белый слон · e6 чёрный слон · e5 чёрный король · f5 чёрная пешка · f4 белая ладья · g4 чёрная пешка · g3 белая пешка · b2 чёрная ладья · g1 белый король | a8 белый слон · e6 чёрный слон · e5 чёрный король · f5 чёрная пешка · f4 белая ладья · g4 чёрная пешка · g3 белая пешка · b2 чёрная ладья · g1 белый король | a8 белый слон · e6 чёрный слон · e5 чёрный король · f5 чёрная пешка · f4 белая ладья · g4 чёрная пешка · g3 белая пешка · b2 чёрная ладья · g1 белый король | a8 белый слон · e6 чёрный слон · e5 чёрный король · f5 чёрная пешка · f4 белая ладья · g4 чёрная пешка · g3 белая пешка · b2 чёрная ладья · g1 белый король | 2 |
| 1 | a8 белый слон · e6 чёрный слон · e5 чёрный король · f5 чёрная пешка · f4 белая ладья · g4 чёрная пешка · g3 белая пешка · b2 чёрная ладья · g1 белый король | a8 белый слон · e6 чёрный слон · e5 чёрный король · f5 чёрная пешка · f4 белая ладья · g4 чёрная пешка · g3 белая пешка · b2 чёрная ладья · g1 белый король | a8 белый слон · e6 чёрный слон · e5 чёрный король · f5 чёрная пешка · f4 белая ладья · g4 чёрная пешка · g3 белая пешка · b2 чёрная ладья · g1 белый король | a8 белый слон · e6 чёрный слон · e5 чёрный король · f5 чёрная пешка · f4 белая ладья · g4 чёрная пешка · g3 белая пешка · b2 чёрная ладья · g1 белый король | a8 белый слон · e6 чёрный слон · e5 чёрный король · f5 чёрная пешка · f4 белая ладья · g4 чёрная пешка · g3 белая пешка · b2 чёрная ладья · g1 белый король | a8 белый слон · e6 чёрный слон · e5 чёрный король · f5 чёрная пешка · f4 белая ладья · g4 чёрная пешка · g3 белая пешка · b2 чёрная ладья · g1 белый король | a8 белый слон · e6 чёрный слон · e5 чёрный король · f5 чёрная пешка · f4 белая ладья · g4 чёрная пешка · g3 белая пешка · b2 чёрная ладья · g1 белый король | a8 белый слон · e6 чёрный слон · e5 чёрный король · f5 чёрная пешка · f4 белая ладья · g4 чёрная пешка · g3 белая пешка · b2 чёрная ладья · g1 белый король | 1 |
|   | a | b | c | d | e | f | g | h |   |

Белые разыграли защиту Грюнфельда в первой руке. Гукеш применил редкий ход 6…♞ge7, позиция стала сложной для оценки. У чемпиона мира была хорошая позиция в миттельшпиле, однако он решил отдать проходную пешку, чтобы перейти в несложный эндшпиль, где ему, однако, предстояло защищаться в заведомо худшей позиции. На 55-м ходу Дин Лижэнь допустил грубейшую ошибку 55.♖f2??, оставив слона в углу на поле a8, что позволило сопернику немедленно разменять не только ладьи, но и слонов и перейти в выигранный пешечный эндшпиль после 55…♜xf2 56.♔xf2 ♝d5 57.♗xd5 ♚xd5 58.♔e3 ♚e5. Эта ошибка стала одной из наиболее грубых за всю 138-летнюю историю матчей за звание чемпиона мира по шахматам. По словам Гукеша, он сначала не поверил, что чемпион мира так ошибся.
[Event "Ding - Gukesh World Championship Match"]
[Site "Singapore SIN"]
[Date "2024.12.12"]
[EventDate "2024.11.25"]
[Round "14.1"]
[White "Ding, Liren"]
[Black "Gukesh D"]
[Result "0-1"]
[WhiteElo "2728"]
[WhiteTitle "GM"]
[WhiteFideId "8603677"]
[BlackElo "2783"]
[BlackTitle "GM"]
[BlackFideId "46616543"]
[ECO "A08"]
[Opening "Zukertort Opening: Reversed Grünfeld"]
[StudyName "Game 14"]
[ChapterName "Ding, Liren - Gukesh D"]
[Source "Lichess"]
1. Nf3 d5 2. g3 c5 3. Bg2 Nc6 4. d4 e6 5. O-O cxd4 6. Nxd4 Nge7 7. c4 Nxd4 8. Qxd4 Nc6 9. Qd1 d4 10. e3 Bc5 11. exd4 Bxd4 12. Nc3 O-O 13. Nb5 Bb6 14. b3 a6 15. Nc3 Bd4 16. Bb2 e5 17. Qd2 Be6 18. Nd5 b5 19. cxb5 axb5 20. Nf4 exf4 21. Bxc6 Bxb2 22. Qxb2 Rb8 23. Rfd1 Qb6 24. Bf3 fxg3 25. hxg3 b4 26. a4 bxa3 27. Rxa3 g6 28. Qd4 Qb5 29. b4 Qxb4 30. Qxb4 Rxb4 31. Ra8 Rxa8 32. Bxa8 g5 33. Bd5 Bf5 34. Rc1 Kg7 35. Rc7 Bg6 36. Rc4 Rb1+ 37. Kg2 Re1 38. Rb4 h5 39. Ra4 Re5 40. Bf3 Kh6 41. Kg1 Re6 42. Rc4 g4 43. Bd5 Rd6 44. Bb7 Kg5 45. f3 f5 46. fxg4 hxg4 47. Rb4 Bf7 48. Kf2 Rd2+ 49. Kg1 Kf6 50. Rb6+ Kg5 51. Rb4 Be6 52. Ra4 Rb2 53. Ba8 Kf6 54. Rf4 Ke5 55. Rf2 Rxf2 56. Kxf2 Bd5 57. Bxd5 Kxd5 58. Ke3 Ke5

## Последствия и реакция
Победа Гукеша подчеркнула рост Индии как шахматной державы. К моменту окончания матча из первых 30-ти игроков в мире, чей рейтинг выше 2700, шестеро было из Индии. Гукеш стал вторым чемпионом мира из Индии после Ананда, носившего титул с 2007 по 2013 год. Ананд оказывал удалённую поддержку Гукешу и вдохновлял его, хотя официально не входил в команду. Ожидается, что Гукеш будет защищать свой титул в предстоящем матче 2026 года, также остаётся под вопросом, попытается ли Магнус Карлсен снова завоевать чемпионский титул. Сам Гукеш выразил надежду на будущую игру с Карлсеном, заметив: «Это станет самым сложным вызовом. Был бы рад проверить свои силы в игре против лучшего шахматиста мира.» Дин Лижэнь сказал, что ни о чём не сожалеет и что продолжит играть в шахматы на профессиональном уровне. Гукеш сказал, что Дин Лижэнь вдохновил его своей борьбой.
Гукеша поздравили Сергей Шипов, Накамура, Карлсен, Ананд, Видит, Прагнанандха и Каспаров (бывший с 1985 года самым молодым чемпионом мира). Каспаров отметил, что во всех матчах встречаются зевки, но тем не менее, победа Гукеша в сочетании с успехом индийских шахматистов на Олимпиаде сделала 2024 год «феноменальным» для Индии.
Фантастическое достижение. Это вполне заслуженно, особенно когда мы знаем, как он сюда попал. Важный момент для Индии. И может стать решающим моментом в истории шахмат. Потенциально это начало чего-то большого.Карлсен
Огромные поздравления Гукешу, всей Индии и индийцам по всему миру. Какое выдающееся достижение! Виши, я забыл поздравить тебя с днём рождения, но у меня такое чувство, что твои ноги не будут касаться земли целый месяц. То, что ты сделал, беспрецедентно!Накамура
Однако другие гроссмейстеры отмечали низкий уровень игры соперников и высказывали сомнения в дальнейших успехах Гукеша. Простой зевок в 14-й партии прокомментировал Крамник: «Без комментариев. Грустно. Конец шахмат, какими мы их знаем. Ещё никогда исход матча за титул чемпиона мира не решался таким детским просчётом в одном ходе». Сергей Карякин заявил, что расстроен нелепым исходом матча, а также добавил, что Гукеш был явно больше настроен на победу, в то время как Дин Лижэнь «отбывал номер». Непомнящий просто разместил плачущий смайлик. Анатолий Карпов похвалил нового чемпиона, но и выразил сомнения в его будущих достижениях.
Трудно сказать, достоин ли Гукеш звания чемпиона, но играл он неплохо: до определённого момента лучше, чем Лижэнь. Иногда казалось, что китаец перехватывает инициативу. Результат уникальный: самый молодой чемпион мира, представитель Индии. Если такая система будет, то Гукешу трудно будет удержаться. Всё будет зависеть от него и его соперников, насколько упорно они будут работать.Карпов
Английский шахматный журналист и экс-игрок сборной Англии Леонард Барден по завершении матча высказал мнение, что стиль игры Гукеша «чрезмерно тяготеет к стратегической борьбе», характеризуется «ограниченной креативностью», в тактически сложных и неясных позициях у Гукеша возникают потенциальные слабости. Барден предположил, что в ближайшие годы Гукеш придёт к более разностороннему стилю игры и время покажет, сможет ли молодой индиец и далее успешно выступать на высшем уровне.

### Комментарии
1. ↑  В 2002 году Руслан Пономарёв в более молодом возрасте стал победителем чемпионата мира по версии ФИДЕ, обыграв в финале Василия Иванчука. Однако его титул не был общепризнанным[7], кроме того Пономарёв выиграл чемпионат мира по нокаут-системе, а не обыграл в матче действующего на тот момент чемпиона мира[8].
2. ↑  ФИДЕ запретила российским и белорусским шахматистам выступать под своими флагами после начала вторжения России на Украину; вместо этого они выступают под флагом ФИДЕ[24].
3. ↑  Ниджат Абасов, занявший 4 место на Кубке мира 2023, заменил в турнире претендентов Магнуса Карлсена, отказавшегося от участия[25].
4. ↑  В 2023 году первую позицию в FIDE Circuit занял Фабиано Каруана, но он уже был допущен в турнир претендентов по результатам Кубка мира[26].
5. ↑  15 минут каждому игроку с добавлением 10 секунд за каждый сделанный ход.
6. ↑  На сайте lichess.org отмечено, что чёрные затратили на седьмой ход с 1:56:43 по 1:29:01[60].
7. ↑  В то же время сайт chessgames.com наряду с отказанным ферзевым гамбитом D35 указывает и дебют ферзевых пешек D02[63]